# 桶狭間

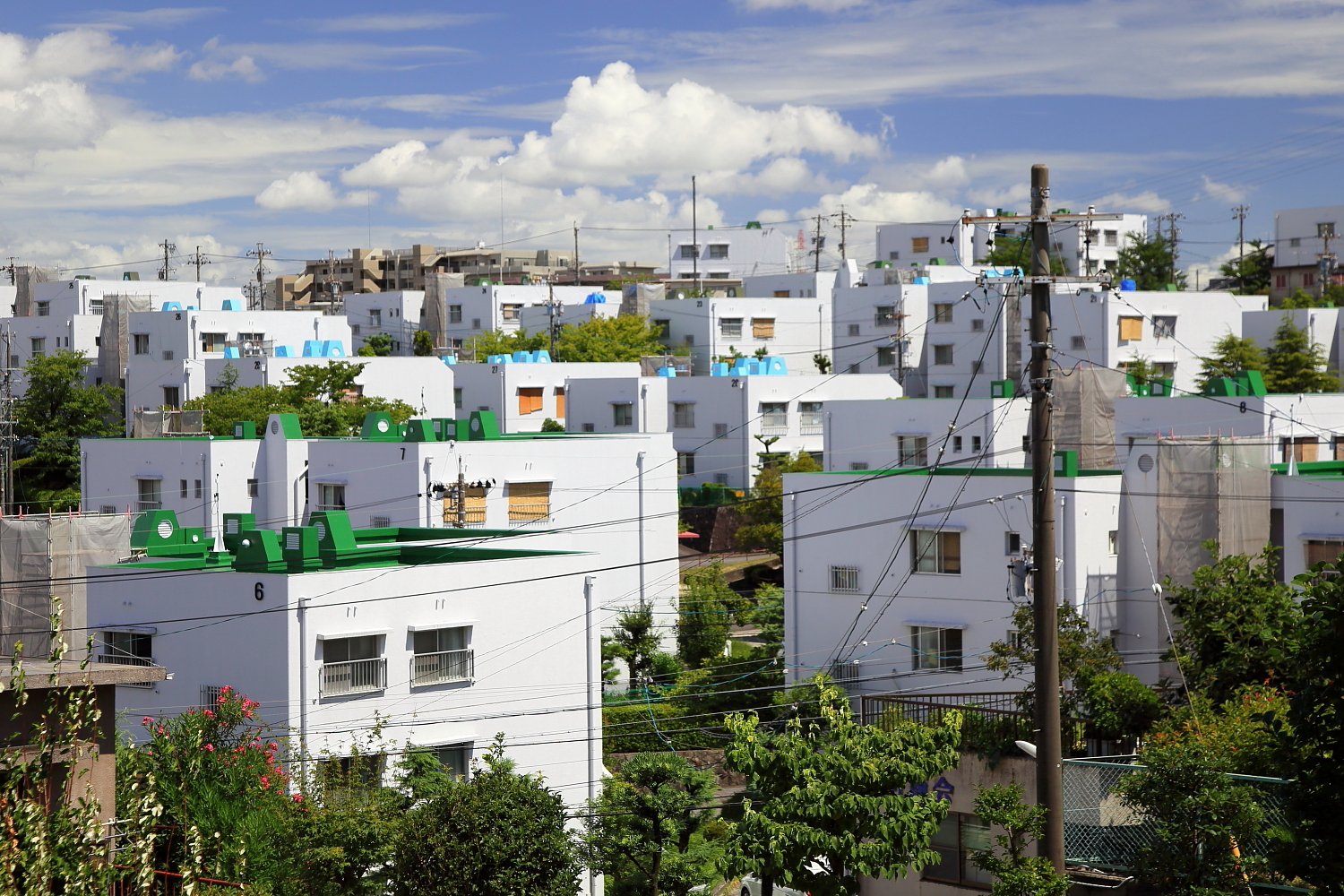
高根山（たかねやま）中腹より南東の生山（はえやま）に立地する有松グリーンハイツを望む（2012年8月、撮影位置：）。桶狭間の戦いの折り、高根山では松井宗信と佐々政次・千秋季忠による前哨戦があったとされ、生山との名は織田方の軍勢が這い登った「這山（はいやま）」に由来するともいわれる。

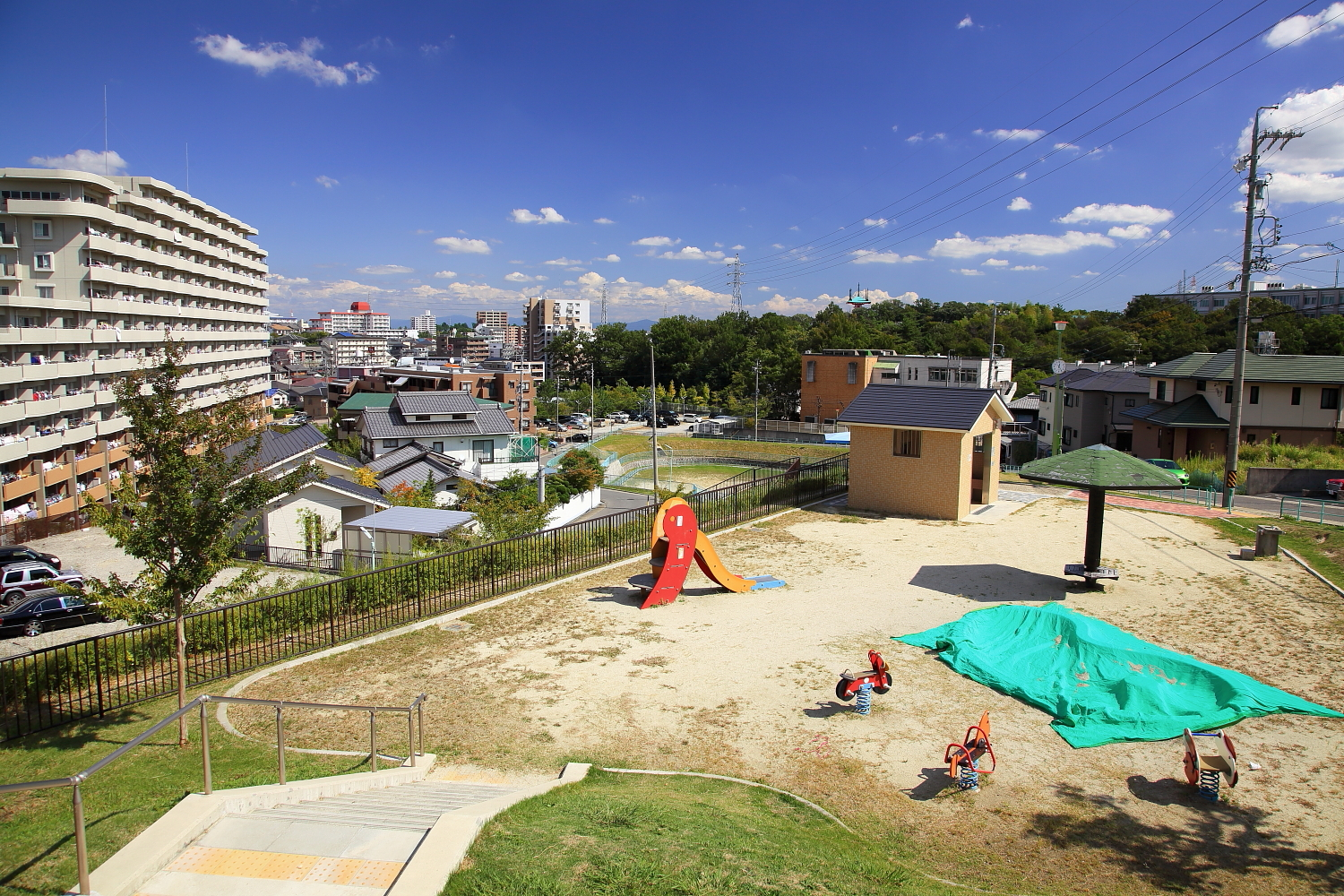
生山より東方面の桶狭間古戦場伝説地方面を望む。手前は有松武路公園、右奥手の木立は豊明市域となり、その向こうに香華山高徳院の納骨堂「瑜祇塔」が見える（2012年10月、撮影位置：）。

桶狭間（おけはざま）は、室町時代初期にその発祥をみた地名であり、室町期には「クケハサマ」や「ホケハサマ」と呼ばれ（後述）、本来的・歴史的には知多半島の基部にあたる丘陵地を指し、安土桃山時代には音韻変化が生じて「ヲケハサマ」と呼ばれるようになり尾張国知多郡桶廻間村も指すようになり、明治時代以降にはその村域をほぼ踏襲した行政区域を指す地名ともなり、現在では、愛知県名古屋市緑区と愛知県豊明市にまたがる地域の汎称地名として使われており、行政区域としては2019年（令和元年）現在、名古屋市緑区を構成する町のうち11町に桶狭間の名が冠されている（「名古屋市緑区桶狭間」、「名古屋市緑区桶狭間上の山」、「名古屋市緑区桶狭間北二丁目」、「名古屋市緑区桶狭間北三丁目」、「名古屋市緑区桶狭間切戸」、「名古屋市緑区桶狭間清水山」、「名古屋市緑区桶狭間神明」、「名古屋市緑区桶狭間西」、「名古屋市緑区桶狭間巻山」、「名古屋市緑区桶狭間南」、「名古屋市緑区桶狭間森前」の11町とそのほかにこれらの町の母体となった「名古屋市緑区有松町大字桶狭間」）。
全国的には、1560年6月12日（永禄3年5月19日）に旧知多郡北部にかけて展開された桶狭間の戦いの故地の名としてよく知られている。ただし、名古屋市の桶狭間古戦場調査委員会が1966年（昭和41年）にまとめた『桶狭間古戦場調査報告』で桶狭間を「漠とした広がりを持った地名語」と表現しているように、その戦跡は桶廻間村の村域を大きく越えて広く残され、桶狭間の名を冠した地名・史跡・神社・公共施設・店舗・イベント、また桶狭間の戦いに由来するという同種のものが名古屋市と豊明市の両方に散見される。

## 「桶狭間」の名称の由来
「桶狭間」の名称は、桶廻間村・大字桶狭間という村名・字名として知られるとともに、「桶狭間の戦い」の故地の地名としても知られる。桶廻間村・大字桶狭間の地名の由来にかかわる伝承は、『有松町史』や名古屋市立有松小学校の教材『有松』、名古屋市立桶狭間小学校の教材『桶狭間』などで詳しく紹介されている。
それらによると、地名の由来については諸説あって定かでないが、一説には、古く洞と呼ばれた場所に由来するという。伝承では、南北朝時代（室町時代初期）にあたる1340年代頃、皇室の分裂に伴う政争において南朝に与し落武者となった少数の武者集団の入郷があり、北朝の南朝残党追討隊から逃れるために林の奥深くの「洞」（窪地）に家屋を建てて隠れ住んだといわれ、名古屋市緑区有松町大字桶狭間字セト山付近（現名古屋市緑区桶狭間）がその地であるという。
「洞」の字は、当時「クキ」と読まれていたとされる。やがて「クケ」に訛り、さらに「ホケ」に転じたという。ここに谷間の地形を指す「ハサマ」と結合し「クケハサマ」・「ホケハサマ」と連称されるようになり、戦国時代の頃までには「洞迫間」・「公卿迫間」・「法華迫間」といった漢字が当てられている。小起伏の多い桶廻間村・大字桶狭間にあって「ハサマ」と目される地形は数多く、嵐廻間（あらしばさま）、六ヶ廻間（ろくがばさま）、神明廻間（しんめいはさま）、牛毛廻間（うしけばさま）、梨木廻間（なしのきばさま）、井龍廻間（ゐりうばさま）といった古くからの地名が各所に残されている。桶狭間の発祥地と考えられる字セト山は、村の中心地であった森前から見て裏手、すなわち背戸（せと）にあたることからその名が付いたとされ、隠れ場所の比喩とも捉えられるような、標高40メートル台の丘陵地である。この山の中腹に密かに居を構えていたとみられる落人たちの視線を想定すれば、西方にはすぐ眼下に鞍流瀬川が南進する沖積平野が南北に細長く広がり、その先に森前・神明の丘陵地がそびえることから、この沖積平野付近の落ちくぼんだ様子は「ハサマ」と捉えうるものである。また、桶狭間東部にあたる東ノ池（北緯35度2分58.8秒 東経136度58分25.2秒 / 北緯35.049667度 東経136.973667度）を中心に丸く平坦に広がった一帯を「桶」と見なす捉えかたもある。しかし『有松町史』は「ハサマ」の具体的な所在地については明確にしておらず、丘陵と丘陵の間に広がる洞のような、桶のような谷底平野がその名にふさわしいと記すのみである。すなわち、丘陵と谷底平野が複雑に交錯する広範囲の景観をもって「ハサマ」と名付いたと考えることが妥当のようである。
安土桃山時代の成立といわれる軍記物『足利季世記』には尾州「ヲケハサマ」とあり、桶廻間村・大字桶狭間に残る江戸時代最初期（1608年（慶長13年））の検地帳控が『慶長拾三戊申十月五日尾州智多郡桶廻間村御縄打水帳』とあるのは、すなわち16世紀後半頃にはすでに「ホケ」・「クケ」がさらに「オケ」に転じていたことを示すものである。漢字表記では、江戸時代になると「桶廻間」・「桶迫間」・「桶峡」といった表記が主となるが、桶廻間村・大字桶狭間に残る古文書では「桶廻間」が最も多く、数点「桶迫間」がみられ、尾張藩家老であった山澄英龍（やまずみひでたつ）の著書に『桶峡合戦記』があり、寛政年間（1789年 - 1801年）に成立した『寛政重修諸家譜』には「洞廻間」と記されたりしている。これら様々に表記されてきた漢字が「桶狭間」に統一されたのは、郡区町村編制法の制定に伴う1878年（明治11年）のことである。
上記に示した「洞」の由来とまったく異なり、「桶がくるくる廻る間（ま、ひととき）」から桶廻間と呼ばれるようになったとする説もある。郷土史家の梶野孫作によれば、その昔、南朝の落人による村の開墾が次第に軌道に乗った頃、大池（北緯35度3分13.4秒 東経136度58分12秒 / 北緯35.053722度 東経136.97000度）北部の小さな土地に御鍬社（おくわしゃ）を祀って毎年の農閑期に田楽を奉納するようになり、すなわちここにまず「田楽坪」の名が生まれたとする。それが後年いつのまにか桶狭間とされたのは、名古屋と刈谷を結ぶ三河街道（長坂道）に沿っていたこの地がちょうど道中の中間地点でもあり、一息付けるような木陰の脇には泉がこんこんと沸いていて、水汲み用の桶が水の勢いでくるくる廻る様子をおもしろく眺めながら一服するひとときを過ごす旅人によって、そう呼ばれるようになったからだという。名古屋市緑区桶狭間北3丁目（旧有松町大字桶狭間字ヒロツボ）にある「桶狭間古戦場公園」（北緯35度3分18.6秒 東経136度58分16.5秒 / 北緯35.055167度 東経136.971250度）は、かつて神廟が祀られ田楽が奉納された小さな土地の跡地であるとされ、「義元公首洗いの泉」と呼ばれる小川なども整備されているが、1986年（昭和61年）の区画整理前には「泉ボチ」と呼ばれて清水が豊富にわき出る場所であったといわれる。また、大池の東に位置する和光山長福寺の境内にある「弁天池」と呼ばれる放生池も、桶がくるくる廻る桶廻間伝承を持つ泉のひとつである。
現在、「桶狭間」の一般的な読みは「おけはざま」であるが、地元では「おけばさま」と連濁および清濁交代を起こして読まれることがあり、さらに「おけば」と略することも一般的である。これは大字桶狭間で自称されるのみならず、近隣の大字有松や豊明市栄町からも同様に呼ばれている。

## 行政区画としての桶狭間

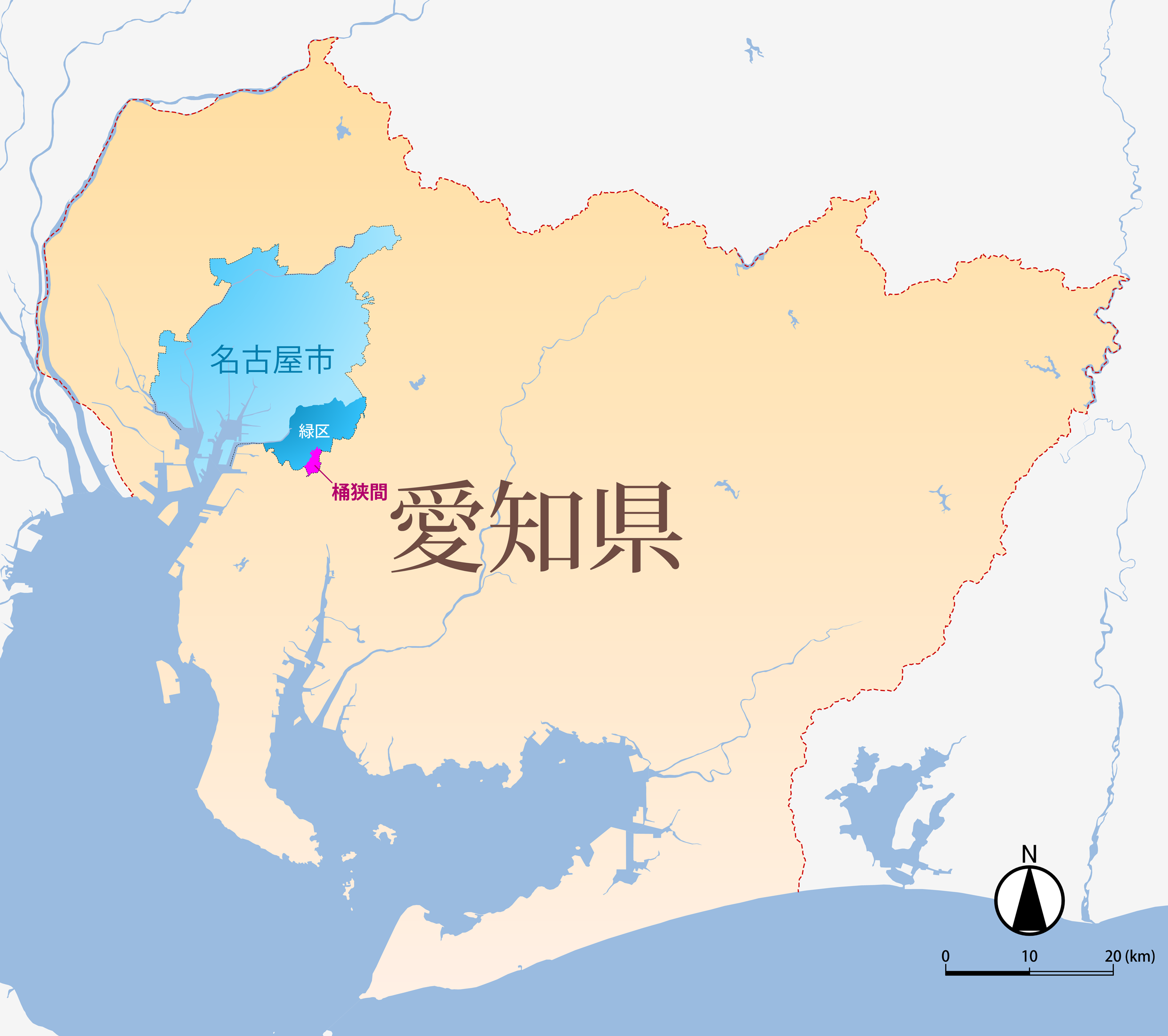
大字桶狭間の位置。

### 定義
1889年（明治22年）4月1日の市制・町村制施行時に発足した知多郡桶狭間村、ついで1892年（明治25年）9月13日に南隣の知多郡共和村と合併しその一部となった知多郡共和村大字桶狭間は、共和村内で旧追分新田村（おいわけしんでんむら、現大府市）、旧伊右衛門新田村（いえもんしんでんむら、同）と接し、村外では知多郡横根村（よこねむら、現大府市）、同北崎村（きたざきむら、同）、同有松町（ありまつちょう、現名古屋市緑区）、同大高村（おおだかむら、同）、および愛知郡鳴海町（なるみちょう、同）、同豊明村（現豊明市）とそれぞれ境を接する2.4平方キロメートルの面積を有し、これは1893年（明治26年）11月に有松町と合併して知多郡有松町大字桶狭間となり、1964年（昭和39年）12月1日に有松町が大高町と共に名古屋市緑区に編入されたことで名古屋市緑区有松町大字桶狭間となってからも、おおむね変わっていない。
ただし、1988年（昭和63年）9月25日に字武路、字ヒロツボ、字喜三田一帯で町名町界整理が行われて名古屋市緑区「桶狭間北2丁目」および「桶狭間北3丁目」が誕生したのを皮切りに、平成時代に入ってからは数度の町名・町界の変更が行われている。そして2009年（平成21年）と2010年（平成22年）には行政区画の大幅な整理が行われ、大字桶狭間の大部分と多くの小字が消滅すると共に旧有松町大字有松域や旧大高町域をまたぐ形で新町名や新町域が設定されたりしている。これにより、2013年（平成25年）現在刊行されている地図などで「桶狭間」の正確な範囲を特定することが困難になっている。もとより町界・字界の軽微な変更は旧来から頻繁に実施されたと考えられるが、本稿では特記を除き1983年（昭和58年）当時の大字界の範囲内において桶狭間村・大字桶狭間の記述を行うものとし、その呼称を「大字桶狭間」とする。また有松地域にも同様の範囲の定義を適用してその呼称を「大字有松」とし、大字桶狭間と大字有松町を併せた呼称を「有松町」とする。

### 地理

#### 地形・地質
大字桶狭間が位置するのは知多半島の付け根付近にあたり、「猿投-知多上昇帯」と呼ばれる緩やかな丘陵地帯にある。「猿投-知多上昇帯」は豊田市の猿投山付近から知多半島にかけて、第四紀（258万8,000年前から現在）以降に断層地塊運動によって隆起したといわれる比較的新しい地形である。この連続した丘陵地は天白川水系の大高川、および境川水系の石ヶ瀬川が流れる谷間を境に北を「尾張丘陵（「名古屋東部丘陵」）、南を「知多丘陵」と呼び、北部の「尾張丘陵」は河川によってさらにいくつかのブロックに分けられ、扇川以南にある尾張丘陵最南部のブロックを「有松丘陵」という。名古屋市緑区南部、豊明市北西部、大府市横根町付近の丘陵がこれに属し、大字桶狭間が位置するのは「有松丘陵」が大高川・石ヶ瀬川の谷間に向かって南西へ緩やかに落ち込む付近に広がる一帯である。「有松丘陵」を含めたこれらの丘陵では一般に開析が進んでおり、起伏に富んだ地形になっている。大字桶狭間では北西部にある高根山（たかねやま）、同じく北東部にある生山（はえやま）が孤立丘としてその形状をある程度保ってきたほか、このふたつの山からそれぞれ南西方向に向かって、西は愛宕山・幕山・清水山・又八山・切戸山、東は武路山・セト山・阿刀山などの小丘陵が断続的に連なっており、この東西の丘陵に挟まれるように中央部では南に向かって広い谷底平野が形成されている。
なお、有松丘陵や扇川を挟んだ北側の鳴子丘陵を総称して鳴海丘陵といい、『張州府志』（1752年（宝暦2年））は、かつて名古屋市緑区一帯に「鳴海山」と総称される28峰の連なりがあったことを示している。この鳴海丘陵一帯には50メートルから80メートルほどの頂部が点在するが、頂上の高さはかなり揃っており（定高性）、開析を受ける前の背面（各丘陵の頂部を連ねた面）はなだらかな面であったことを示している。
地質学的には、新第三紀鮮新統の温暖な時期（500万〜300万年前）に東海湖に堆積した東海層群と呼ばれる柔らかな湖成層（「矢田川累層」）を土台としている。矢田川累層は下層から「水野部層」・「高針（たかばり）部層」・「猪高（いたか）部層」に分けられ、大字桶狭間で見られるのはこのうち「猪高部層」で、砂・礫・粘土の不規則な互層であり、最南部を除いた外縁部分にて主にこの地層が見られる。またこのうち神明廻間や森前付近の段丘には「猪高部層」の上に八事層よりも新しい堆積の褐色礫・シルト層が見られる。これらの地層では土壌化が進んでおり、浸食もあまり見られなかったことから、古くより畑や果樹園として利用されてきた歴史を持つ。ただし近年では大規模な宅地開発が行われており、畑の面積は大幅に減少している。
高根山の頂上部、字幕山・字愛宕西・字牛毛廻間の一部では、標高40メートル付近に不整合面があり、それより上層は「八事層」と呼ばれる砂やシルトを挟んだ礫層となっている。これは矢田川累層が東海湖の後退によって地表に露出した後に、再び湖底や川底となり堆積した層であり、その時期は第四紀前期から中期頃と考えられるが、はっきりした年代は分かっていない。大字桶狭間において、これらの丘陵は農地への転用が困難な、もろく崩れやすいバッドランドとして理解されており、長らく針葉樹林などに覆われていたが、後年になって畑の開拓が進められたり、住宅地になったりしている。なお、尾張丘陵全般に見られる頂部の定高性はこの八事層に基づくものであり、八事面と呼ばれている。
大字桶狭間と大字有松の境界線より有松側には、わずかながら洪積台地が見られる。旧東海道沿いに広がった有松市街地の大部分を占める低位段丘がそれであり、名古屋市内の台地（熱田台地）をなす「熱田層」に比定されるもので、その形成はリス-ヴュルム間氷期（13万-7万年前）後半と目される。湿地のような場所に砂などの細粒物が貯まって作られたとされる引き締まった地層で、地盤も良好であり、大字有松では古くから住宅地として利用されている。
南部から中央にかけて細長く食い込んだように広がるのは沖積平野である。鞍流瀬川とその支流である中溝川（なかみぞがわ）が丘陵部を切りながら南進し、それぞれの両岸に広く沖積層を構成している。水田として開発・利用されてきた部分が多く、桶狭間神明の東部、南陵、野末町付近がこれらに該当し、かつては大池から彼方にある共和駅の駅舎を望めたといわれるほど広々とした田園地帯であったという。しかし1972年（昭和47年）に名古屋市営桶狭間荘（現在の桶狭間住宅）が建設されたのを皮切りに、南陵ではほとんど桶狭間住宅の敷地および大型ショッピングモール「有松ジャンボリー」の敷地に転用され、野末町も戸建住宅地として整備されており、田は桶狭間神明の一部に残るのみとなっている。

#### ため池・河川など

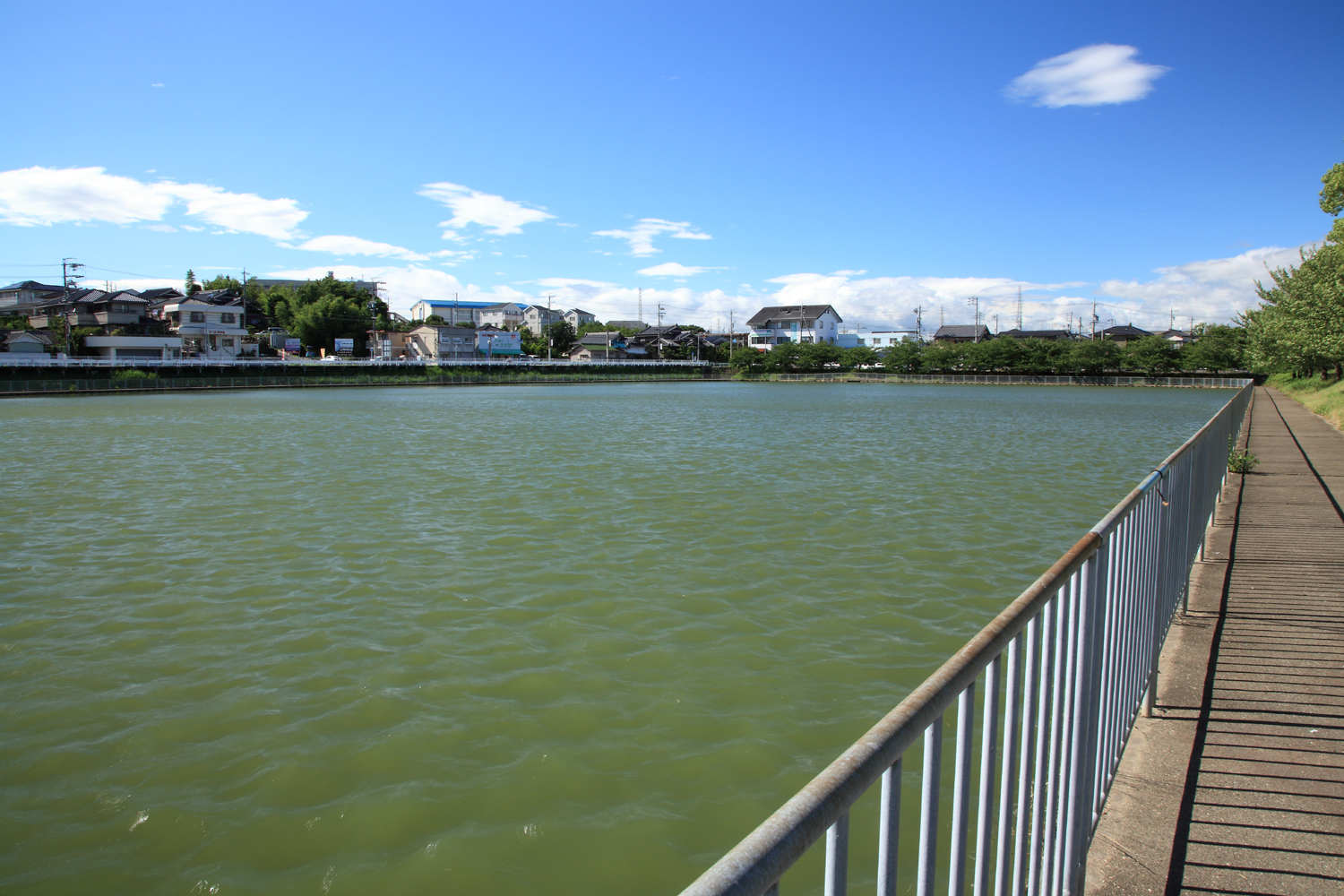
大池（2012年7月、）。
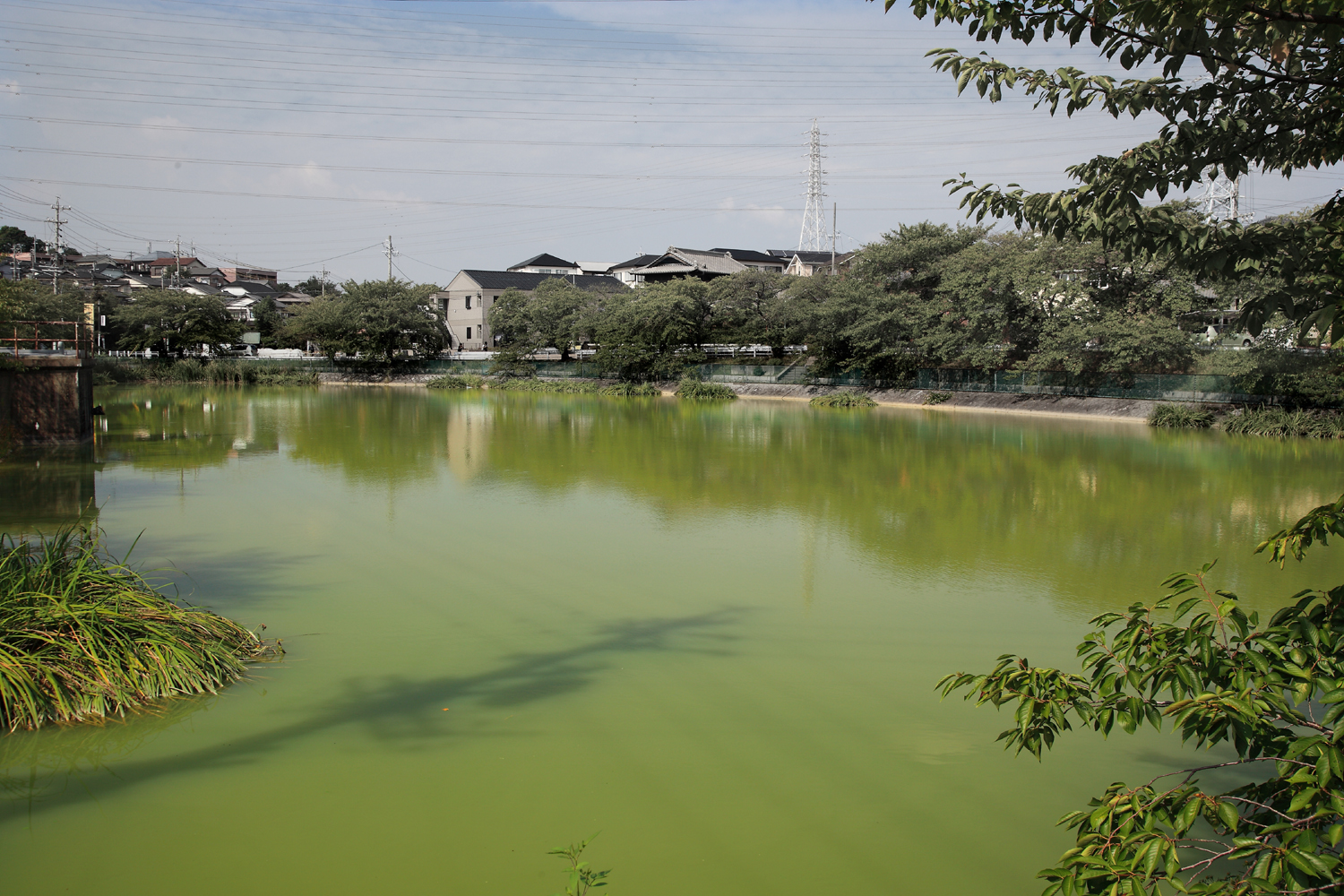
地蔵池（2012年9月、）。
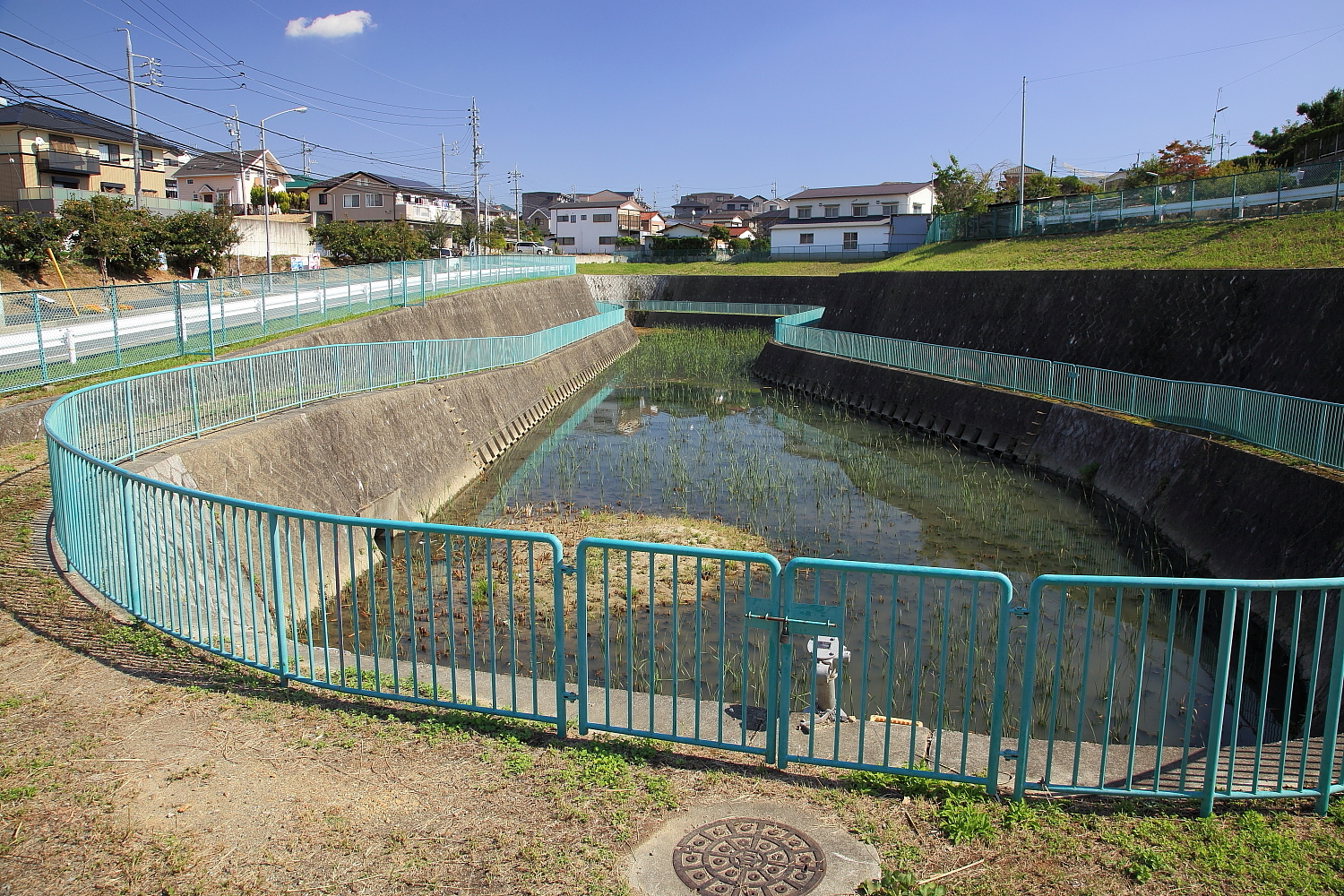
大芝池（2012年10月、）。
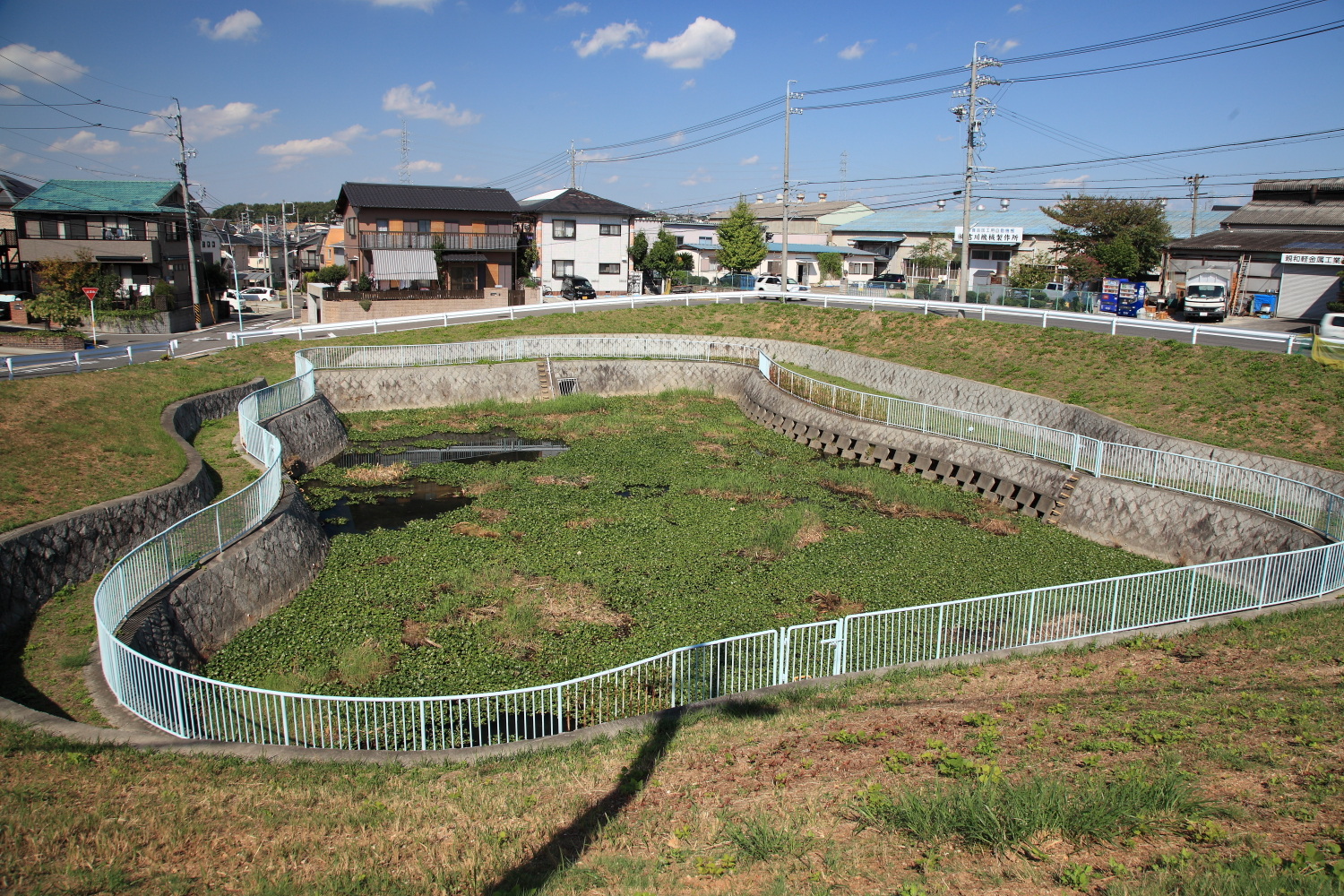
伊勢池（2012年10月、）。
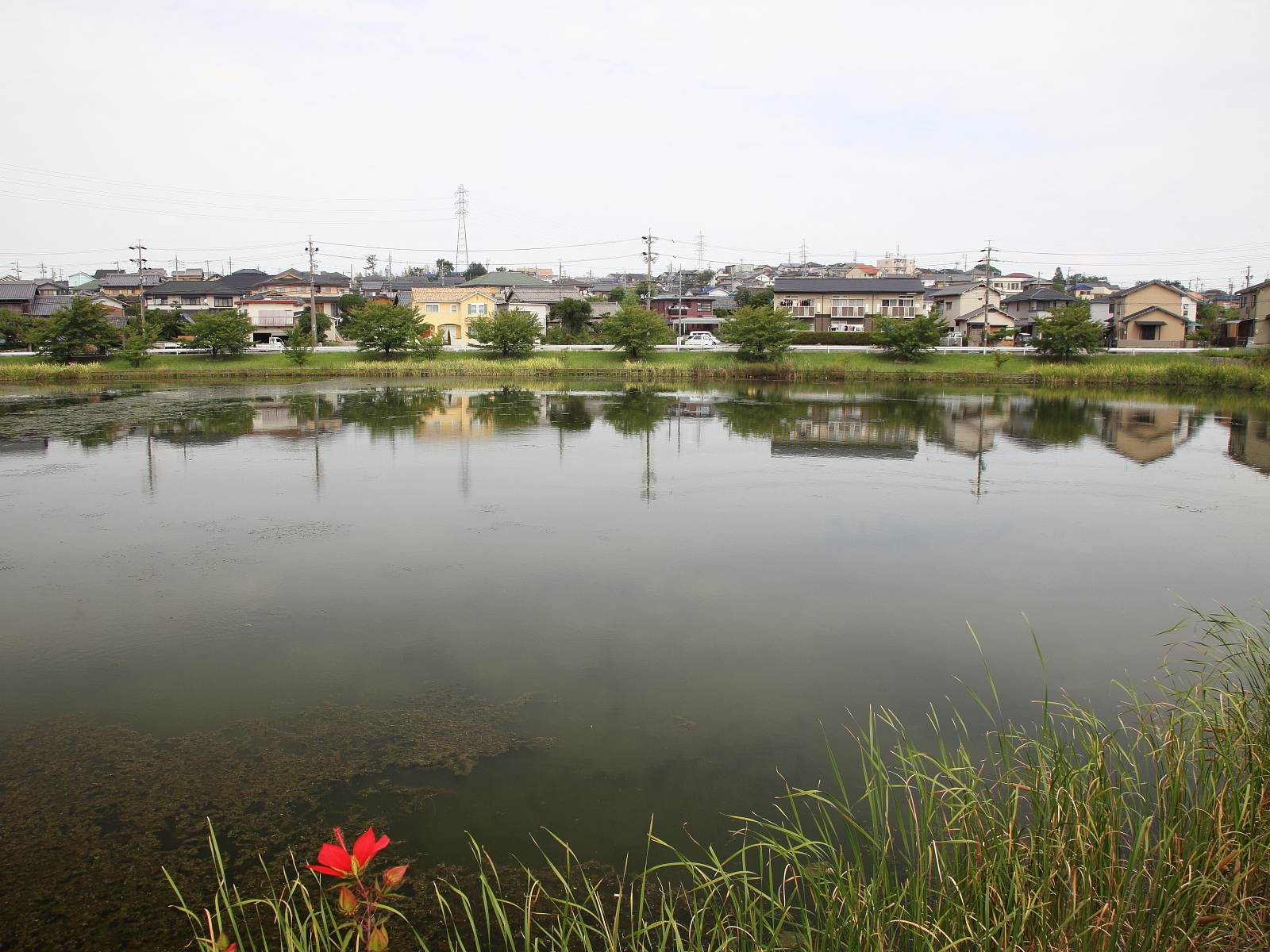
東ノ池（2012年9月、）。
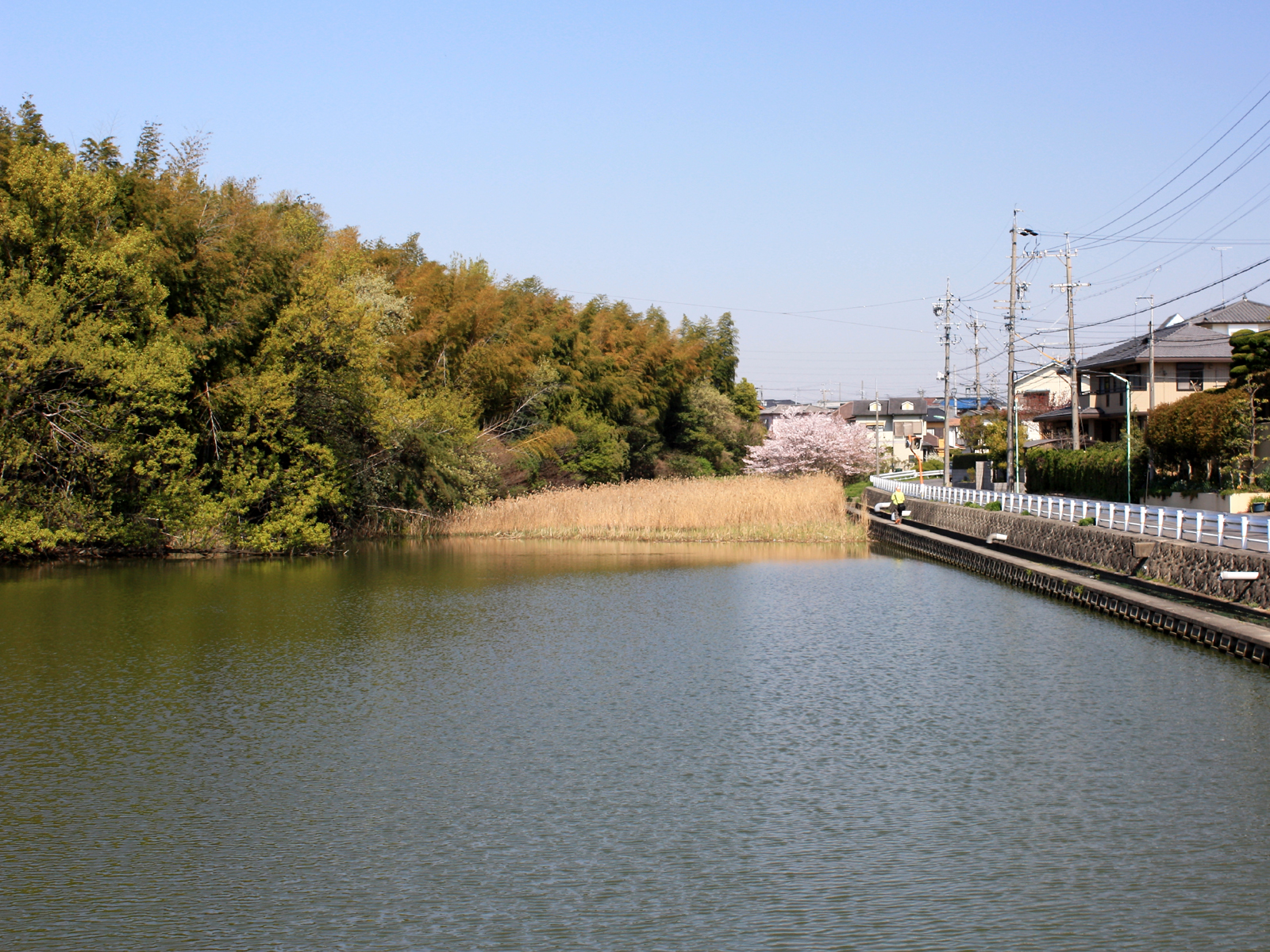
二ツ池（2009年4月、）。
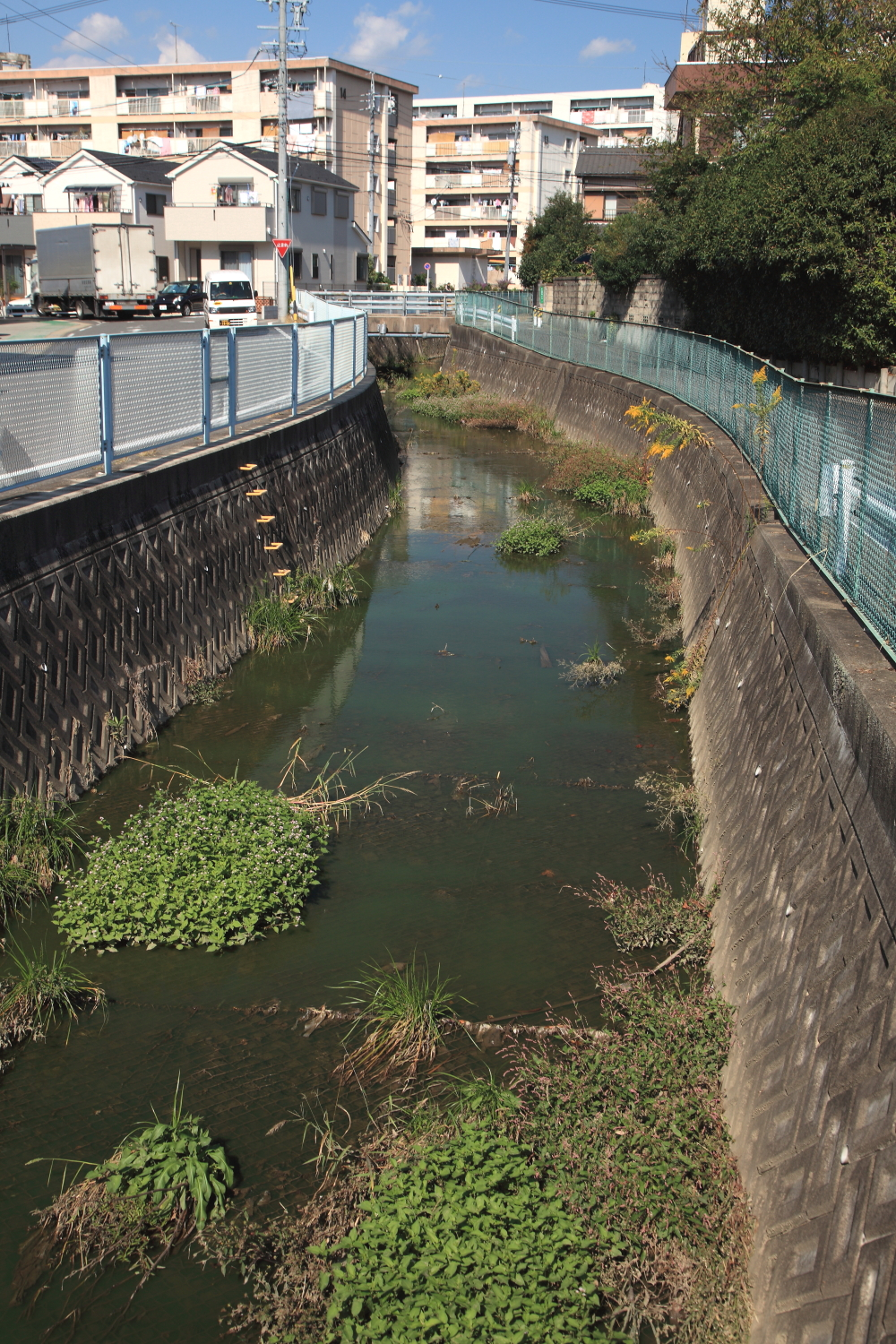
桶狭間上の山付近を流れる鞍流瀬川（2012年10月、から上流方面を望む）。

大字桶狭間は開析の進行した丘陵地であるため集水面積が狭く、灌漑用水を得るためにため池を多く築造してきた歴史を持つ。1961年（昭和36年）に愛知用水が完成し、農業用としての役割を終えたため池は、防火用水の水源として利用されたり、水辺公園として整備される一方で、埋め立てられて住宅地などに転用された池も少なくない。
大池
大池（おおいけ）は名古屋市緑区桶狭間（旧有松町大字桶狭間字寺前）にあるため池で、20,552平方メートル（2.06ヘクタール）の面積および41.2ヘクタールの流域面積を持つ。尾張藩撰地誌である『寛文村々覚書』（寛文年間（1661年 - 1673年））にも「大池」とあるが、大規模なため池は室町時代以前に造営されることがまれであることから、大池も江戸時代初期に築造されたものと考えられている。
地蔵池
地蔵池（じぞういけ）は、名古屋市緑区桶狭間北2丁目（旧有松町大字桶狭間字幕山）にあるため池で（北緯35度3分30.9秒 東経136度58分11.7秒 / 北緯35.058583度 東経136.969917度）、『寛文村々覚書』に示すところの「有松道池」、『天保十二年丑年五月知多郡桶廻間村圖面』に示すところの「鳴海道池」である。池の北岸には地蔵堂があり、現在の地蔵池の名はこの地蔵堂に依っている。
大芝池
大芝池（おおしばいけ）は名古屋市緑区桶狭間南（旧有松町大字桶狭間字嵐廻間）にある0.5ヘクタールほどのため池である（北緯35度2分44.5秒 東経136度58分11.2秒 / 北緯35.045694度 東経136.969778度）。『寛文村々覚書』や『天保十二年丑年五月知多郡桶廻間村圖面』では「おうし廻間池」とあり、現在の「おおしば」は、江戸時代にこの地にあった字「おうしばさま」の古名が縮まったものといわれる。
西ノ池
西ノ池（にしのいけ）は名古屋市緑区有松町大字桶狭間字牛毛廻間にあるため池である（北緯35度3分29.4秒 東経136度57分59.7秒 / 北緯35.058167度 東経136.966583度）。『天保十二年丑年五月知多郡桶廻間村圖面』（1841年（天保12年）、徳川林政史研究所蔵）などには「牛毛廻間池」と記されるが、明治時代に至って西ノ池と呼ばれるようになる。
伊勢池
伊勢池（いせいけ）は名古屋市緑区桶狭間上の山（旧有松町大字桶狭間字上ノ山）にある0.3ヘクタールほどのため池で（北緯35度2分52.4秒 東経136度58分26秒 / 北緯35.047889度 東経136.97389度）、東岸は大府市との境界にほぼ沿っている。『寛文村々覚書』には「近崎道池」とあって、池のすぐ東を南北に走る大府市道がかつて近崎道（ちがさきみち）であったことに由来すると考えられる。また、かつて村から伊勢講で参拝に出かける人々がここで禊を行ったことから、伊勢池と呼ばれるようになる。
権平谷池
権平谷池（ごんべいだにいけ）は名古屋市緑区有松町大字桶狭間字権平谷にあるため池である（北緯35度3分25.5秒 東経136度57分52.4秒 / 北緯35.057083度 東経136.964556度）。
東ノ池
東ノ池（ひがしのいけ）もしくは東池（ひがしいけ）は名古屋市緑区桶狭間（旧有松町大字桶狭間字樹木）にあるため池で、15,338平方メートル（1.53ヘクタール）の面積および16.3ヘクタールの流域面積を持つ。『寛文村々覚書』には「石池」とあり、東（ノ）池と呼ばれるようになったのは明治時代以降である。豊明市および大府市との境界付近にあり、池の北岸ではかつて近崎道と大脇道が交わり、現在では池の南岸で名古屋市道桶狭間勅使線から名四国道北崎インターチェンジへと向かう大府市道が分岐しており、交通の要所にあるのは昔も現在も変わっていない。なお、灌漑用水利としてはすでに利用されていない。
二ツ池
二ツ池（ふたついけ）は名古屋市緑区桶狭間神明（旧有松町大字桶狭間字神明廻間）の桶狭間公園にあるため池で（北緯35度2分14.4秒 東経136度58分2.2秒 / 北緯35.037333度 東経136.967278度）、8,767平方メートル（0.88ヘクタール）の面積および12.2ヘクタールの流域面積を持つ。『寛文村々覚書』では「森脇池」とあり、『尾張徇行記』（1808年（文政5年））には「神明廻間池」とあって、二ツ池と呼ばれるようになったのは明治時代以降である。一方、『天保十二年丑年五月知多郡桶廻間村圖面』などでは武路付近に「二ツ池」が見られるが、これは当池とはまったくの別物で、明治時代には「摺鉢池」などと呼ばれていたが、後年の区画整理の際に消滅している。
唐池
唐池（からいけ）は名古屋市緑区桶狭間森前（旧有松町大字桶狭間字又八山）にあるため池で（北緯35度2分45.6秒 東経136度57分50.7秒 / 北緯35.046000度 東経136.964083度）、『天保十二年丑年五月知多郡桶廻間村圖面』に示すところの「から池」である。小さく浅いため池で、晴天が続くとすぐに空になってしまうことに由来するという。
鞍流瀬川
鞍流瀬川（くらながせがわ）は名古屋市緑区から大府市にかけて流れる境川水系の川である。古くは井桁川といい、『天保十二年丑年五月知多郡桶廻間村圖面』は源流が北方の二ツ池（桶狭間神明にある二ツ池とは別物）にあったことを示しているが、後年の区画整理の際に大池付近まで埋め立てられている（二ツ池もこの時に埋め立てられている）。現在では大池に端を発し、南西に向かって流れながら大府市域を縦断し、やがて石ヶ瀬川に合流する。「鞍」は川の両端が崖でせり上がり鞍のような形状をしている様子、「瀬」は浅い川底であることを示しているといわれる。また、桶狭間の戦いの際、血潮に染まった流れの中で誰のものとも知れない鞍が浮かんでいたことから名付けられたともいう。
なお、名古屋市営桶狭間住宅の西側、名古屋市道森下線に沿って南進する小川は中溝川（なかみぞがわ）と呼ばれる支川で、大字桶狭間の南端で本川と合流する。
愛知用水
愛知用水（あいちようすい）は、木曽川上流に端を発し、愛知県下の濃尾平野南東部・知多半島の丘陵地帯を潤す人工用水路である。1955年（昭和30年）から1961年（昭和36年）にかけて愛知用水公団により施工され、農業用水として利用されてきたほか、水道用水・工業用水・発電など、複数の用途も満たしている。大字桶狭間における用水の幹線水路はおおむね東から西へ流れており、豊明市栄町南舘より桶狭間北2丁目地内に入り、地蔵池ではサイフォン施設によって流入・流出、そのまま大高町方面に向かう。
- 大池（2012年7月、北緯35度3分11.3秒 東経136度58分13.2秒 / 北緯35.053139度 東経136.970333度）。
- 地蔵池（2012年9月、北緯35度3分29.1秒 東経136度58分11.7秒 / 北緯35.058083度 東経136.969917度）。
- 大芝池（2012年10月、北緯35度2分44.7秒 東経136度58分9.1秒 / 北緯35.045750度 東経136.969194度）。
- 伊勢池（2012年10月、北緯35度2分51.4秒 東経136度58分25.7秒 / 北緯35.047611度 東経136.973806度）。
- 東ノ池（2012年9月、北緯35度2分57.1秒 東経136度58分24秒 / 北緯35.049194度 東経136.97333度）。
- 二ツ池（2009年4月、北緯35度3分12.3秒 東経136度58分4.8秒 / 北緯35.053417度 東経136.968000度）。
- 桶狭間上の山付近を流れる鞍流瀬川（2012年10月、北緯35度2分43.1秒 東経136度58分1.6秒 / 北緯35.045306度 東経136.967111度から上流方面を望む）。

### 地域

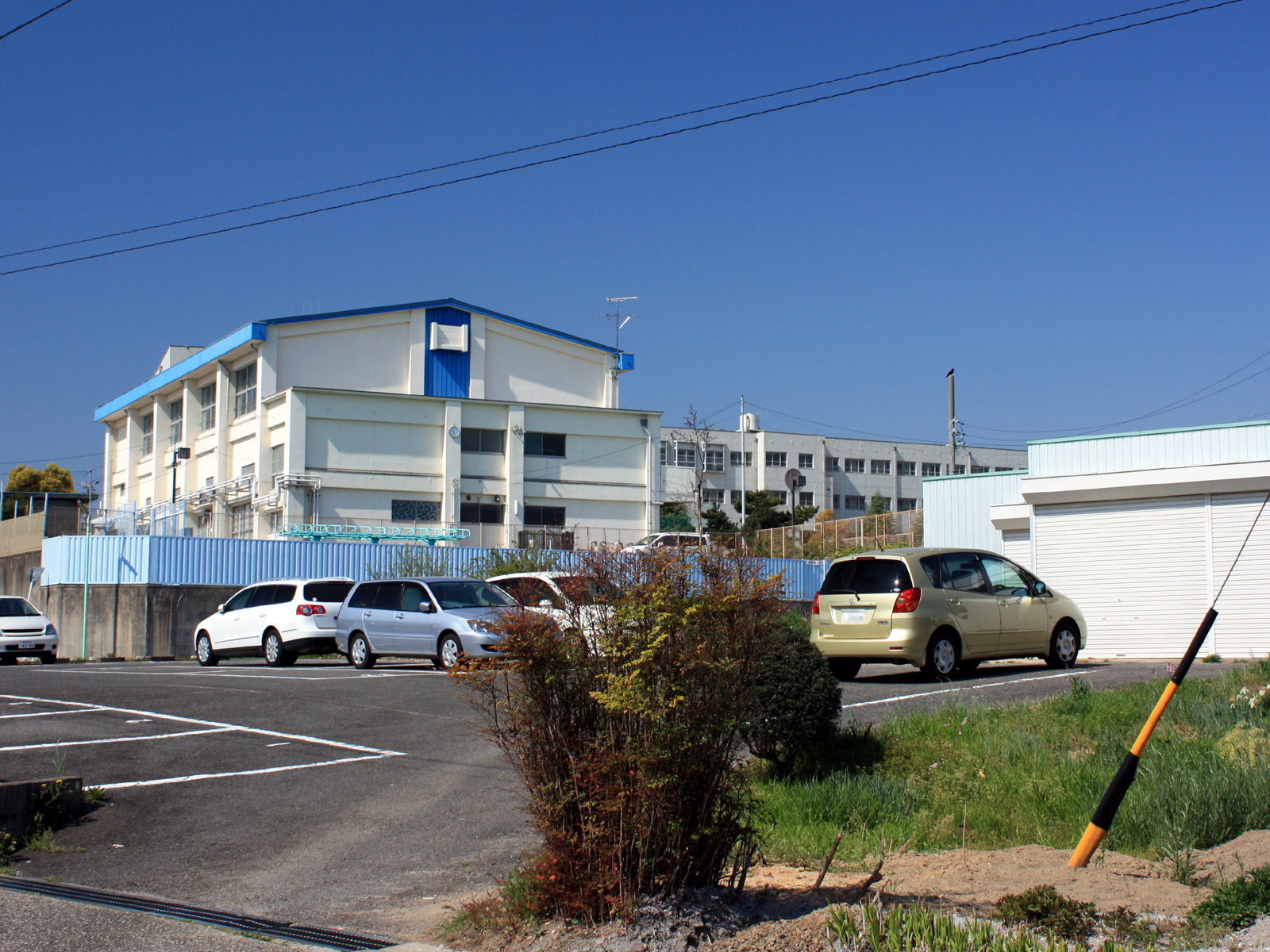
名古屋市立桶狭間小学校（2009年4月、）。

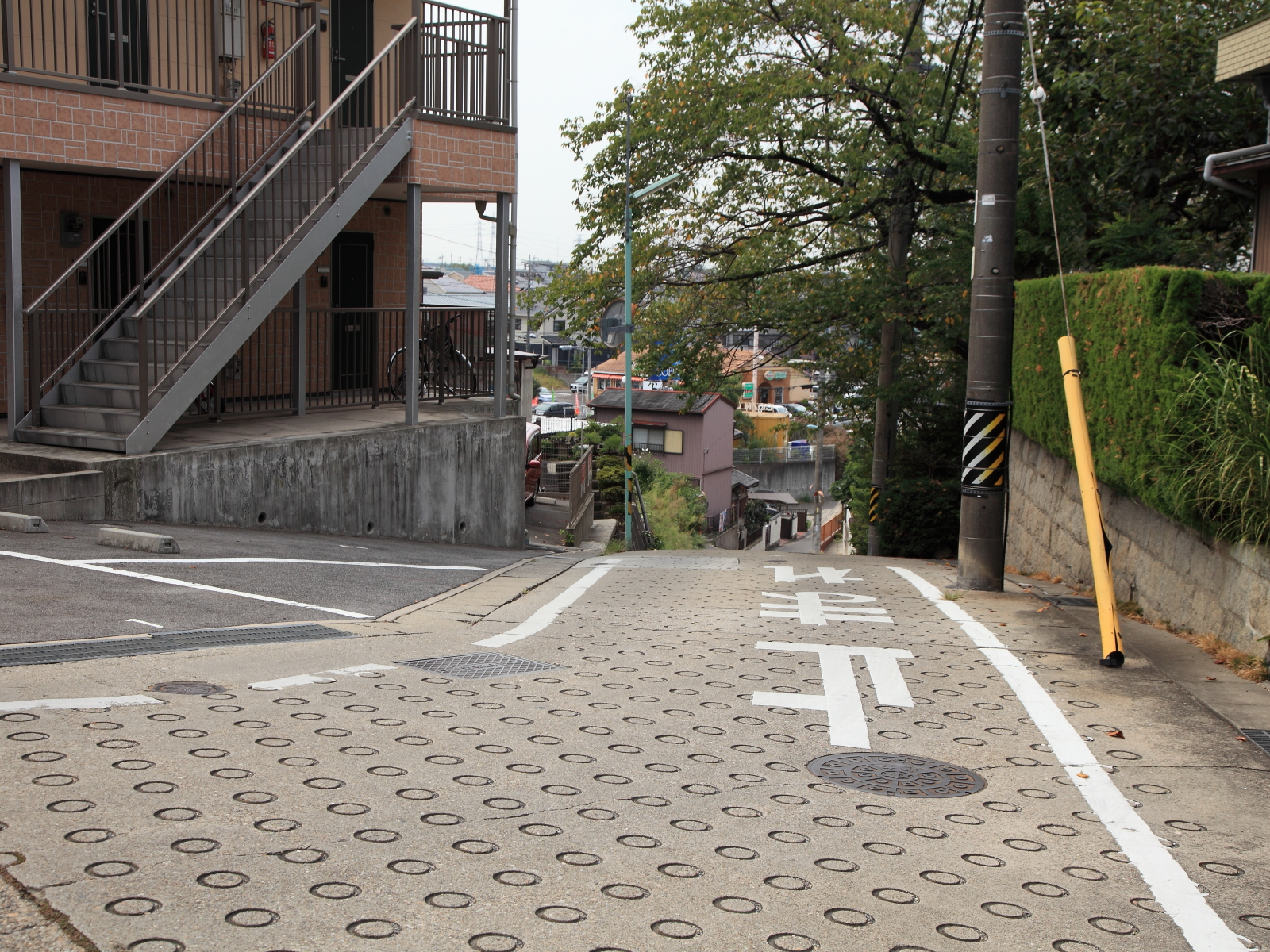
権平谷付近（2012年9月、）。

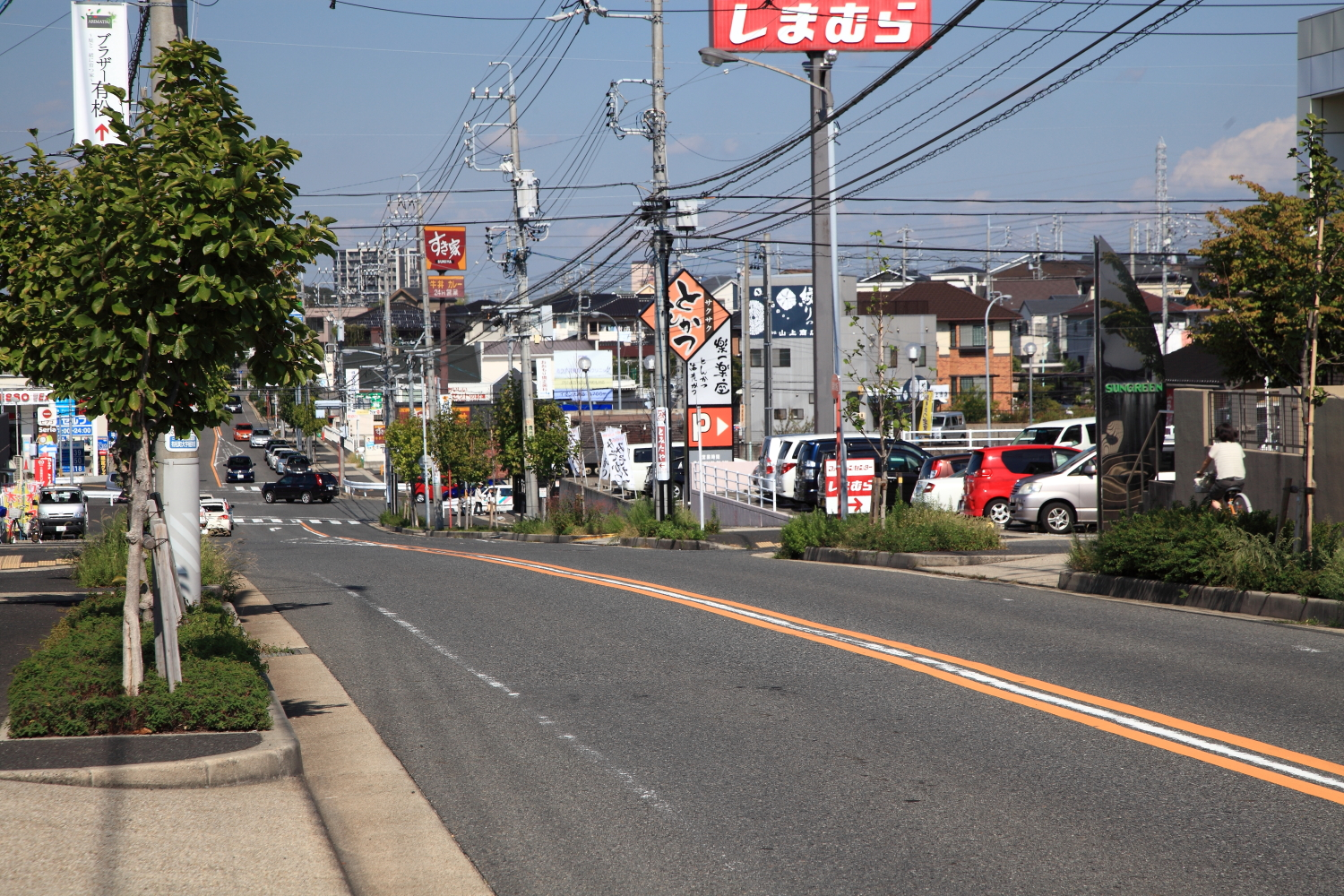
桶狭間清水山付近（2012年10月、）。

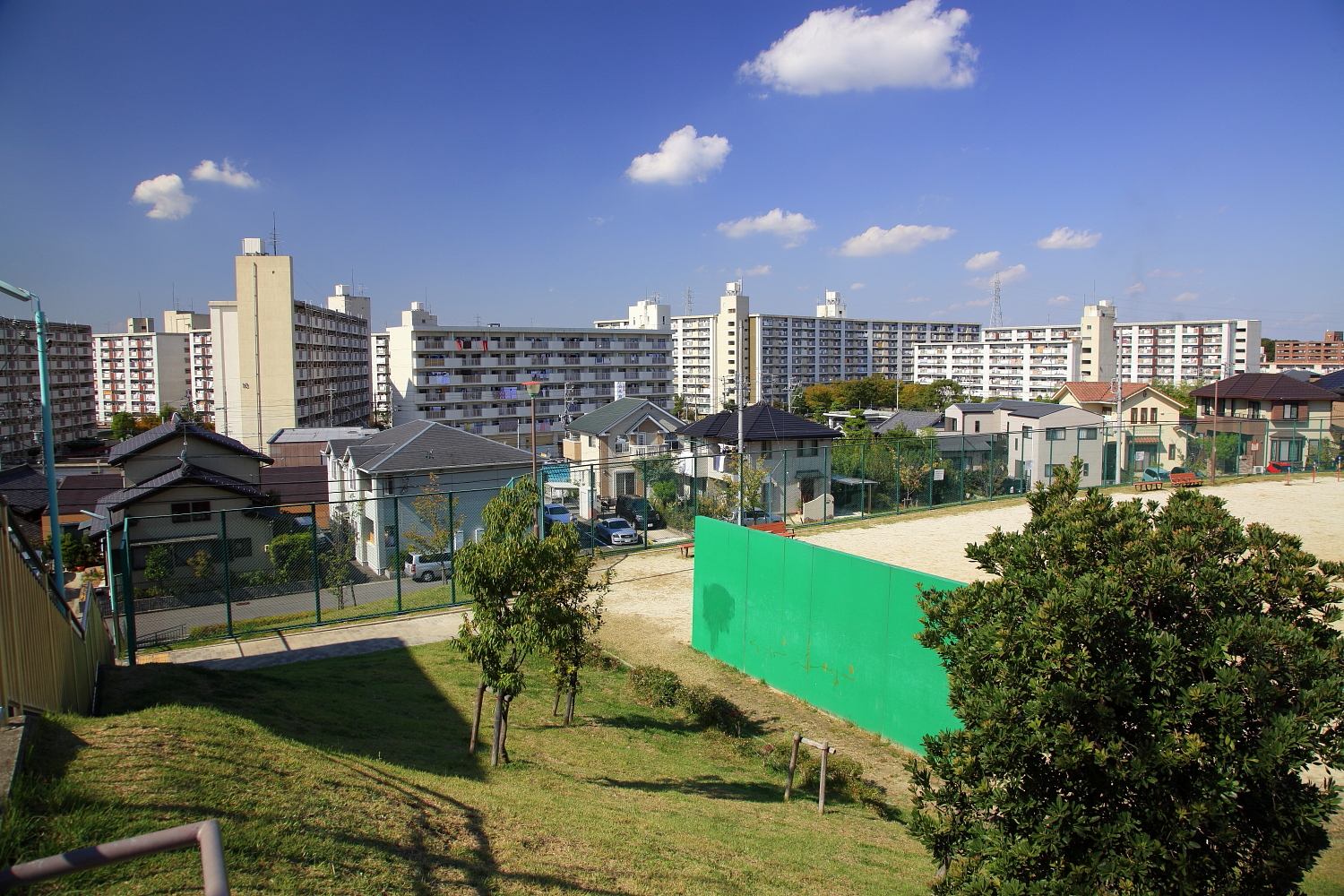
桶狭間上の山から市営桶狭間住宅を望む（2012年10月、）。

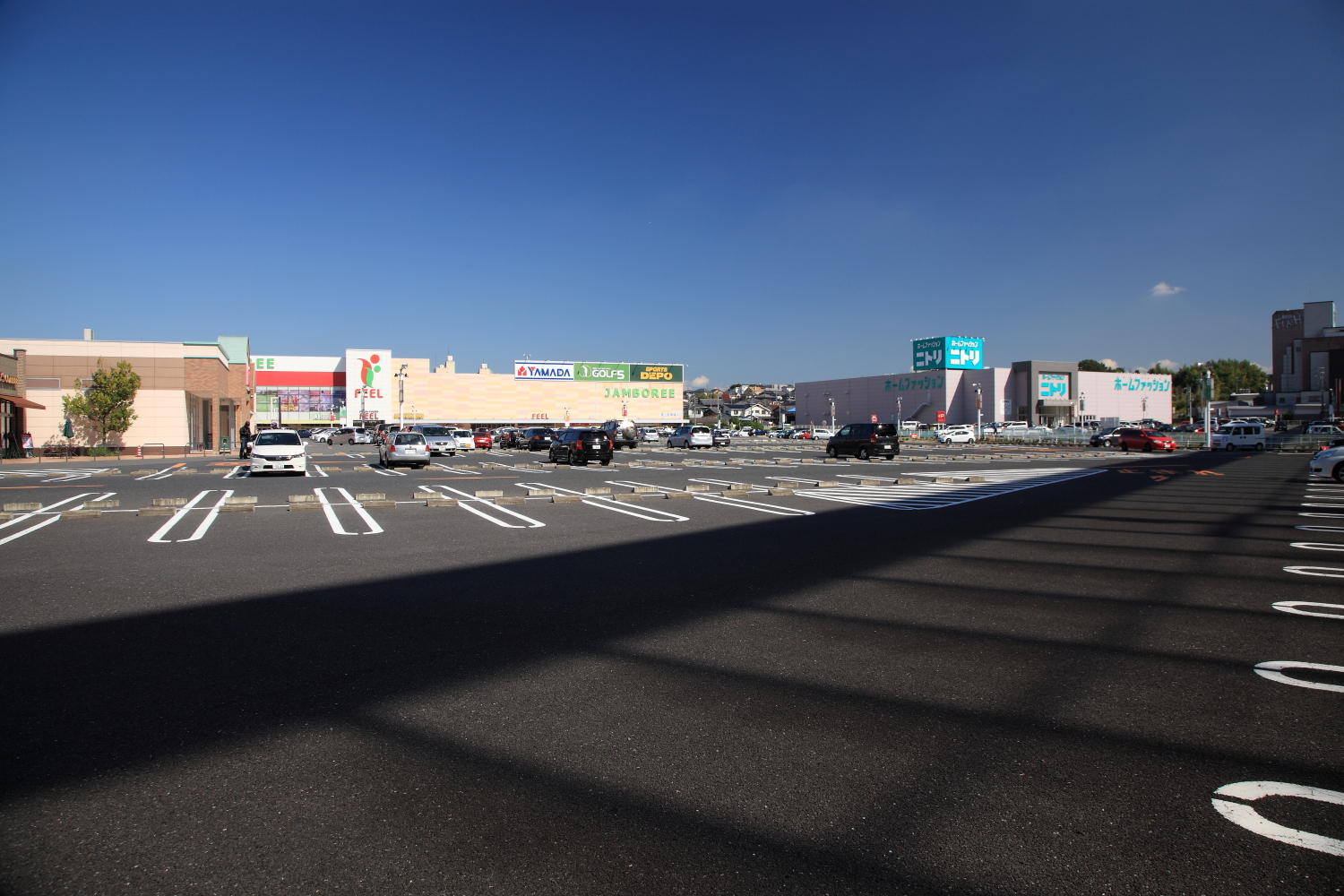
有松ジャンボリー（2012年10月、から東方面を望む）。

2013年（平成25年）現在、大字桶狭間の範囲には、以下の17の町丁と8つの字が含まれている。
| 町丁                                           | 字                       | （参考）大字桶狭間の新旧町丁字図 |
| ---------------------------------------------- | ------------------------ | -------------------------------- |
| 有松（ありまつ）（一部）                       | 愛宕西（あたごにし）     |                                  |
| 有松愛宕（ありまつあたご）（一部）             | 牛毛廻間（うしけはざま） |                                  |
| 有松三丁山（ありまつさんちょうやま）（一部）   | 権平谷（ごんべいだに）   |                                  |
| 桶狭間（おけはざま）                           | 高根（たかね）           |                                  |
| 桶狭間上の山（おけはざまうえのやま）           | 寺前（てらまえ）         |                                  |
| 桶狭間北二丁目（おけはざまきたにちょうめ）     | 生山（はえやま）         |                                  |
| 桶狭間北三丁目（おけはざまきたさんちょうめ）   | 巻山（まきやま）         |                                  |
| 桶狭間切戸（おけはざまきれと）                 | 幕山（まくやま）         |                                  |
| 桶狭間清水山（おけはざましみずやま）           |                          |                                  |
| 桶狭間神明（おけはざましんめい）               |                          |                                  |
| 桶狭間南（おけはざまみなみ）                   |                          |                                  |
| 桶狭間森前（おけはざまもりまえ）               |                          |                                  |
| 清水山一丁目（しみずやまいっちょうめ）（一部） |                          |                                  |
| 清水山二丁目（しみずやまにちょうめ）（一部）   |                          |                                  |
| 武路町（たけじちょう）                         |                          |                                  |
| 南陵（なんりょう）                             |                          |                                  |
| 野末町（のずえちょう）                         |                          |                                  |

先述のように、大字桶狭間では町名・町界の変更が頻繁に行われ、大字有松・旧大高町とまたがった新町名・新町界なども設定されてきたことから、「大字桶狭間」の範囲を特定することは困難になっている。大字桶狭間の地域を記述するにあたり、ここでは1988年（昭和63年）9月25日に町名町界整理が行われる直前まで構成されていた32の字を区分の目安としている。
高根
高根（たかね）は、大字桶狭間の最北端にあたり、2009年（平成21年）11月7日の町名・町界変更により国道1号の北側が「名古屋市緑区有松」に編入されたものの、2013年（平成25年）現在も存続している字である。
西の長坂道（現名古屋市道長坂線）と東の分レ道（現名古屋市道有松橋東南第2号線）に挟まれるようにして位置し、北部では国道1号が東西に貫通する。大字有松に食い込み三方を囲まれたような字域を持つ。『天保十二年丑年五月知多郡桶廻間村圖面』に示すところの「高根」付近に相当し、御林山（おはやしやま）・定納山（じょうのうやま）が広がっていたようである。高根山頂上に有松神社が鎮座し、山麓に御嶽神社、開元寺がある。名古屋市緑区有松とまたがる形で名古屋市立有松小学校が、名古屋市緑区有松町大字有松字往還南とまたがる形で名古屋市立有松中学校が、それぞれ立地している。
生山
生山（はえやま、はいやま）は、大字桶狭間最北部にあり、2009年（平成21年）11月7日の町名・町界変更により国道1号の北側が「名古屋市緑区有松」に編入されたものの、2013年（平成25年）現在も存続している字である。
北部で大字有松、東部で北崎道を挟み豊明市栄町と対峙するほか、一部旧鳴海町とも境を接している。『天保十二年丑年五月知多郡桶廻間村圖面』に示すところの「はへ山」付近に相当し、その名はかつて草木の生い茂る丘陵地であったことに由来するとも、桶狭間の戦いの折りに織田方の軍勢が這い登った「這山（はいやま）」に由来するともいう。現在では、生山西麓に有松グリーンハイツ、東麓にはリーデンススクエアザ・シーズ、シティハイツ有松などの大型マンションが建ち並び、その他戸建住宅・ワンルームマンションなどで埋め尽くされた住宅地となっている。
愛宕西
愛宕西（あたごにし）は大字桶狭間北西部にある字である。西で旧大高町と接していたほか、かつて大字有松の字三丁山と非 常に入り組んだ境界をなしていたが、愛知県道243号を境に西側は「有松愛宕」が設定されて別の区画となり、現在は字三丁山を分断した形になっている。『天保十二年丑年五月知多郡桶廻間村圖面』に示すところの愛宕社（愛宕森）の西に該当し、かつて御林山が広がっていたようである。現在では愛知県道243号と名古屋市道有松第157号線がそれぞれ南北に貫き、名古屋市立愛宕霊園、有松院、私立めぐみ保育園などが立地するほか、ほぼ全域にわたって住宅地が広がっている。
幕山
幕山（まくやま）は大字桶狭間北部にあり、一部分が1988年（昭和63年）9月25日の町名・町界変更により発足した「名古屋市緑区桶狭間北2丁目」に編入されたものの、2013年（平成25年）現在も存続している字である。
長坂道（現名古屋市道有松橋東南第2号線）の西に沿って南北に長く広がるほか、長坂道の東にある地蔵池も幕山に属する。桶狭間の戦いの折りには今川方の松井宗信がこの山麓に陣を置いたといわれ、陣に張り巡らされた幕が「幕山」の由来になったという。『天明元年桶廻間村絵図』によれば、この地に愛宕社を擁する愛宕山があったようである。現在ではほぼ全域にわたって住宅地が広がる。
武路
武路（たけじ）は大字桶狭間北東部にあり、すでに消滅している字である。
生山南麓にあたり、現在でいう「名古屋市緑区武路町」の南半分と「名古屋市緑区桶狭間北2丁目」の北部に該当する地域である。西は長坂道・分レ道が南北に走り、字の南部では愛知用水が西進している。東部は落ち込みが深く谷間をなしているが、ここをかつては「武路廻間」といい、『蓬州旧勝録』（1779年（安永8年））によれば桶狭間の戦いの折りに谷底を南北に走る近崎道を両軍が行き来したことが武路の名の始まりというが、元は「竹次」という人物名に由来するともいわれる。『天保十二年丑年五月知多郡桶廻間村圖面』に示すところの「武路山」および南麓の「字名武路」付近に相当し、江戸時代後期には御林山であったようである。南麓に「二ツ池」が見えるが、これは明治時代以降に摺鉢池と呼ばれ、後に土地区画整理の折りに埋め立てられて消滅したため池のことである。現在ではほとんどが住宅地となっており、私立ひいらぎ保育園などが立地する。
近崎道を挟んだ東側は名古屋短期大学および桜花学園大学の敷地であり、豊明市域となる。ただし武路に接する豊明市側の字も「武侍（たけじ）」といい、地名の共通性がみられる。
牛毛廻間
牛毛廻間（うしけはざま）は大字桶狭間北部にあり、2009年（平成21年）11月7日の町名・町界変更により一部が「名古屋市緑区桶狭間神明」に編入されたものの、2013年（平成25年）現在も存続している字である。
長坂道（現名古屋市道有松橋東南第2号線）と愛知県道243号に挟まれた付近にあり、愛知用水が東西を横断するほか、西ノ池を擁する。『弘化二年六ヶ村図』に示すところの「牛毛廻間」付近に相当し、『天保十二年丑年五月知多郡桶廻間村圖面』にある「牛毛廻間池」は現在の西ノ池を指す。現在では畑として利用されている土地が多くあり、住宅地も点在する。
巻山
巻山（まきやま）は大字桶狭間中央部北寄りにあり、2009年（平成21年）11月7日の町名・町界変更により一部が「名古屋市緑区桶狭間神明」に編入されたものの、2013年（平成25年）現在も存続している字である。
長坂道（現名古屋市道有松橋東南第2号線）の西に沿う。『天保十二年丑年五月知多郡桶廻間村圖面』には1832年（天保3年）に開発されたことを示す「辰新田」として「まき山」の名が見える。イヌマキが生える山を意味するが、桶狭間の戦いの際に今川方の部将井伊直盛によってこの付近に置かれた仮陣営が織田方にとり巻かれたことから、その名が付いたともいわれる。太平洋戦争時には高射砲部隊の対空陣地が置かれ、第16照空中隊が駐屯している。この陣地が置かれていた付近に1976年（昭和51年）4月1日、名古屋市立桶狭間小学校が開校、現在では畑として利用されている土地が多くあるほか、住宅地も点在する。
ヒロツボ
ヒロツボは大字桶狭間北東部にあり、1988年（昭和63年）9月25日の町名・町界変更により発足した「名古屋市緑区桶狭間北二丁目」・「名古屋市緑区桶狭間北三丁目」に分割編入されたことで、すでに消滅している字である。
長坂道（現名古屋市道有松橋東南第2号線）の東に沿ってあり、桶狭間古戦場跡として整備された桶狭間古戦場公園、カーマ桶狭間店（旧：ユーホーム桶狭間店、ユーストア桶狭間店）などの商業施設があるほか、住宅地が全域に広がる。
『天保十二年丑年五月知多郡桶廻間村圖面』はこの付近が「廣坪田面」と呼ばれる本田（ほんでん）であったことを示している。長らく水田地帯であったが、昭和40年代後半頃から字幕山で始まった名古屋市立桶狭間小学校の建設工事を受け、山を削った土を水田に埋め立てたことで住宅地に生まれ変わっている。
喜三田
喜三田（きざた）は大字桶狭間北東部にあり、大部分は1988年（昭和63年）9月25日の町名・町界変更により発足した「名古屋市緑区桶狭間北二丁目」・「名古屋市緑区桶狭間北三丁目」に分割編入され、残った一部分も2010年（平成22年）11月6日の町名・町界変更により「名古屋市緑区桶狭間」に編入されたことで、すでに消滅している字である。
東部は豊明市栄町に接し、ほぼ全域が住宅地となっている。
『天保十二年丑年五月知多郡桶廻間村圖面』に示すところの「喜三田　本田」付近に相当する。「おけはざま山」と目されている丘陵の西側斜面にあたり、郷土史家の梶野渡や桶狭間古戦場保存会は、この字付近に今川義元の本陣が置かれたと主張している。
寺前
寺前（てらまえ）は大字桶狭間中央部東寄りにあり、2010年（平成22年）11月6日の町名・町界変更により大部分が「名古屋市緑区桶狭間」に編入されたものの、一部において2013年（平成25年）現在も存続している字である。
文字どおり寺の前の意味で、和光山長福寺の門前を意味する。長坂道（現名古屋市道有松橋東南第2号線）の東に沿ってあり、一部豊明市栄町と境を接する。字域の大部分が大池・長福寺境内・桶狭間霊園に該当し、住宅が点在するほか、長福寺の北には針葉樹からなる雑木林、畑が広がる。この雑木林付近は、桶狭間の戦いの折りに今川方の先遣隊で瀬名氏俊らの一帯が陣を構えた場所といわれ、「瀬名陣所跡」と呼ばれる史跡となっている。
権平谷
権平谷（ごんべいだに）は大字桶狭間中央部西寄りにあり、2009年（平成21年）11月7日の町名・町界変更により一部が「名古屋市緑区桶狭間神明」・「名古屋市緑区清水山一丁目」・「名古屋市緑区文久山」に分割編入されたものの、2013年（平成25年）現在も存続している字である。
愛知県道243号東海緑線に沿って南北に長い字域を持ち、西部は旧大高町に接する。権平谷池を擁するほか、愛知用水が字域を横断している。県道沿いに商業施設がみられるほか、ほぼ全域に住宅地が広がる。
権平谷の名の由来について、大字桶狭間には伝承が残っている。昔々、権平という名の老人が孫娘を連れて谷川の河原まで散歩に出かけた。権平が春の陽気に誘われてついうたた寝をした隙に、オオワシが孫娘を捕まえ、谷川の向こうに飛び去ってしまっていた。以来、権平は毎日河原に出て孫娘を捜し歩いたが、あるときついに力尽き、行き倒れてしまったという。地蔵池の北岸にある地蔵堂は、不憫な最期を遂げた権平と孫娘の2人を供養するために祀られたとされる。
神明廻間
神明廻間（しんめいはざま）は大字桶狭間中央部にあり、2009年（平成21年）11月7日の町名・町界変更により全域が「名古屋市緑区桶狭間神明」編入されたことで、すでに消滅している字である。
長坂道（現名古屋市道有松橋東南第2号線）の西に沿ってあり、大高道が東西を貫く。桶狭間神明社・二ツ池を擁し、字の東部は桶狭間神明社の境内が社叢として桶狭間公園となっている。そのほかでは「桶西地区」とも呼ばれる住宅地が広がり、現在でも区画整理が進んでいる。
地名の由来は桶狭間神明社の鎮座する谷地をいい、『天保十二年丑年五月知多郡桶廻間村圖面』では「神明宮」を中心に、南北の本田、神明廻間池（現二ツ池）、市右衛門池（北緯35度3分6.1秒 東経136度58分2秒 / 北緯35.051694度 東経136.96722度）、それら後背地の御林山付近に相当する。
桶狭間神明社の西方にはかつてNHK名古屋中央放送局（現NHK名古屋放送局）桶狭間ラジオ放送所があり、NHKラジオ第1放送を1929年（昭和4年）から、NHKラジオ第2放送を1932年（昭和7年）からそれぞれ放送開始、1983年（昭和58年）に廃止される。その後も施設は残されていたが、現在では跡形も無く、宅地造成地となっている（北緯35度3分15.1秒 東経136度57分53.1秒 / 北緯35.054194度 東経136.964750度）。放送所の敷地には4本の高い鉄塔がそびえ立ち、長らくランドマークとなっていたようである。
林下
林下（はやしした）は大字桶狭間中央部にあり、2009年（平成21年）11月7日の町名・町界変更により大部分が「名古屋市緑区桶狭間神明」、一部分が「名古屋市緑区南陵」に分割編入され、残りも翌2010年（平成22年）11月6日の町名・町界変更で「名古屋市緑区桶狭間」に編入されたことで、すでに消滅している字である。
南北に併走する鞍流瀬川・中溝川に挟まれて位置し、かつまた長坂道（現名古屋市道有松橋東南第2号線）の西に沿ってあり、追分新田道との分岐部でもある。名は桶狭間神明社の林の下を意味するという。『天保十二年丑年五月知多郡桶廻間村圖面』はこの付近が「森東田面」と呼ばれる本田であったことを示しており、長らく水田地帯であったが、1972年（昭和47年）に名古屋市営桶狭間荘（現在の桶狭間住宅）の建設を受けて水田が埋め立てられ、「郷前商店街」と呼ばれる商店街が形成される。後に商店の多くが姿を消し、現在では名古屋桶狭間郵便局、玉越桶狭間店、マンションなどが立地している。
セト山
セト山（せとやま）は大字桶狭間中央部東寄りにあり、2010年（平成22年）11月6日の町名・町界変更により全域が「名古屋市緑区桶狭間」に編入されたことで、すでに消滅している字である。
長坂道（現名古屋市道有松橋東南第2号線）の東に沿ってあり、南部はかつての大脇道に接している。
『天保十二年丑年五月知多郡桶廻間村圖面』はこの付近が「セど山」と呼ばれ、1828年（文政11年）開発されたことを示す子新田の一部であったことを示しているほか、「弥市池」の所在も示している。「弥市池」は『寛文村々覚書』にも記載のある古いため池であったが、早くに滅失したという。南は大脇道を挟んで郷前と接し、郷前と共に桶廻間村の中心地として栄えた集落でもあることを示す「屋敷」が多く見られる。1970年（昭和45年）頃に、大字桶狭間で最初に区画整理が始まったところで、現在ではほぼ全域に住宅地が広がっている。
樹木
樹木（じゅもく）は大字桶狭間中央部東寄りにあり、2010年（平成22年）11月6日の町名・町界変更により「名古屋市緑区桶狭間」と「名古屋市緑区桶狭間上の山」に分割編入されたことで、すでに消滅している字である。
東部は豊明市栄町と接し、一部で大府市北崎町とも接している。かつての大脇道が横断し、その南に東ノ池を擁するほか、西で北崎道が縦走している。『天保十二年丑年五月知多郡桶廻間村圖面』は「じもく」と呼ばれ、1828年（文政11年）開発されたことを示す子新田の一部であったことを示しているほか、定納山も存在していたようである。現在ではほぼ全域に住宅地が広がる。
森前
森前（もりまえ）は大字桶狭間中央部にあり、2009年（平成21年）11月7日の町名・町界変更により北部が「名古屋市緑区桶狭間神明」、南部が「名古屋市緑区桶狭間森前」、その他一部分が「名古屋市緑区南陵」に分割編入されたことで、すでに消滅している字である。
中溝川の右岸に位置する。『天保十二年丑年五月知多郡桶廻間村圖面』は、当地が「森前畑」と呼ばれる本田であったことを示している。現在では、字域のほぼ中央を東西に抜ける名古屋市道桶狭間勅使線を挟み、北半分が桶狭間神明、南半分が桶狭間森前の住宅地となっている。愛知県警察緑警察署桶狭間交番などが所在する。
藪下
藪下（やぶした）は大字桶狭間中央部にあり、2009年（平成21年）11月7日の町名・町界変更によ大部分が「名古屋市緑区南陵」へ編入、残りも翌2010年（平成22年）11月6日の町名・町界変更により「名古屋市緑区桶狭間」・「名古屋市緑区桶狭間上の山」に分割編入されたことで、すでに消滅している字である。
南北に併走する鞍流瀬川・中溝川に挟まれて位置し、かつまた追分新田道の東に沿ってある。『天保十二年丑年五月知多郡桶廻間村圖面』は、「藪下田面」と呼ばれる本田であったことを示している。現在では字域のほとんどが名古屋市営桶狭間住宅の敷地にあり、名古屋市立桶狭間幼稚園が立地している。
郷前
郷前（ごうまえ）は大字桶狭間中央部東寄りにあり、2010年（平成22年）11月6日の町名・町界変更により大部分が「名古屋市緑区桶狭間」、一部分が「名古屋市緑区桶狭間上の山」に分割編入されたことで、すでに消滅している字である。
鞍流瀬川の左岸にあたり、南北に走る長坂道・追分道と東西に走る大高道・大脇道、および北崎道が交わるかつての交通の要所であり、桶廻間村の中心地として栄えた集落でもある。『天保十二年丑年五月知多郡桶廻間村圖面』では「村前田面」と呼ばれる本田のほかに公共施設としての「郷倉」があったことを示している。長らく水田地帯であったが、1972年（昭和47年）に名古屋市営桶狭間荘（現在の桶狭間住宅）の建設が開始されたことを受け次第に埋め立てられて住宅地への変貌を始めたほか、林下と同様に郷前でも追分道沿いに「郷前商店街」の一部が形成される。現在では名古屋市道桶狭間勅使線が東西を抜けて幹線道の役割を果たし、新規商業施設が多く立ち並んでいるが、追分道沿いの郷前商店街も小規模ながら存続している。住宅地の中に郷前公園などがある。
清水山
清水山（しみずやま）は大字桶狭間中央部南西寄りにあり、2009年（平成21年）11月7日の町名・町界変更により南側の大部分が「名古屋市緑区桶狭間清水山」、北側が「名古屋市緑区清水山一丁目」、最北部で一部「名古屋市緑区桶狭間神明」、東側の一部で「名古屋市緑区桶狭間森前」、その他「名古屋市緑区清水山二丁目」に分割編入されたことで、すでに消滅している字である。ただし、「名古屋市緑区清水山」もしくは「名古屋市緑区桶狭間清水山」としてその名が継承されている。
愛知県道243号沿いにあり、西部で旧大高町と接する。『天保十二年丑年五月知多郡桶廻間村圖面』では森前畑・あら畑の後背地にあたる御林山付近一帯を指す。後年には宅地開発が進んで昭和50年代後半に「有松台団地」と呼ばれる住宅地が形成され、現在では県道沿いにピアゴ清水山店、ファッションセンターしまむら桶狭間店などの商業施設が立ち並ぶほか、ほぼ全域が住宅地または宅地造成地となっている。
六ケ廻間
六ケ廻間（ろっかはざま、ろくがはざま）は大字桶狭間中央部南寄りにあり、2009年（平成21年）11月7日の町名・町界変更により大部分が「名古屋市緑区桶狭間森前」、一部が「名古屋市緑区南陵」に分割編入されたことで、すでに消滅している字である。
中溝川の右岸に位置する。『天明元年桶廻間村絵図』には新たに開墾された畑を意味する「荒畑」の名が見え、『天保十二年丑年五月知多郡桶廻間村圖面』にも「あら畑」とある。現在では桶狭間森前住宅地の一角をなすほか、名古屋市立南陵小学校が立地している。
平坪
平坪（ひらつぼ）は大字桶狭間中央部南寄りにあり、2009年（平成21年）11月7日の町名・町界変更により大部分が「名古屋市緑区南陵」に編入され、残りも翌2010年（平成22年）11月6日の町名・町界変更により「名古屋市緑区桶狭間南」に編入されたことで、すでに消滅している字である。
南北に併走する鞍流瀬川・中溝川に挟まれて位置し、かつまた追分新田道の東に沿ってある。『天保十二年丑年五月知多郡桶廻間村圖面』はこの付近が「前田」と呼ばれる本田であったことを示している。現在では字域のほとんどが名古屋市営桶狭間住宅の敷地にあり、名古屋市立はざま保育園も立地している。
上ノ山
上ノ山（うえのやま）は大字桶狭間中央部南東寄りにあり、2010年11月6日の町名・町界変更により大部分が「名古屋市緑区桶狭間上の山、北部で「名古屋市緑区桶狭間」、南部で「名古屋市緑区桶狭間南」に分割編入されたことで、すでに消滅している字である。ただし「名古屋市緑区桶狭間上の山」としてその名は継承されている。
鞍流瀬川の左岸に位置し、かつほぼ併走する追分道（現名古屋市道有松橋東南第2号線）の東に広がっており、東部は北崎道を挟んで大府市北崎町に接する。伊勢池を擁し、慈雲寺、慈昌院、庚申堂があるほかは、ほぼ全域において住宅地が広がっている。
江戸時代初期（慶安・明暦年間）頃より追分道の両沿いに人家が建ち始めた古い集落で、江戸時代末期（弘化年間（1844年 - 1847年））には桶狭間南町の一部を構成するまでに発展している。『天保十二年丑年五月知多郡桶廻間村圖面』に示すところの「上之山畑新田」付近に相当するほか、山の神を祀った「山之神森」などもその一部である。
切戸山
切戸山（きれとやま）は大字桶狭間南西部にあり、2009年11月7日の町名・町界変更により北側半分が「名古屋市緑区桶狭間切戸」、南側半分が「名古屋市緑区桶狭間清水山」、西側の一部が「名古屋市緑区清水山2丁目」に分割編入されたことで、すでに消滅している字である。
北西部で旧大高町と、南西部で大府市共栄町と接する。かつてサカキの自生する山であったことから「榊山」とも呼ばれ、『天保十二年丑年五月知多郡桶廻間村圖面』が示すところの「又八山畑」の後背地にあたる御林山付近一帯を指す。現在ではほぼ全域において住宅地が広がっている。
又八山
又八山（またはちやま）は大字桶狭間南部にあり、2009年11月7日の町名・町界変更により愛知県道243号の西側南部が「名古屋市緑区桶狭間切戸」、西側北部が「名古屋市緑区桶狭間清水山」、東側が「名古屋市緑区桶狭間森前」、その他一部分がそれぞれ「名古屋市緑区南陵」・「名古屋市緑区野末町」に分割編入されたことで、すでに消滅している字である。
追分新田道に沿ってやや小高い丘陵をなしながら西に広がっており、唐池を擁する。『天明元年桶狭間村絵図』においては「又八山」・「南高根山」と記載のある付近を指し、『天保十二年丑年五月知多郡桶廻間村圖面』ではこの付近に1832年（天保3年）に開発されたことを示す「辰新田」の記載がみられる。現在では、字のほぼ中央を南から北へ愛知県道243号が貫いている。県道沿いに商業施設が建ち並ぶほか、ほぼ全域において住宅地が広がっている。
畔道
畔道（あぜみち）は大字桶狭間南部にあり、2009年11月7日の町名・町界変更により大部分が「名古屋市緑区南陵」、一部分が「名古屋市緑区桶狭間切戸」・「名古屋市緑区野末町」に分割編入され、残りの部分も翌2010年11月6日に「名古屋市緑区桶狭間南」に編入されたことで、すでに消滅している字である。
南北に併走する鞍流瀬川・中溝川に挟まれて位置し、追分新田道に沿って東に広がっている。:『天保十二年丑年五月知多郡桶廻間村圖面』はこの付近が「野末田面」と呼ばれ、1726年（享保11年）に開発されたことを示す「午新田」の一部であったことを示している。現在では旧字域の大部分が大型ショッピングモール「有松ジャンボリー」の敷地となっており（鞍流瀬川右岸にあたる）、名四国道有松インターチェンジも一部含んでいる。
平子
平子（ひらこ）は大字桶狭間南部にあり、2010年11月6日に北部が「名古屋市緑区桶狭間上の山」、南部が「名古屋市緑区桶狭間南」に分割編入されたことですでに消滅している字である。
西の鞍流瀬川と東の追分道（現名古屋市道有松橋東南第2号線）に挟まれるようにして位置する。江戸時代初期（慶安年間（1648年 - 1651年））頃より人家が建ち始めた古い集落で、江戸時代末期（弘化年間（1844年 - 1847年））には桶狭間南町の一部を構成するまでに発展している。『天保十二年丑年五月知多郡桶廻間村圖面』には1751年（寛延4年）に開発されたことを示す「未新田」とあり、その中に人家のシンボルが記載されている。
井龍
井龍（いりゅう）は大字桶狭間南東部にあり、2010年11月6日に全域が「名古屋市緑区桶狭間南」に編入されたことですでに消滅している字である。
西の鞍流瀬川と東の追分道（現名古屋市道有松橋東南第2号線）に挟まれるようにして位置する。かつては「井龍廻間」といい、『天保十二年丑年五月知多郡桶廻間村圖面』に示すところの「ひへ田」と呼ばれる本田付近、およびその北にあって1832年（天保3年）に開発されたことを示す辰（しん、たつ）新田付近の「井龍廻間 道下」に相当する。ただし同絵図には追分道を挟んだ東側（後の嵐廻間・梨ノ木廻間付近）にも「井龍廻間」という地名が見え、かつては字域が街道の東西に広がっていたようである。現在では旧字域の大部分が「有松ジャンボリー」の敷地となっており（鞍流瀬川左岸にあたり、ニトリ有松店が立地する付近）、南部では伊勢湾岸自動車道、名四国道が東西に貫通している。
嵐廻間
嵐廻間（あらしはざま）は大字桶狭間南東部にあり、2010年11月6日に北部が「名古屋市緑区桶狭間上の山」、南部が「名古屋市緑区桶狭間南」に分割編入されたことですでに消滅している字である。
追分道（現名古屋市道有松橋東南第2号線）に沿って東に広がり、東部は大府市北崎町に接する。1878年（明治11年）以前は「おうし廻間」と呼ばれたという。『慶長拾三戊申十月五日尾州智多郡桶廻間村御縄打水帳』には「おうしはさま」とあり、『天保十二年丑年五月知多郡桶廻間村圖面』も「おうし廻間池」が示され、これは現在の大芝池を指す。「おうし廻間」の地名は、江戸時代のある時期に大芝池が築造されるまで当地に「おうし」と呼ばれる治水施設が設けられていたことの名残と考えられている。他方で「嵐廻間」の由来は、各文書に示された「おうし」の筆記が「あらし」に似ていたことによる誤読という説、地形上強風が吹き付けることが多かったという説などがある。現在では字域の大部分が住宅地と農地で占められているほか、南部では伊勢湾岸自動車道、名四国道が東西に貫通している。
梨ノ木廻間
梨ノ木廻間（なしのきはざま）は大字桶狭間南東部にあり、2010年11月6日に全域が「名古屋市緑区桶狭間南」に編入されたことですでに消滅している字である。
追分道（現名古屋市道有松橋東南第2号線）に沿って東に広がり、南は口無大池（大府市共和町字大池下、北緯35度2分31.8秒 東経136度58分8秒 / 北緯35.042167度 東経136.96889度）の北岸に接する。伊勢湾岸自動車道および名四国道が東西を貫いている。
なお口無大池について、『天保十二年丑年五月知多郡桶廻間村圖面』には「伊右衛門新田雨池」とあり、桶廻間村の飛地である旨も併記されている（「桶廻間村扣地内」）。また名古屋市営バスのうち最南端のバス停留所でもある「有松町口無池」は梨ノ木廻間及び追分道を挟んだ井龍にあり、そこから200メートルほど南にある操車場は大府市域となっている。
山脇
山脇（やまわき）は大字桶狭間南部にあり、1989年（平成元年）10月8日に「名古屋市緑区野末町」が発足したことに伴い南半分が編入、北半分も2009年（平成21年）11月7日の町名・町界変更により「名古屋市緑区野末町」と「名古屋市緑区桶狭間切戸」に分割編入されたことで、すでに消滅している字である。
追分新田道に沿って西に広がり、西部で大府市共栄町と接する。『天保十二年丑年五月知多郡桶廻間村圖面』には野末田面の西方に、1832年（天保3年）に開発されたことを示す「辰新田」として「田」と「畑」が小さく示されており、現在の八兵衛池（大府市共栄町五丁目、北緯35度2分32.9秒 東経136度57分38.2秒 / 北緯35.042472度 東経136.960611度）と思われる「桶廻間 追分新田立合池」も記載されている。現在では、字域のほぼ中央を伊勢湾岸自動車道および名四国道が東西に貫いており、北半分は桶狭間切戸の住宅地の一角をなし、南半分は中小の工場が建ち並ぶ工業地となっている。
半ノ木
半ノ木（はんのき）は大字桶狭間南部にあり、1989年（平成元年）10月8日に「名古屋市緑区野末町」が発足したことに伴い南半分が編入、北半分も2009年（平成21年）11月7日の町名・町界変更により「名古屋市緑区野末町」と「名古屋市緑区桶狭間切戸」に分割編入されたことで、すでに消滅している字である。
鞍流瀬川の右岸に位置し、追分新田道に沿って東部に広がり、南西部で大府市梶田町と接する。名はハンノキが生えていたところを意味し、『天保十二年丑年五月知多郡桶廻間村圖面』はこの付近が「野末田面」と呼ばれ、1726年（享保11年）に開発されたことを示す「午新田」の一部であったことを示している。現在では旧字域の大部分が中小の工場が建ち並ぶ工業地となっているほか、北部では伊勢湾岸自動車道および名四国道が東西を貫き、名四国道有松インターチェンジも一部含んでいる。
野末
野末（のずえ）は大字桶狭間の最南端にあたり、1989年（平成元年）10月8日に「名古屋市緑区野末町」が発足したことに伴い消滅した字である。「名古屋市緑区野末町」としてその名が継承されているが、現野末町は字野末、字山脇、字半ノ木を含めたやや広い面積となっている。
東の鞍流瀬川と西の中溝川に挟まれながら、大府市に食い込むような字域を持つ。『天保十二年丑年五月知多郡桶廻間村圖面』によればこの付近に本田があるほか北に「野末田面」と呼ばれ1726年（享保11年）に開発されたことを示す「午新田」が広がり、字野末を含めた広い範囲を指す地名でもあったようである。現在では中小の工場が建ち並ぶ工業地となっているほか、東海道新幹線が横断している。

### 施設

#### 公共施設
- 愛知県警察緑警察署桶狭間交番（北緯35度3分0.7秒 東経136度57分58秒 / 北緯35.050194度 東経136.96611度）
- 名古屋市消防局緑消防署有松出張所（北緯35度3分47.8秒 東経136度58分25.5秒 / 北緯35.063278度 東経136.973750度）

#### 教育施設
- 名古屋市立はざま保育園（北緯35度2分50.7秒 東経136度58分0.9秒 / 北緯35.047417度 東経136.966917度）
- 社会福祉法人相和福祉会めぐみ保育園（北緯35度3分38.1秒 東経136度57分57.6秒 / 北緯35.060583度 東経136.966000度）
- 社会福祉法人英沁会ひいらぎ保育園（北緯35度3分34.6秒 東経136度58分14.8秒 / 北緯35.059611度 東経136.970778度）
- 名古屋市立桶狭間幼稚園（北緯35度3分2.1秒 東経136度58分5.7秒 / 北緯35.050583度 東経136.968250度）
- 名古屋市立有松小学校（北緯35度3分56.3秒 東経136度58分15.4秒 / 北緯35.065639度 東経136.970944度）
- 名古屋市立桶狭間小学校（北緯35度3分19秒 東経136度58分4.3秒 / 北緯35.05528度 東経136.967861度）
- 名古屋市立南陵小学校（北緯35度2分56秒 東経136度57分57.6秒 / 北緯35.04889度 東経136.966000度）
- 名古屋市立有松中学校（北緯35度3分50.6秒 東経136度58分11.8秒 / 北緯35.064056度 東経136.969944度）

#### 郵便・金融機関
- 日本郵政株式会社名古屋桶狭間郵便局（北緯35度3分4.7秒 東経136度58分11.5秒 / 北緯35.051306度 東経136.969861度）
- JAみどり桶狭間支店（北緯35度3分11.6秒 東経136度58分8.5秒 / 北緯35.053222度 東経136.969028度）
- 中京銀行桶狭間支店（北緯35度3分19.8秒 東経136度58分13秒 / 北緯35.055500度 東経136.97028度）

#### その他
- 名古屋市立愛宕霊園（北緯35度3分37.3秒 東経136度57分52.9秒 / 北緯35.060361度 東経136.964694度）

名古屋市立愛宕霊園（なごやしりつあたごれいえん）は、名古屋市緑区有松愛宕（旧有松町大字桶狭間字愛宕西）にある墓地である。当地にはかつて馬の死骸の焼却処理を行う施設があり、1951年（昭和26年）に大字有松にあった共同墓地をこの跡地へ移し、「愛宕西墓地」として運営が始められている。

### 社寺・祠堂

#### 有松神社
有松神社（ありまつじんじゃ）は、名古屋市緑区有松町大字桶狭間字高根にある神社である（北緯35度3分47.1秒 東経136度58分9.9秒 / 北緯35.063083度 東経136.969417度）。高根山の山頂にあり、1955年（昭和30年）5月に創立される。当地には1891年（明治24年）桶狭間分校に建てられ1910年（明治43年）に移された征清献捷碑、同じく1910年（明治43年）に日清・日露両戦争で戦死した有松町内の10名を記念した建立された忠魂碑があったが、これに太平洋戦争での有松町内の戦死者74名を加え、慰霊のための社殿が建立されたものである。なお、戦前にはこの地に数多くの記念碑があったために高根山を「記念碑山」と呼ぶことがあったという。

#### 慈雲寺
慈雲寺（じうんじ）は、名古屋市緑区桶狭間上の山にある浄土宗西山派の尼寺である（北緯35度2分55.2秒 東経136度58分12.5秒 / 北緯35.048667度 東経136.970139度）。山号を相羽山と称する。近隣に在住する相羽家の菩提寺で、開山の慈空潜龍、俗名相羽弌郎（あいば いちろう、1818年6月13日（文政元年5月10日）-1889年（明治22年）12月1日）は江戸時代後半から明治時代にかけて桶狭間に在住した医師である。性病の名医として知られたほか、漢学者・教育者として弘化年間（1844年 - 1847年）には「学半館」と呼ばれる私塾を設け、政治家としては桶廻間村の戸長を勤めるなどしながら、生涯のうちで巨万の富を築いたという。相羽が祖先の霊を祀るために1882年（明治15年）に設けた清心庵が、1890年（明治23年）に慈雲寺を称するようになる。現在の本堂は1892年（明治25年）に建立されたものである。

#### 開元寺
開元寺（かいげんじ）は、名古屋市緑区有松町大字桶狭間字高根にある天台寺門宗の寺院である（北緯35度3分41.2秒 東経136度58分10.5秒 / 北緯35.061444度 東経136.969583度）。山号を報恩山と称する。古くからの灯籠や百度石が残るほか、比較的新しいものと思われる本堂、石像などがある。

#### 慈昌院
慈昌院（じしょういん）は、名古屋市緑区桶狭間上の山にある真言宗醍醐派の寺院である（北緯35度2分48.5秒 東経136度58分15.5秒 / 北緯35.046806度 東経136.970972度）。山号を阿刀山、寺号を大遍照寺と称し、本尊として不動明王を祀る。

#### 庚申堂
庚申堂（こうしんどう）は、名古屋市緑区桶狭間上の山にある小堂である（北緯35度2分56.5秒 東経136度58分19秒 / 北緯35.049028度 東経136.97194度）。
当地にはかつて、村に伝染病がはやるとその退散を願って青面金剛を供養したとする庚申塚があったという。堂が建立されたのは江戸時代中期頃とみられ、本尊の青面金剛像は化政時代（1804年-1829年）のものと推定されている。幕末から明治時代前半にかけては、庚申堂のすぐ西隣の医師相羽弌郎のもとを訪れた患者の平癒祈願が多くみられ、平癒の礼として数多くの絵馬も奉納されたという。堂の南隣にある小さな空き地では、春の初庚申日には餅まき・芝居が行われたほか、秋の庚申祭には碧海郡西境村（現刈谷市西境町付近）の獅子芝居の奉納が恒例となっていたようである。なお、堂は大正時代に絵馬と共に全焼し、1981年（昭和56年）にも子供の火遊びによって半焼するという憂き目にあっている。

#### 地蔵堂
名古屋市緑区桶狭間北2丁目にある小さな地蔵堂をいう（北緯35度3分34.4秒 東経136度58分10.3秒 / 北緯35.059556度 東経136.969528度）。本来の本尊は失われているようで、正面（南側）より見て左側（西側）の地蔵堂には3基の石塔が収められており、左から白龍大明王、地蔵池主大神、白天竜王の刻銘を持つ。右側（東側）の小堂には大日如来石像および地蔵石塔道標が収められているほか、小堂の右手に建つ十一面観音石像、石をくりぬいた一対の灯明塔、塔婆板などがある。大字桶狭間に残る民話「ごんべい谷」に登場する権平と孫娘の2人を供養するために建立されたいわれ、毎年春の彼岸入りには餅を供えて供養が行われる。

#### 御嶽神社
御嶽神社（おんたけじんじゃ）は、名古屋市緑区有松町大字桶狭間字高根にある御嶽教の教会である（北緯35度3分51.2秒 東経136度58分15.1秒 / 北緯35.064222度 東経136.970861度）。桶廻間村では文久年間（1861年 - 1863年）に御嶽講が発足し、以後梶野覚清らを先達とする御嶽山登山が盛んに行われるようになる。現在では宗教法人御嶽神社有松日の出教会として説教所および石鳥居を持つほか、隣接して秋葉神社が祀られている。

#### 出雲大社愛知日の出教会
出雲大社愛知日の出教会（いずもおおやしろあいちひのできょうかい）は、名古屋市緑区有松町大字桶狭間字巻山にある出雲大社教の教会である（北緯35度3分15.7秒 東経136度58分6.9秒 / 北緯35.054361度 東経136.968583度）。祭神として大国主（おおくにぬし）を祀る。1909年（明治42年）に先述の梶野覚清が出雲大社教管長千家尊愛の教えを受けて同教に入信、当教会を設立する。

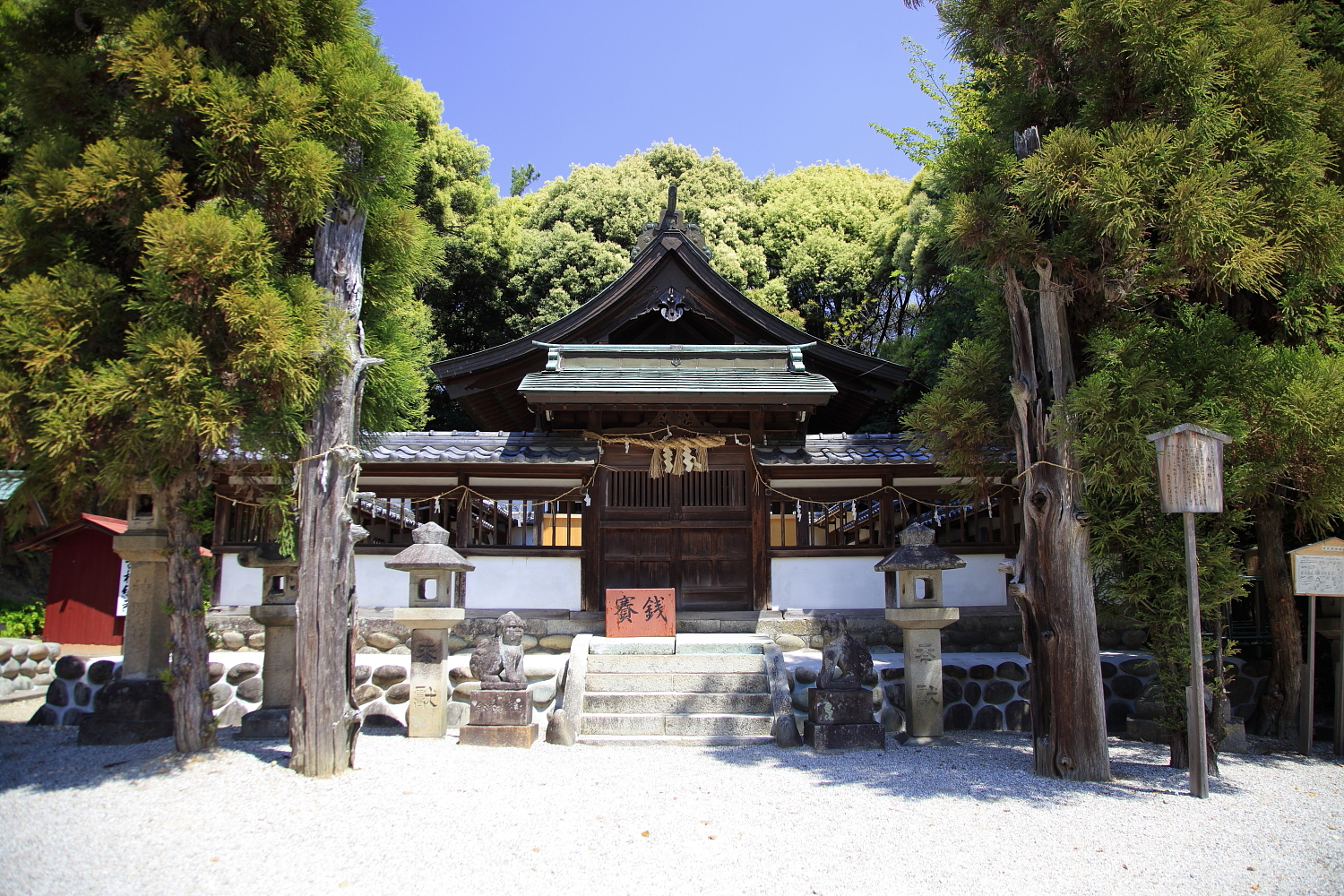
桶狭間神明社拝殿（2013年（平成25年）4月）。
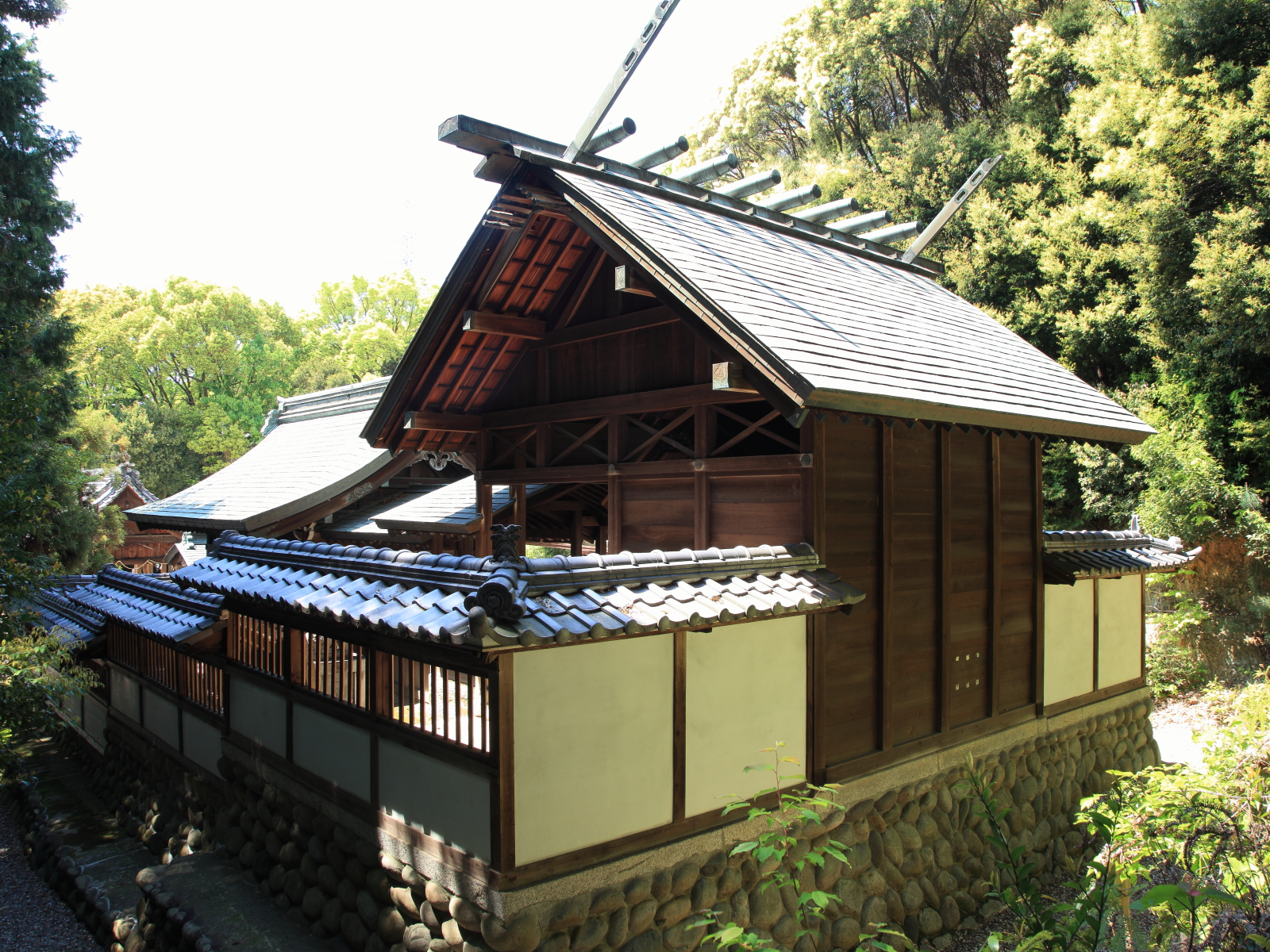
桶狭間神明社本殿（2013年（平成25年）4月）。
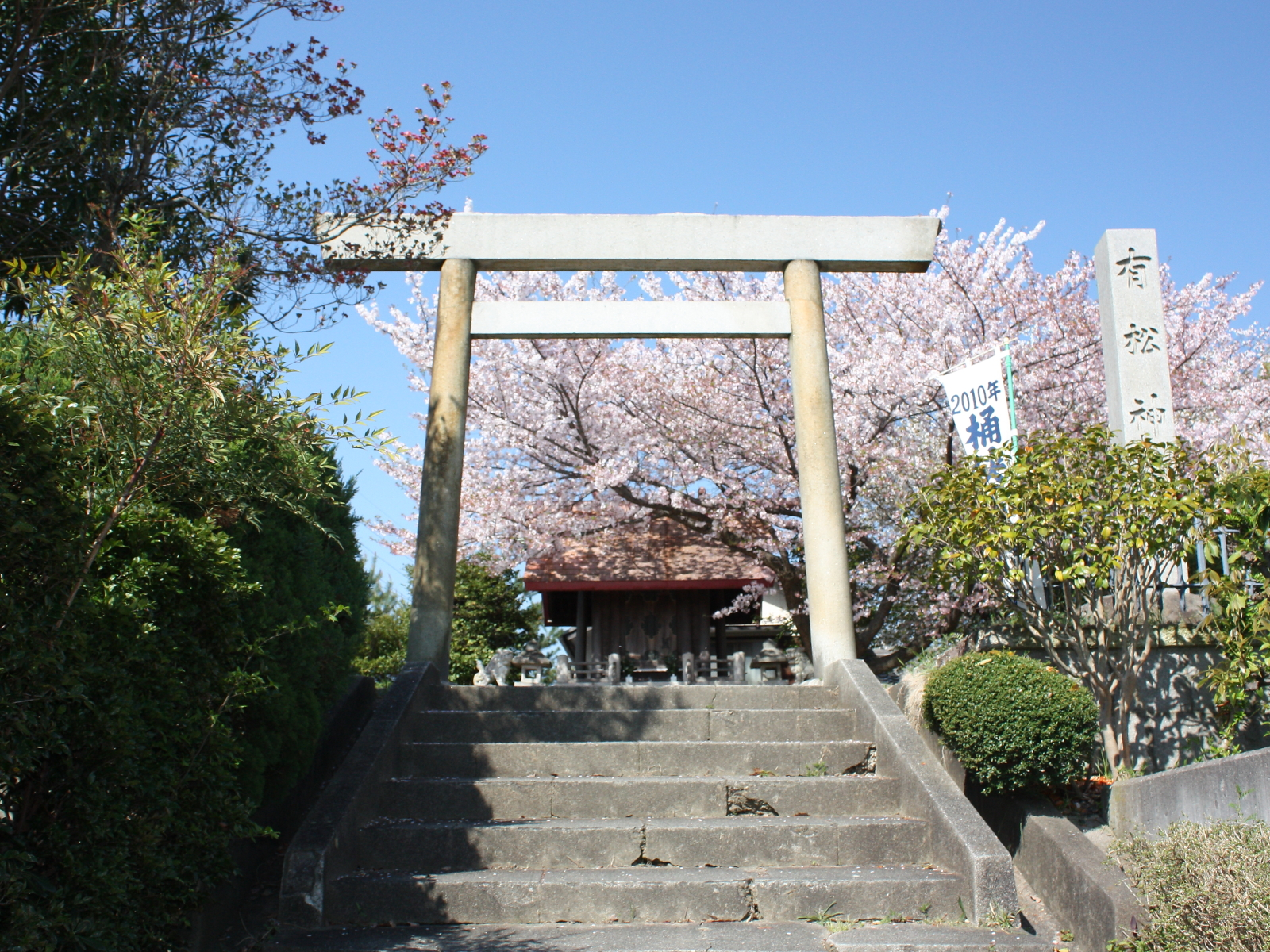
有松神社鳥居（2009年（平成21年）4月）。
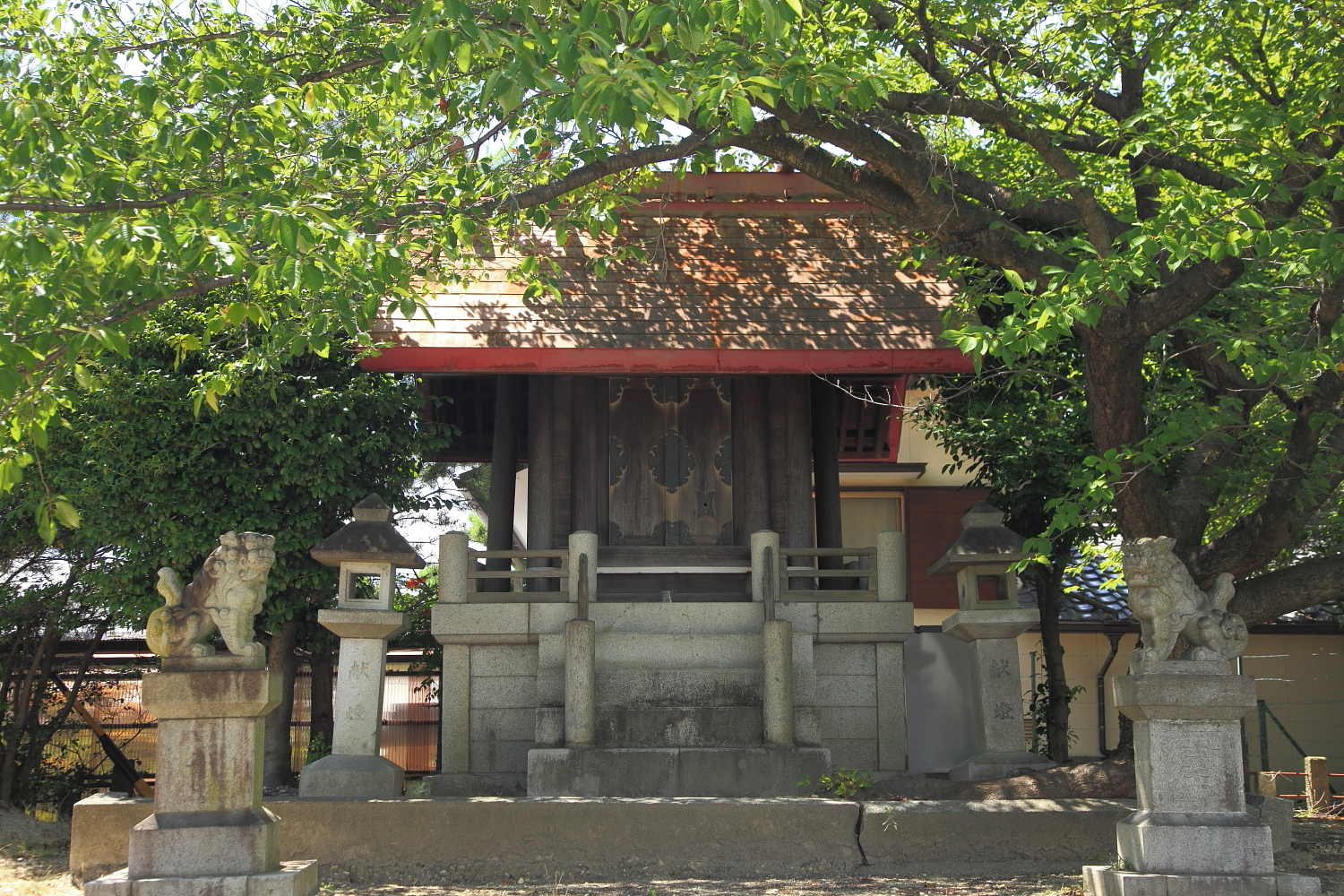
有松神社拝殿（2012年（平成24年）8月）。
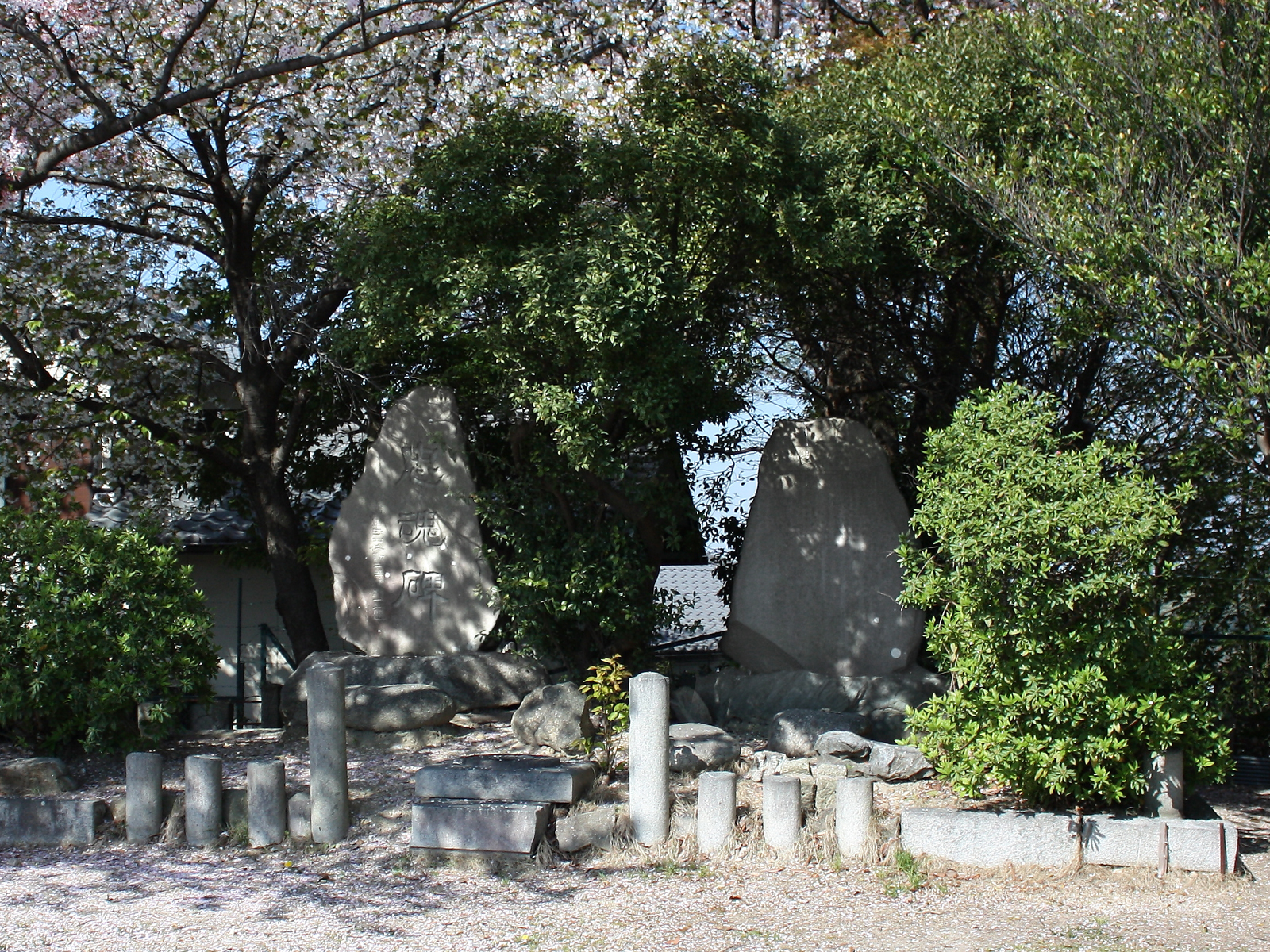
有松神社境内に残る記念碑（向かって左が忠魂碑、右が征清献捷碑）（2009年（平成21年）4月）。
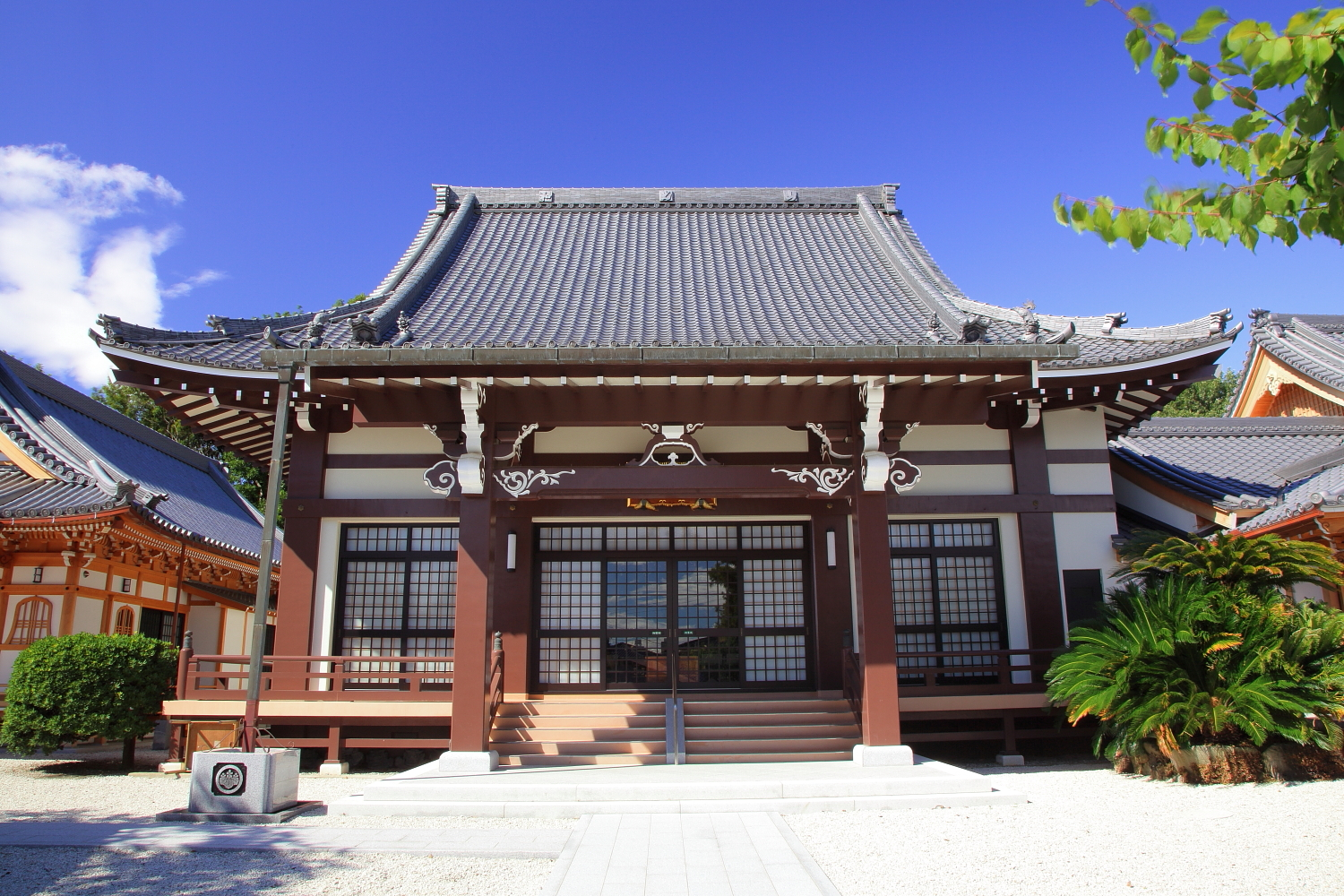
和光山長福寺本堂（2012年（平成24年）7月）。
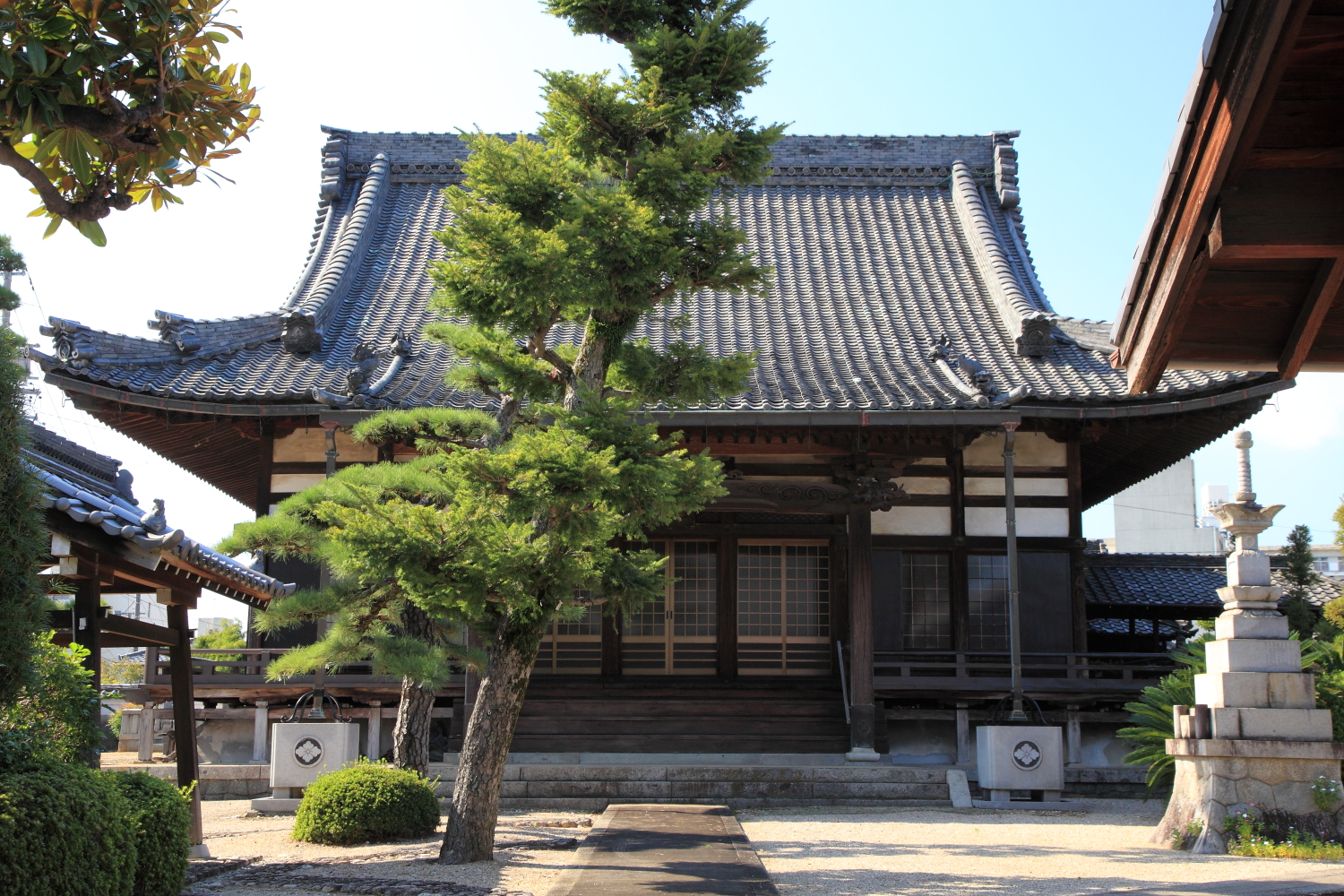
相羽山慈雲寺本堂（2012年（平成24年）10月）。
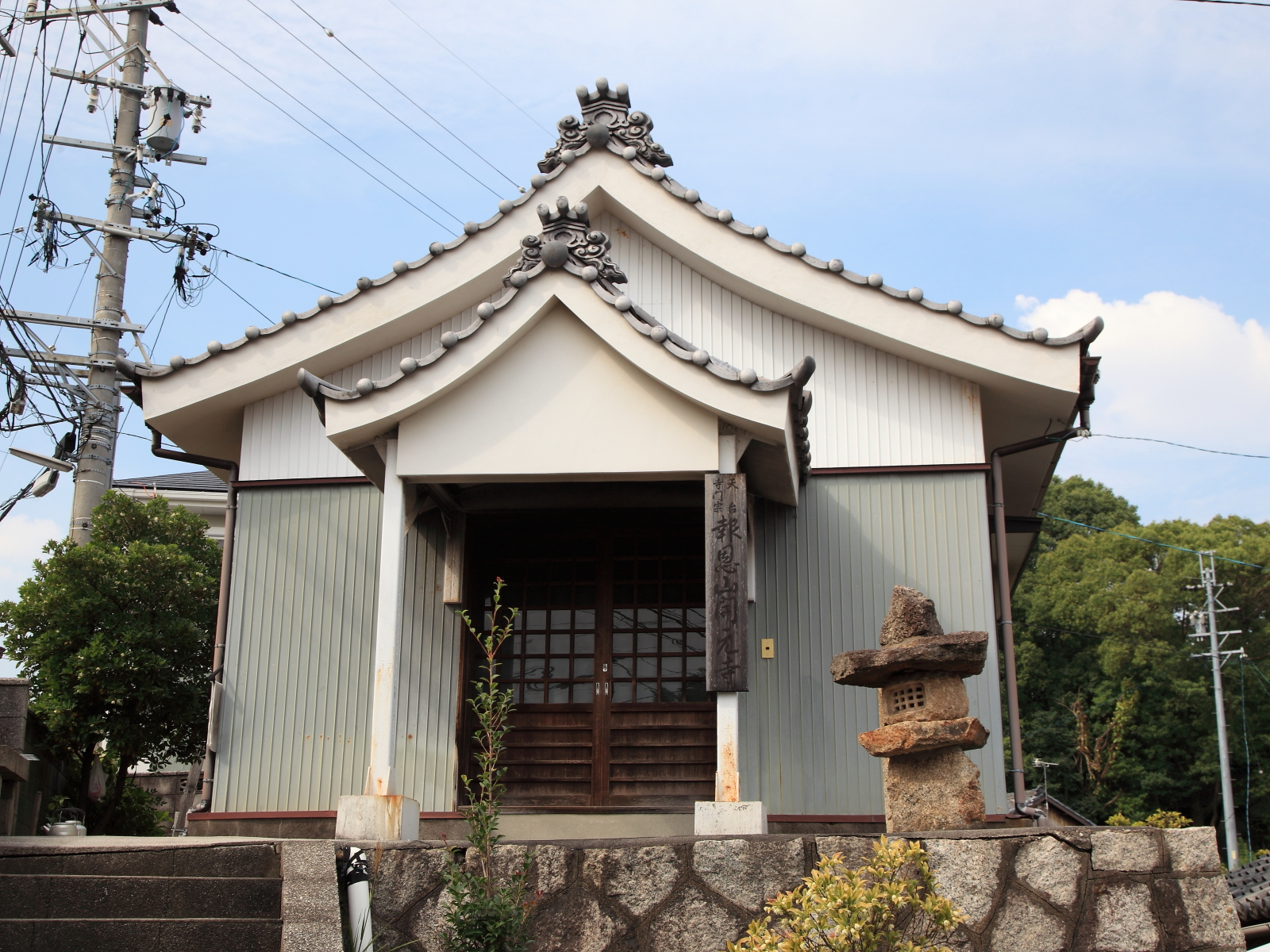
報恩山開元寺（2012年（平成24年）9月）。
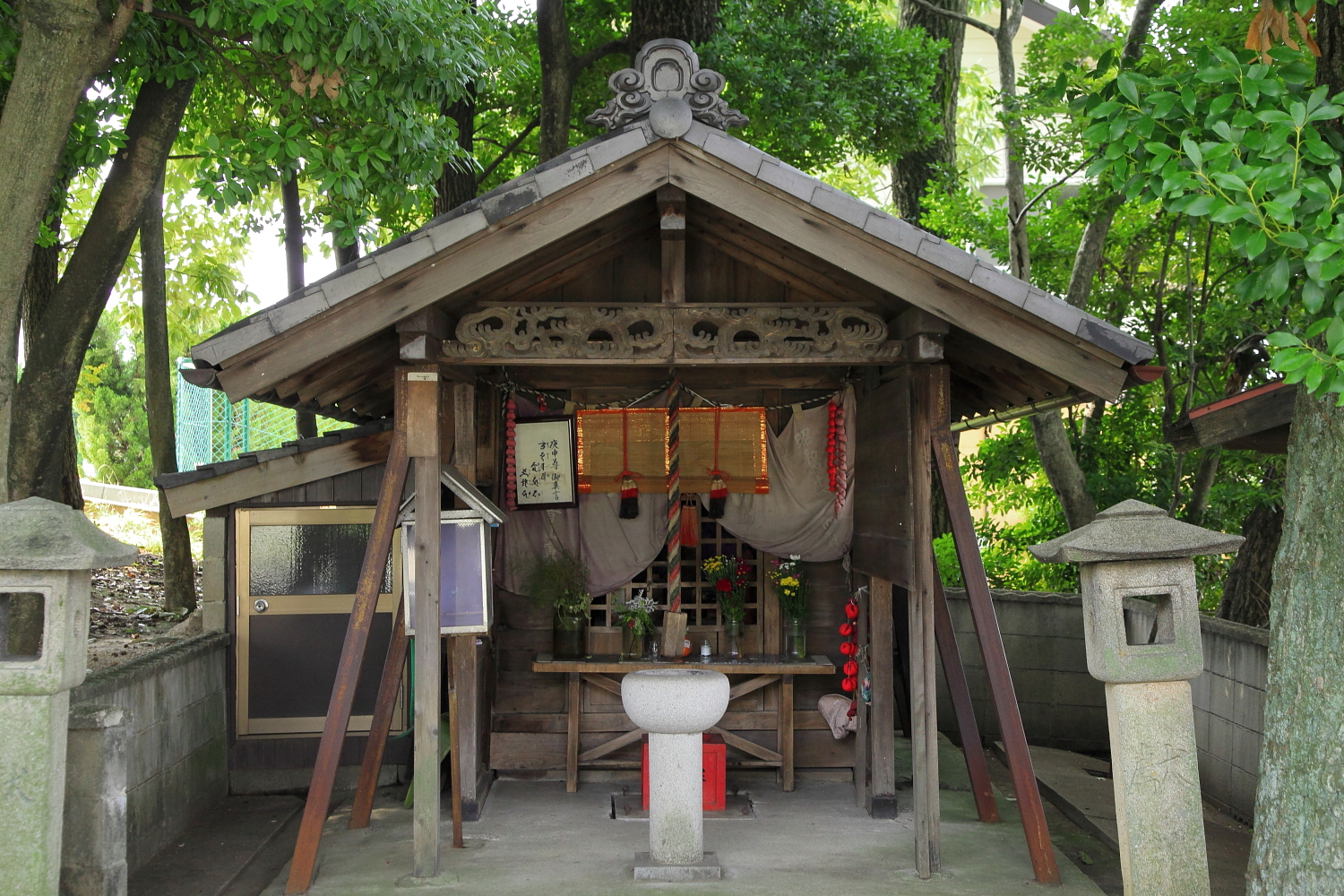
庚申堂（2012年（平成24年）9月）。
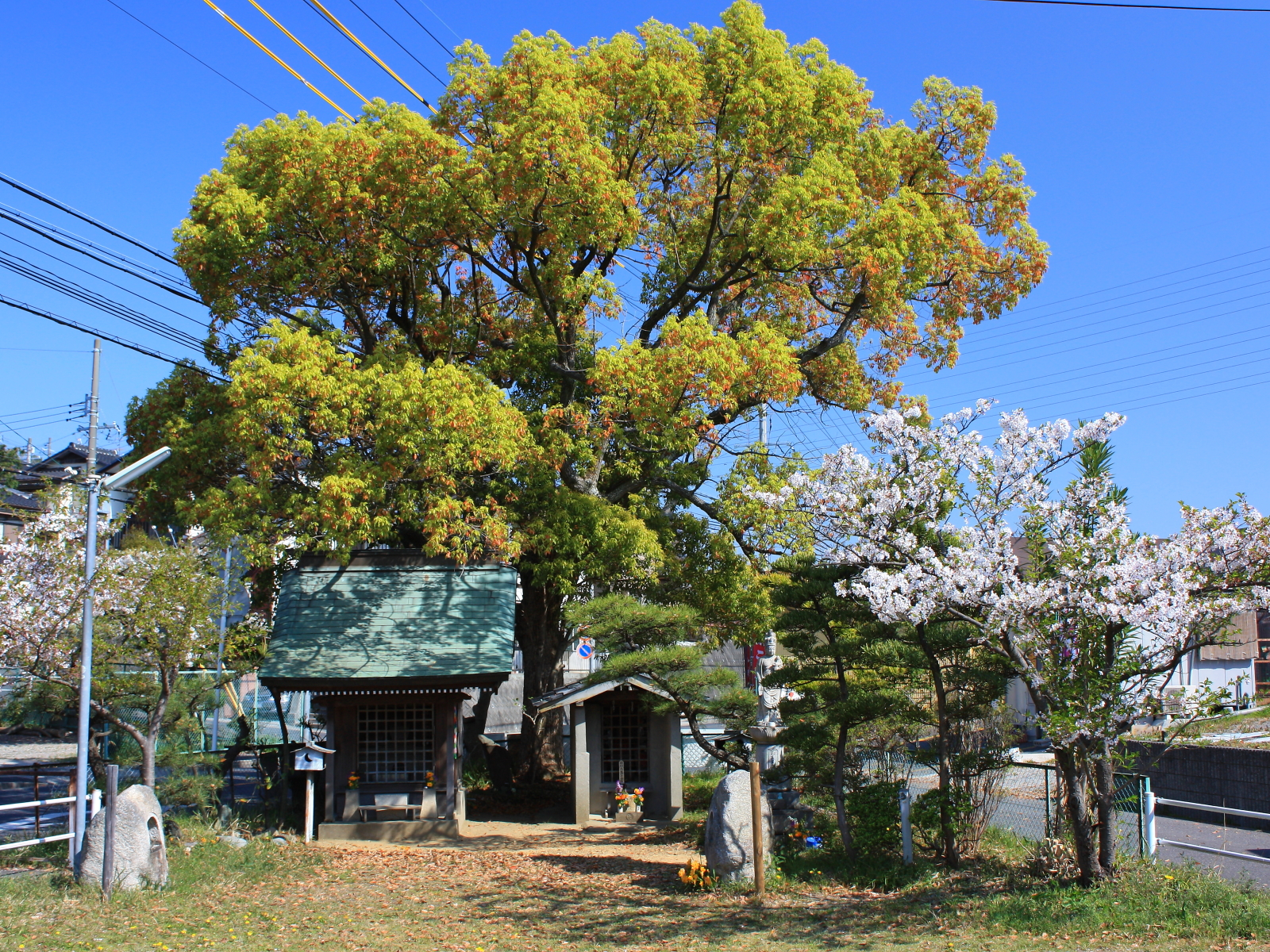
地蔵堂（2009年（平成21年）4月）。
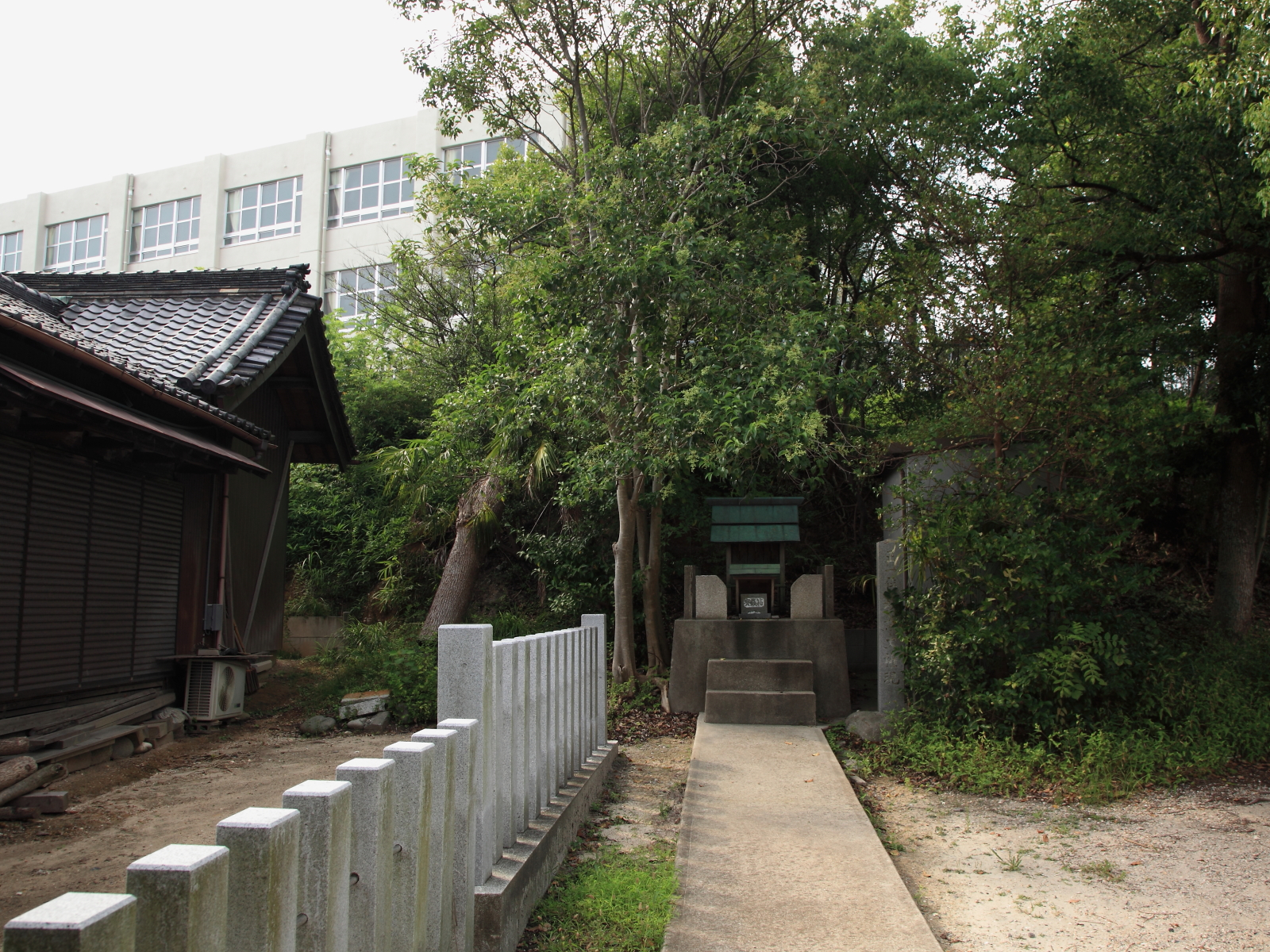
御嶽神社に隣接する秋葉神社（2012年（平成21年）9月）。

### 史跡など

#### 桶狭間古戦場跡

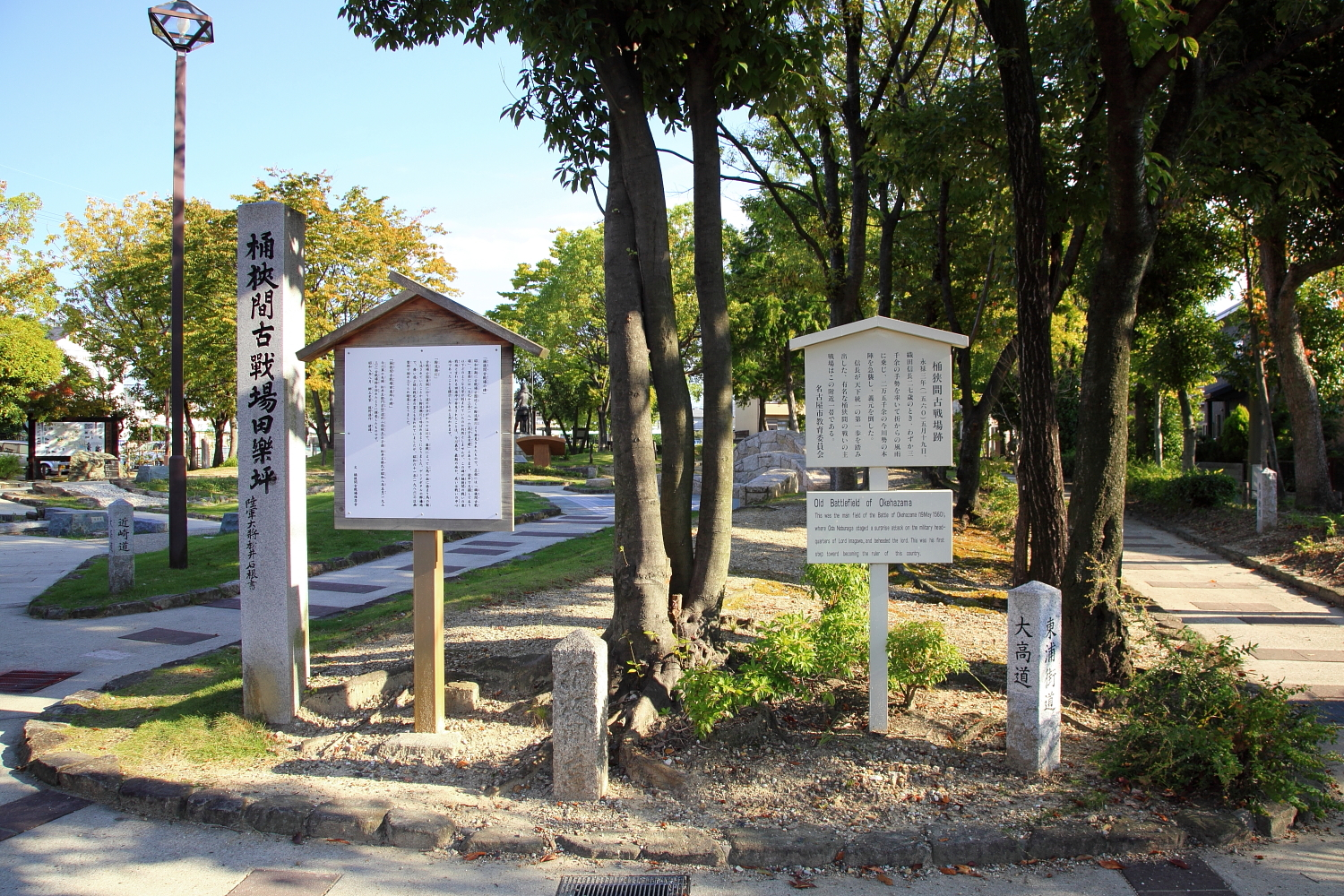
桶狭間古戦場公園（2012年（平成24年）10月）。2つの案内板の間に立つ小さな標石が鞍流瀬川より引き揚げられた「桶狭間古戦場の碑」、案内板の向かって左に立つのが「桶狭間古戦場田楽坪の碑」。

桶狭間古戦場跡（おけはざまこせんじょうあと）は、名古屋市緑区桶狭間北3丁目（旧有松町大字桶狭間字ヒロツボ）にある史跡である。現在は「桶狭間古戦場公園」として整備されている。
1608年（慶長13年）の『尾州智多郡桶廻間村御縄打水帳』は、この付近を「いけうら田面」と呼び、1町1反2畝9歩（約1.11ヘクタール）の深田が存在していたことを示している。そして「いけうら田面」の脇に台地があり、古くから田楽が奉納されてきたこの地は「田楽坪」と呼ばれたという。「いけうら田面」一帯の深田は洞迫間で最も初期に開墾されたものと判明していることから、1608年（慶長13年）から48年前の桶狭間の戦いの折りにも存在していたと考えられ、今川義元や残党が深田に足をとられて討ち取られたのはこれらの深田であったというのが、大字桶狭間側の古くからの主張である。
『尾張徇行記』（1808年（文政5年））などによれば、「いけうら」はそのまま田面の字として残り、ヒロツボ、牛毛廻間、幕山あたりの広い範囲をいったようである。享保年間（1716年 - 1735年）に尾張藩の開田奨励策によって、「田楽坪」と呼ばれた台地を含めた広範囲が開墾され、この頃に「いけうら」の字名も「ひろつぼ」に変わっているが、「田楽坪」の台地にあった「ねず塚」と呼ばれる10坪程度の塚は、そこに立つネズに触れると熱病にかかると恐れられたことからそのまま深田の中に残されている。昭和時代初期に「桶狭間古戦場」と記された標石（「文化13年（1816年）建」という銘を持つ）が鞍流瀬川の底から発掘されるなどし、地元ではこの「ねず塚」を中心とした田楽坪を桶狭間の戦いの主戦地として捉えるようになり、1933年（昭和8年）には梶野孫作がこの地に「田楽庵」を建て、桶狭間史蹟保存会を組織して座談会などを催すようになる。また1950年代には「駿公墓碣」と彫られた粗末な石碑が発掘されたりもしている。
2010年（平成22年）、桶狭間の戦いから450周年にあたることを記念して公園の改修が行われ、「近世の曙」と呼ばれる今川義元・織田信長両人のブロンズ像のほか、合戦当時の地形・城・砦、今川・織田両軍の進路などを配したジオラマが築造されている。
アクセスは、名古屋市営バス幕山停留所（北緯35度3分22.4秒 東経136度58分13.3秒 / 北緯35.056222度 東経136.970361度）より南東へ徒歩約5分以内。なお、豊明市が運営する「ひまわりバス」のバス停留所に「桶狭間古戦場公園」が存在するが、これは豊明市栄町南舘にある「桶狭間古戦場伝説地」の近在にあるもので、大字桶狭間の桶狭間古戦場跡へのアクセスにはならないので注意が必要である。
桶狭間古戦場の碑
桶狭間古戦場の碑（おけはざまこせんじょうのひ）は、昭和時代初期に鞍流瀬川の川底から引き上げられた石碑である。正面には「桶狭間古戦場」、背面には「文化十三年丙子五月建」とあり、途中で欠損しているために以降の文字は不明だが、製作年は1816年（文化13年）とみられる。
駿公墓碣
駿公墓碣（すんこうぼけつ）は、1953年（昭和28年）に「ねず塚」の中から発見された製作時期不詳の石碑である。敗軍の将を弔うことをはばかった当時の村人が、塚に墓石を埋め、密やかに供養したものと考えられている。
桶狭間古戦場田楽坪の碑
桶狭間古戦場田楽坪の碑（おけはざまこせんじょうでんがくつぼのひ）は、1933年（昭和8年）5月に梶野孫作によって建立された石碑である。今川方先鋒として布陣し戦死を遂げた部将松井宗信の子孫で、大日本帝国陸軍大将であった松井石根が当地を訪れた際、揮毫を行っている。
義元公首洗いの泉
義元公首洗いの泉（よしもとこうくびあらいのいずみ）は、討ち取られた今川義元の首を洗い清めたとされる泉である。「義元水汲みの泉（よしもとみずくみのいずみ）」ともいわれる。桶狭間が桶狭間と名付いたいわれのひとつとされる、桶がくるくる廻る伝承を持つ泉でもあり、1986年（昭和61年）に区画整理が行われるまで、水が豊富にわき出る場所であったといわれる。
馬繋ぎのねずの木
馬繋ぎのねずの木（うまつなぎのねずのき）は、今川義元がこの地に着陣した時に、泉の水を飲むために馬の手綱をつないだといわれるネズである。触れると熱病にかかるとも言い伝えられ、「ねず塚」と共に長らく残されてきたが、1959年（昭和34年）の伊勢湾台風の折りに1週間ほど冠水した末に枯死し、現在ではこの枯木が公園内に残されている。
義元公墓
義元公墓は、1934年（昭和9年）に建立された今川義元の墓碑である。

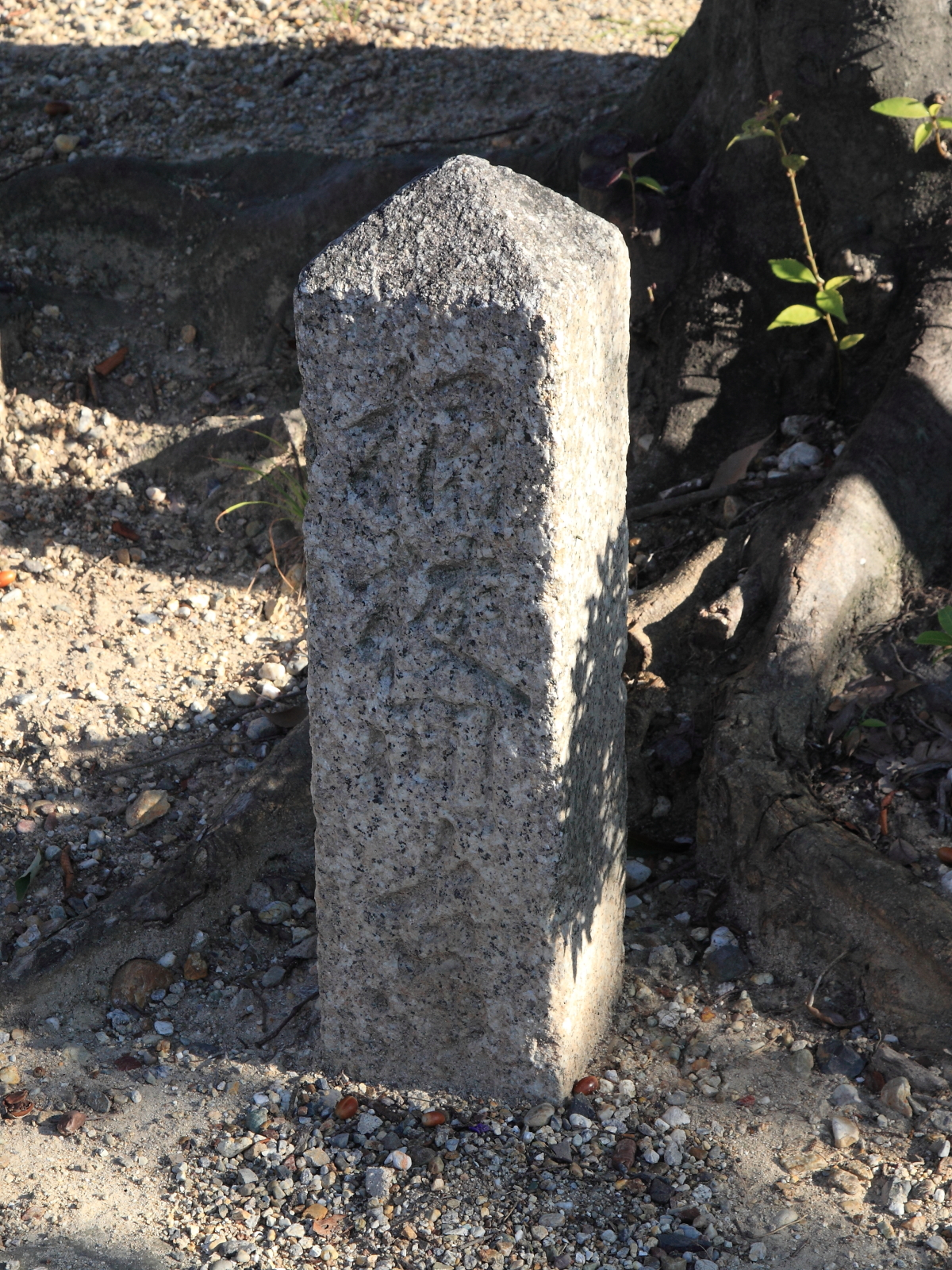
桶狭間古戦場の碑（2012年（平成24年）10月）。
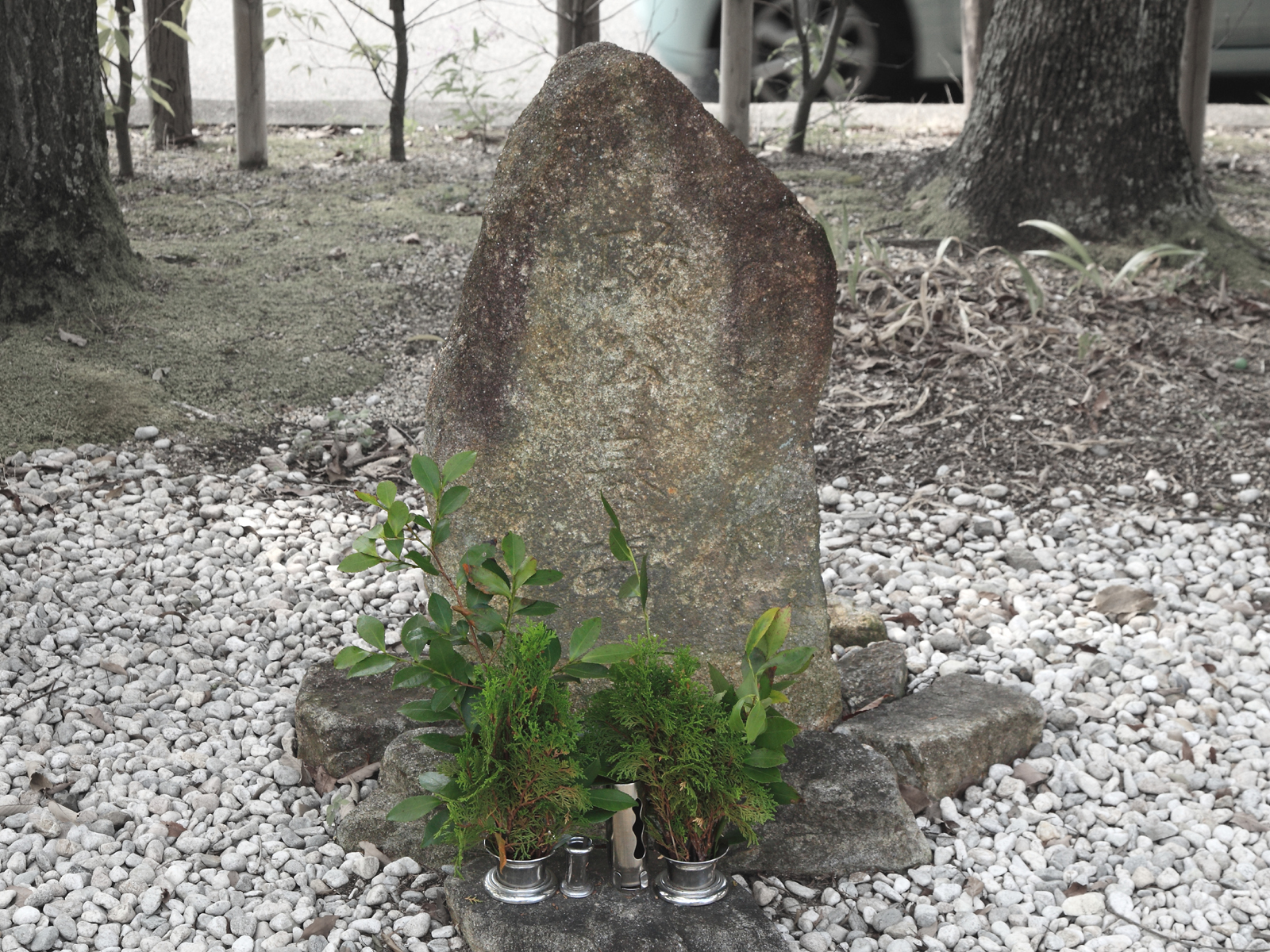
駿公墓碣（2012年（平成24年）9月）。
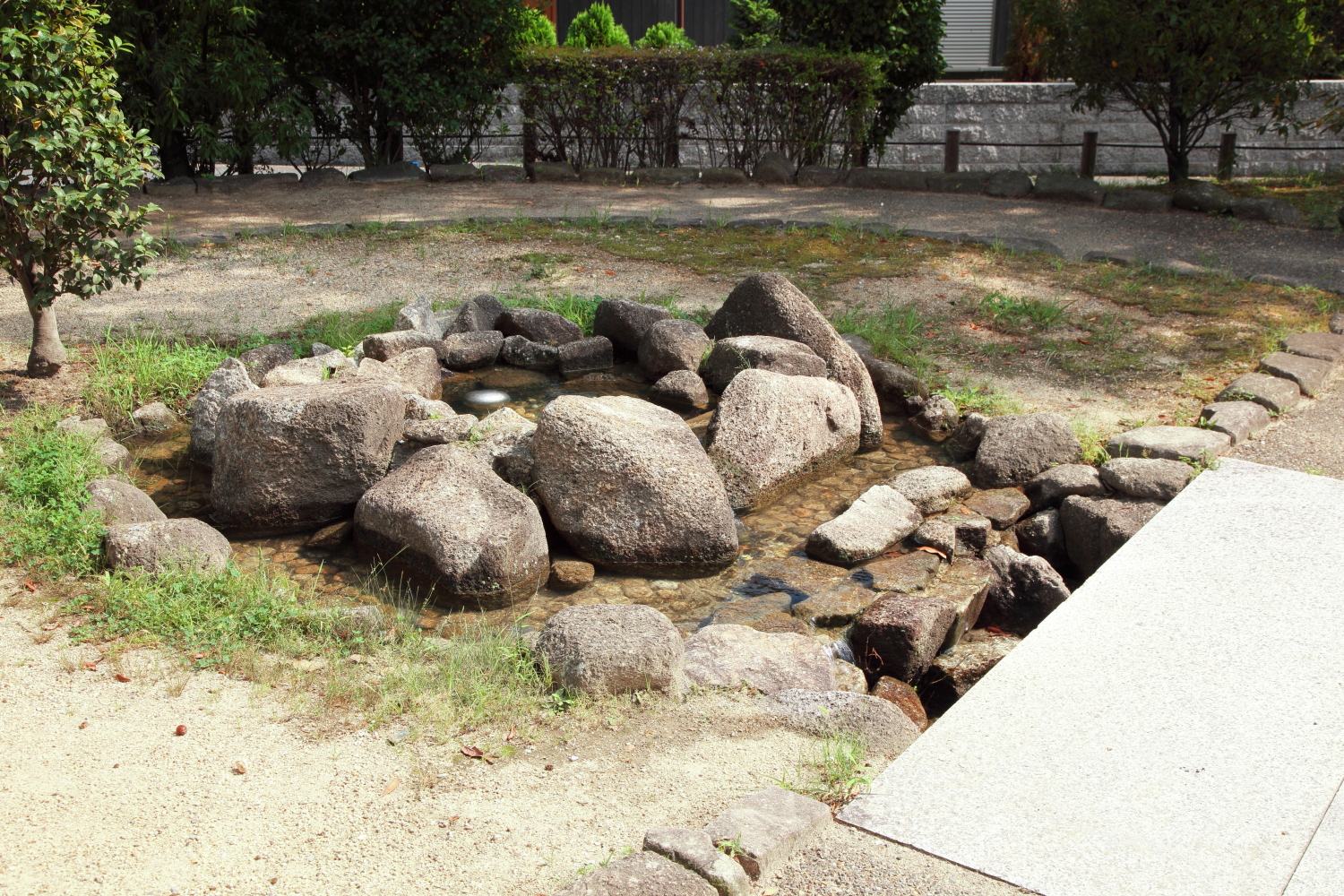
義元公首洗いの泉（2012年（平成24年）9月）。
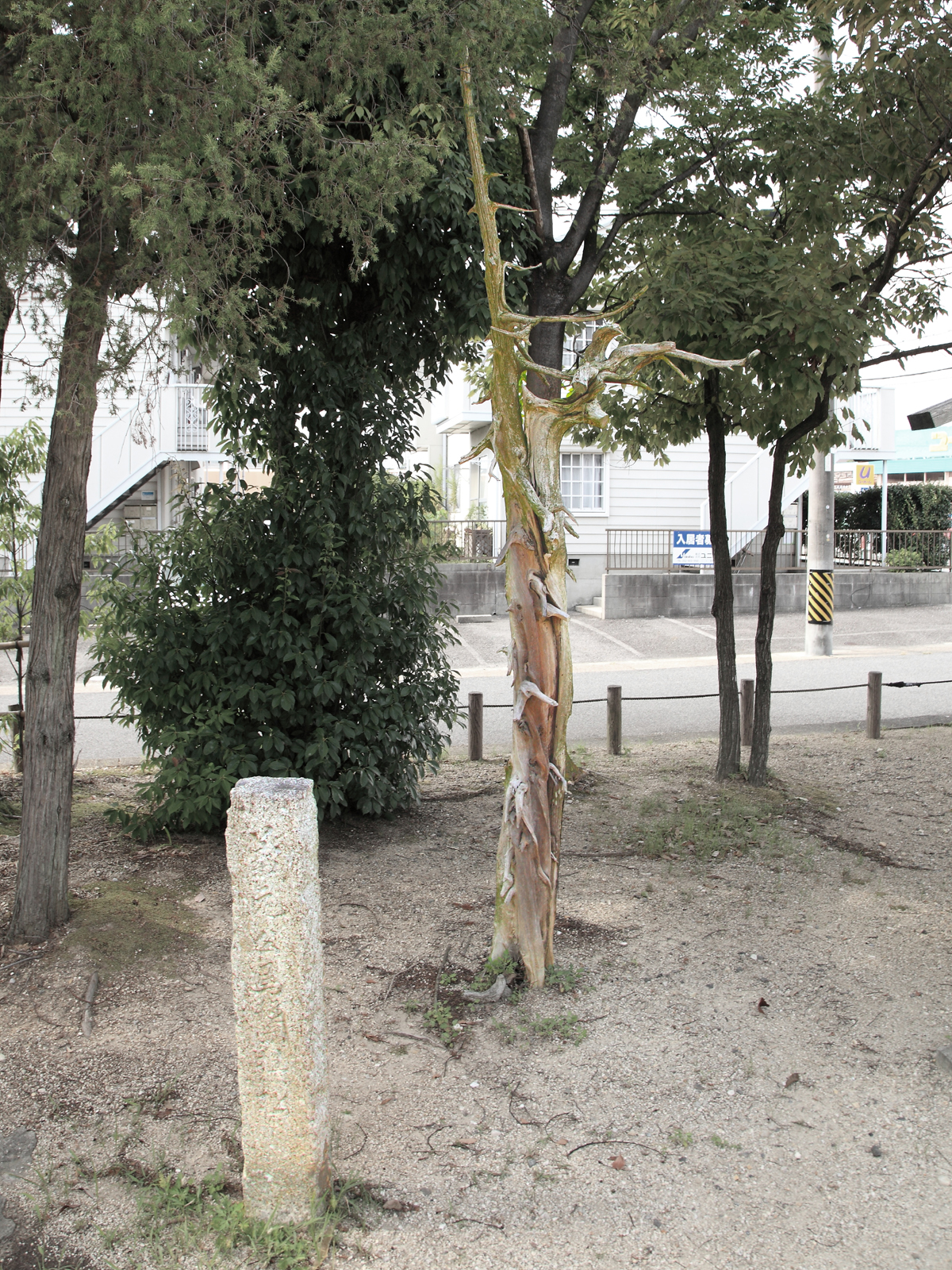
馬繋ぎのねずの木（2012年（平成24年）9月）。
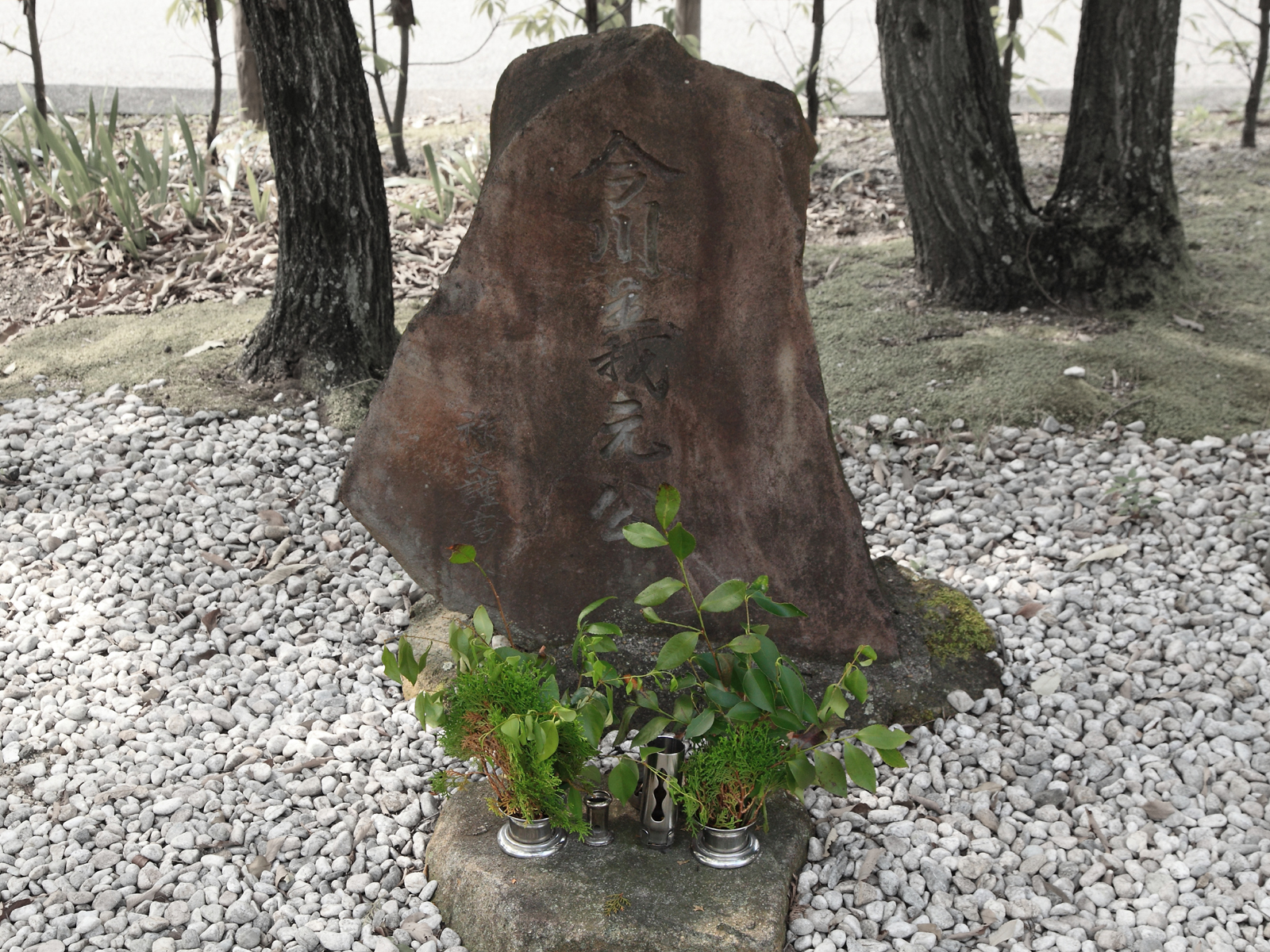
義元公墓（2012年（平成24年）9月）。

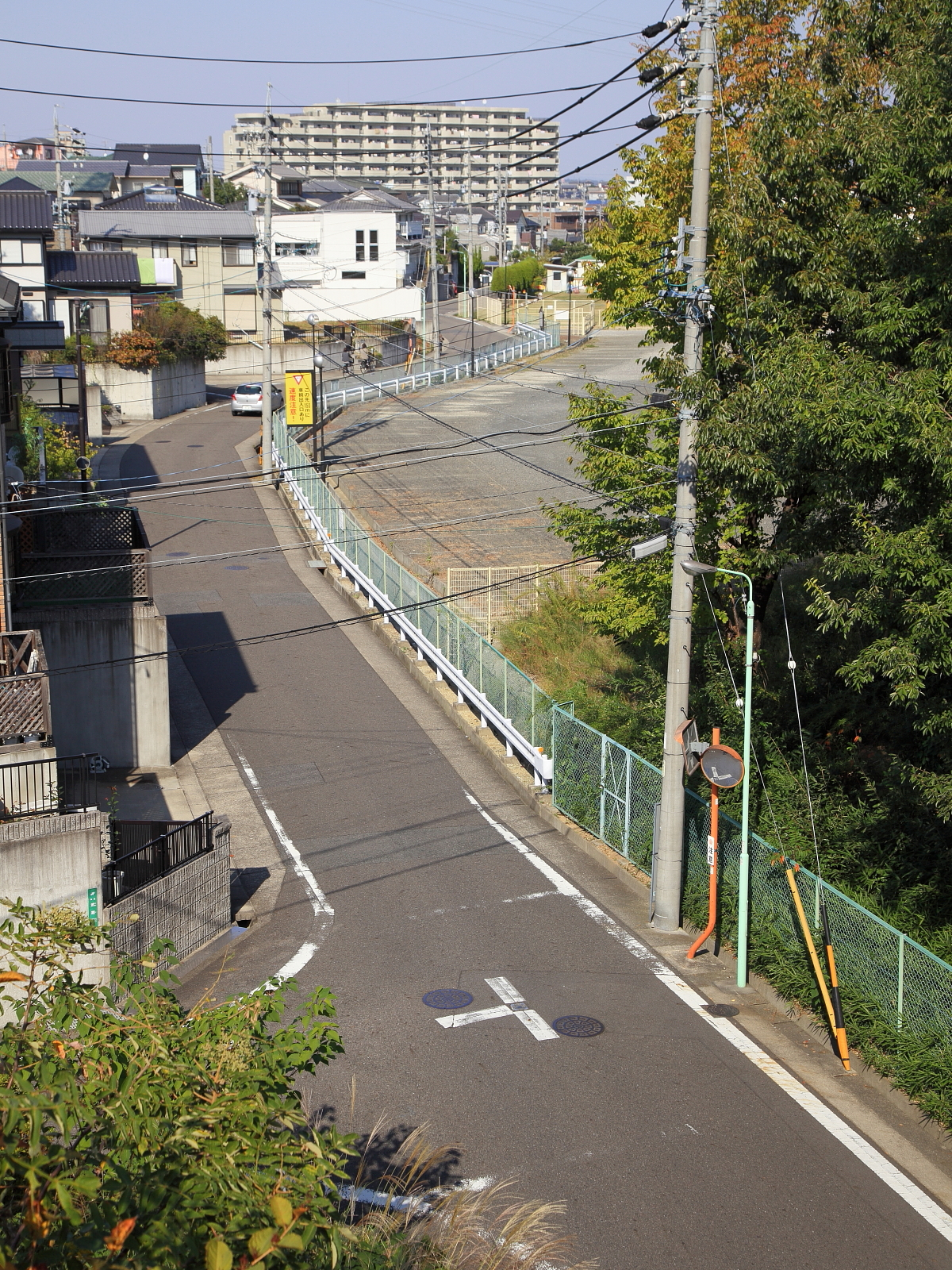
釜ヶ谷（から北北東方面を望む）。蛇行する市道はかつての近崎道、市道の右手に沿って立つフェンスはほぼ名古屋市緑区（左手）と豊明市（右手）の境界線でもある。写真中央奥の平地は、近年まで存在した「長池」を埋め立てたところ。

#### 釜ヶ谷
釜ヶ谷（かまがたに）は、生山南麓にある谷地を指し、近崎道の途上にあって、桶狭間の戦いの折りには織田方が驟雨の中で突撃の機をうかがうために身を潜めていたとされる場所である。桶狭間史跡保存会所蔵の写真によれば、この地は昭和初期に至るまでうっそうとした林で覆われた一帯であったことがうかがわれる。
かつて近崎道の東に沿って竹次池（たけじいけ）と呼ばれたため池があったが（所在地は豊明市栄町武侍）、これは江戸時代以降に建造されたものである。後に「長池」と呼ばれるようになり、近年埋め立てられて消滅している。

#### 瀬名陣所跡
瀬名陣所跡（せなじんしょあと）は、名古屋市緑区桶狭間（旧有松町大字桶狭間字寺前）にある史跡である（北緯35度3分14.4秒 東経136度58分14.9秒 / 北緯35.054000度 東経136.970806度）。桶狭間の戦いの2日前の1560年6月10日（永禄3年5月17日）に瀬名氏俊を大将とする今川方の先遣隊約200名が陣を構えた場所とされる。『東照軍鑑』（成立年代不詳）に「義元ハ瀬名伊予守・朝比奈肥後守父子高天神ノ小笠原ヲ先懸トシテ五千騎桶挟（オケハサマ）表ヘ押出シ…」とあり、このうち瀬名の役割は村木・追分村・大高村・鳴海村各方面の監視、および近日中の本隊到着に向けて本陣の設営であったと考えられている。瀬名隊の陣所は東西15メートル、南北38メートルほどであったといわれ、当時トチノキで覆われた林であったのが後年は竹藪となり、地元では長らく「セナ藪」・「センノ藪」などと呼ばれていたが、1986年（昭和61年）に大池の堤防工事が行われた際にこのセナ藪も滅失する。現在では「瀬名伊予守氏俊陣地跡（せないよのかみうじとしじんちあと）」と刻まれた標柱が残されているほか、案内板が立っている。

なお、大池の堤防工事が行われる以前はすぐ脇を鞍流瀬川が流れており、数多く舞うホタルやハグロトンボの姿がよく見られたといい、住民はそれを桶狭間の戦いの戦死者の魂魄だとして、捕獲することをはばかっていたという。

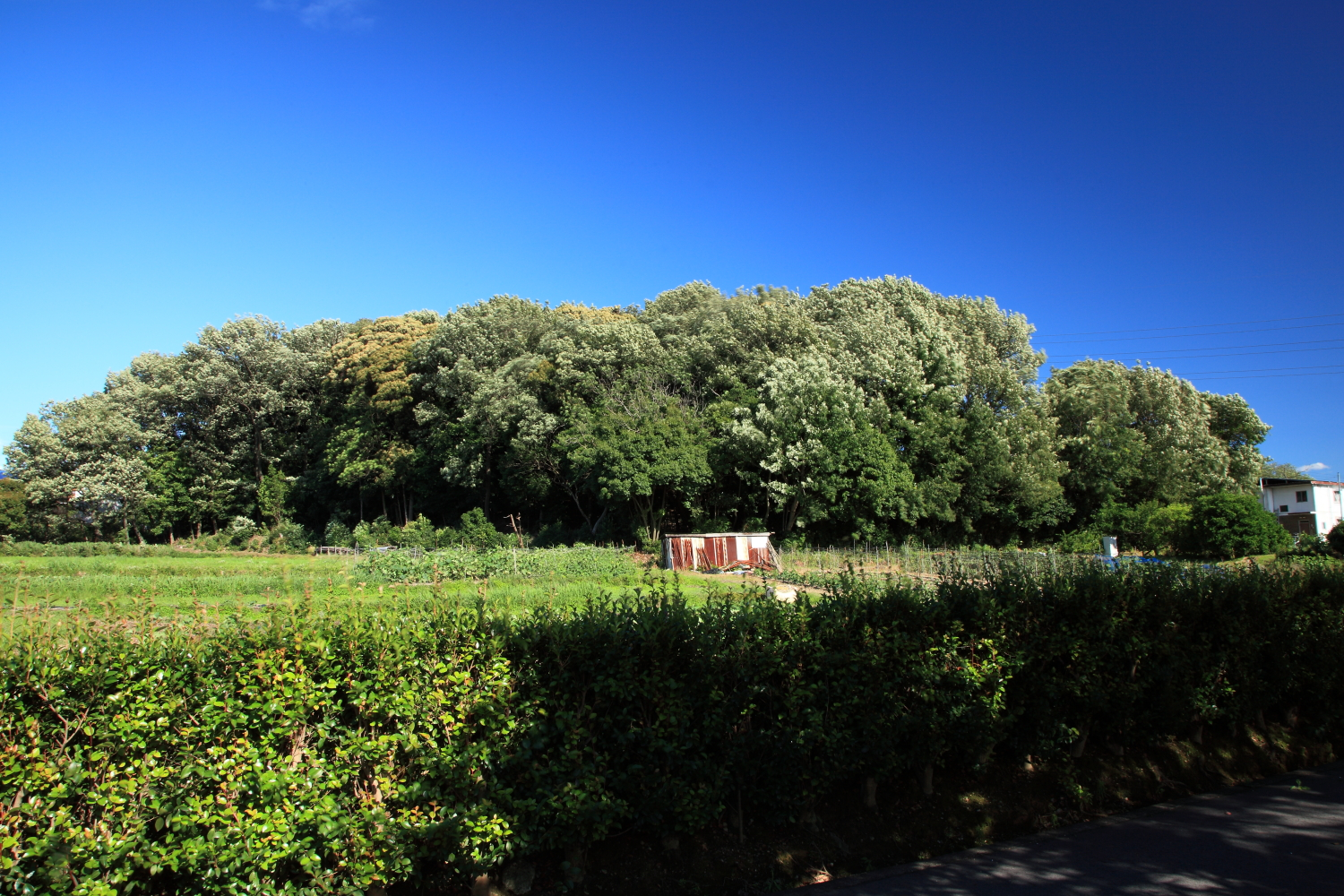
瀬名陣所跡付近の平地（2012年（平成24年）7月）。
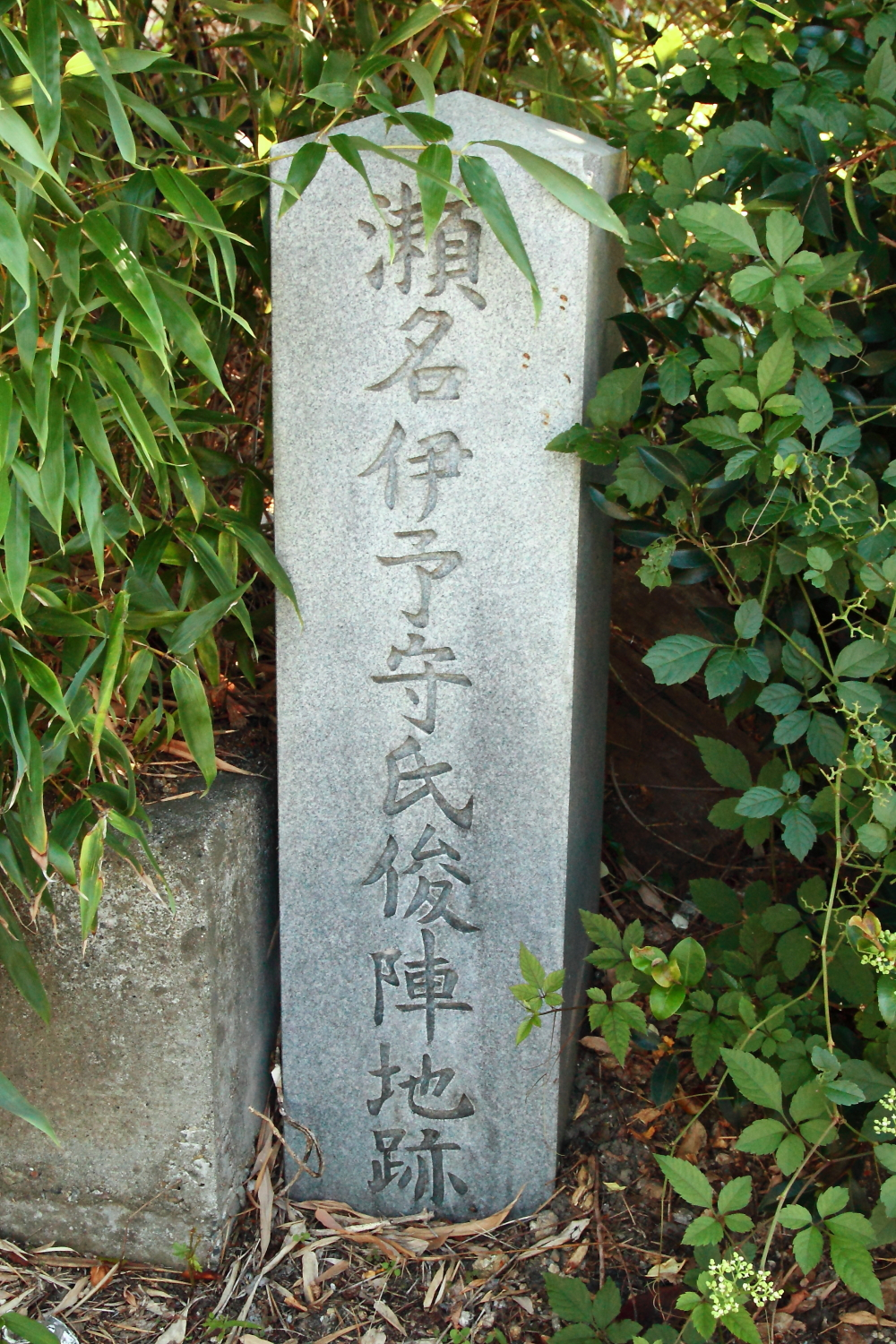
瀬名伊予守氏俊陣地跡の碑（2012年（平成24年）10月）。

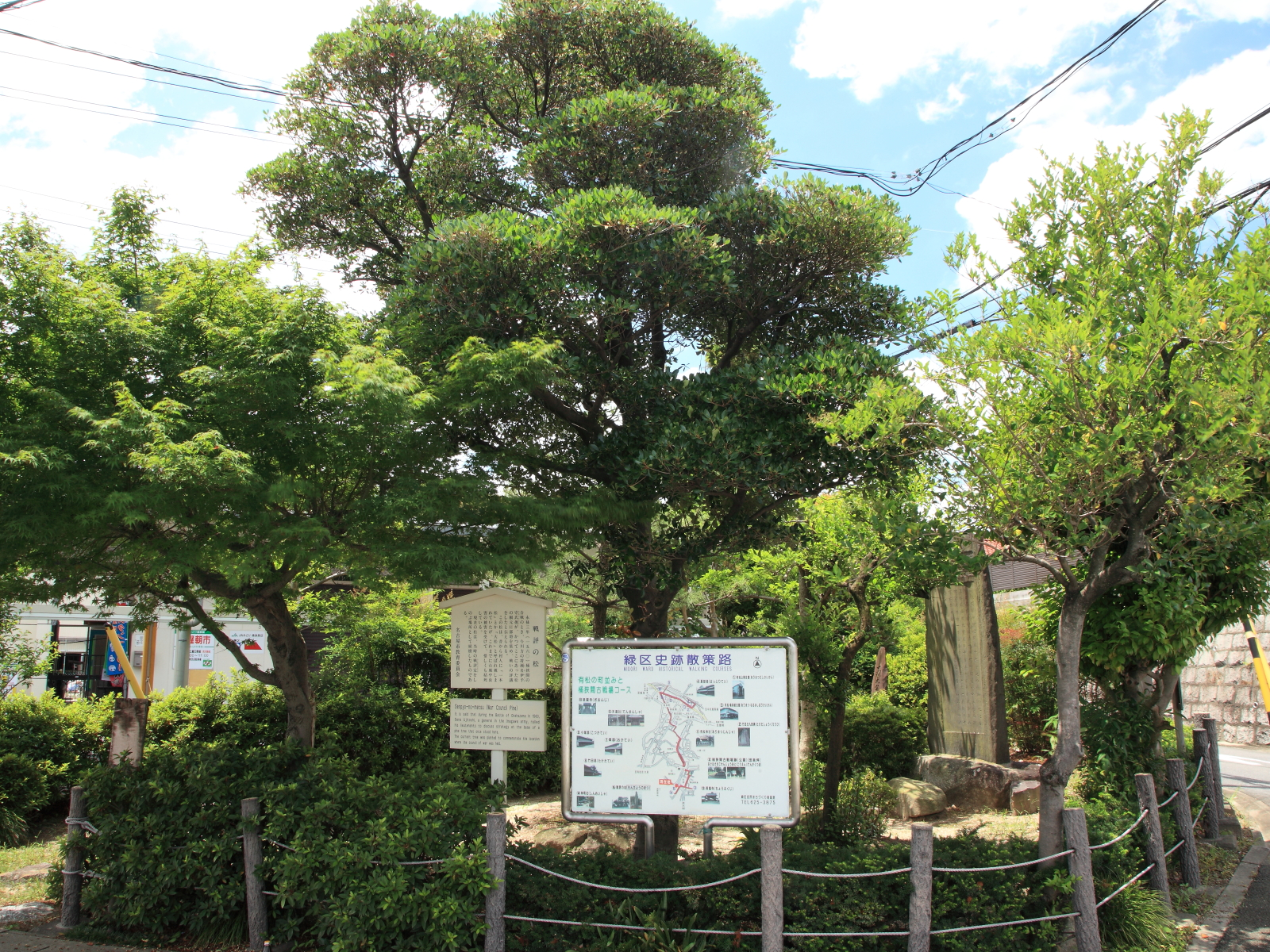
戦評の松（2012年（平成24年）7月）。

#### 戦評の松
戦評の松（せんぴょうのまつ）は、名古屋市緑区有松町大字桶狭間字幕山にある史跡である（北緯35度3分12.6秒 東経136度58分8.6秒 / 北緯35.053500度 東経136.969056度）。桶狭間の戦いの折りに、今川義元がこの地で評議を行ったという伝説があり、それを示す石碑も残されているが、一般には、今川方の先遣として当地に布陣した瀬名氏俊が配下の部将を集めて戦の評議をしたのがこの地にあった松の大木の根元であったとされる。『天保十二年丑年五月知多郡桶廻間村圖面』にも長坂道に沿って大きな松の木が描かれており、地元で「一本松」・「大松」などと呼ばれて親しまれていたが、1959年（昭和34年）9月に襲来した伊勢湾台風のために枯死してしまう。2代目の松は1962年（昭和37年）5月19日に植樹されたが、2008年（平成20年）に虫食いのために枯死、翌2009年（平成21年）3月に幼木が植樹され、現在は3代目である。

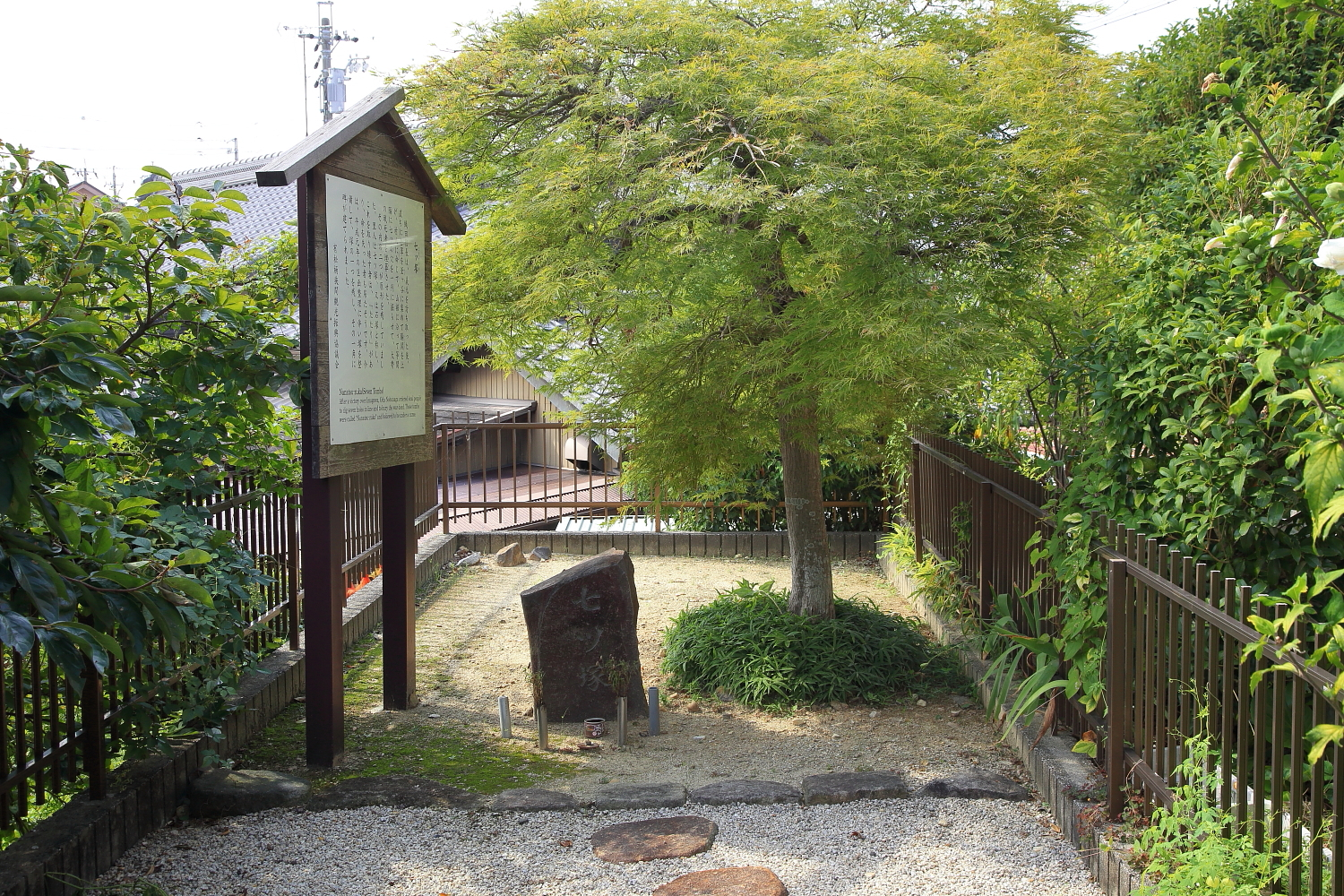
七ツ塚（2012年（平成24年）9月）。

#### 七ツ塚
七ツ塚（ななつづか）は、名古屋市緑区桶狭間北2丁目（旧有松町大字桶狭間字武路）にある史跡である（北緯35度3分28.2秒 東経136度58分15.5秒 / 北緯35.057833度 東経136.970972度）。桶狭間の戦いで今川義元が戦死し織田方が勝利したことを受け、織田信長は村人に命じて武路山の山裾に沿い7つの穴を等間隔に掘らせ、そこに大量の戦死者を埋葬させたという。このうちふたつ（七ツ塚・石塚）が後年まで原型をとどめ、これを取り壊すものは「たたり」に遭うという言い伝えから長らくそのままにされていたが、1989年（平成元年）の区画整理の折りに内のひとつが整備され、碑も建立されて現在に至る。
なお、合戦とは本来関わりなく、経塚のように宗教的作善目的で建立されたとする見解もあり、こうした場合の建立時期は戦国時代以前にさかのぼる可能性もあるという。

## その他の桶狭間

### 桶狭間古戦場まつり
桶狭間古戦場まつり（おけはざまこせんじょうまつり）は、桶狭間の戦いの戦死者を慰霊するために催される祭りである。豊明市と名古屋市緑区でそれぞれ同名の祭りが開催されている。

#### 豊明市の「桶狭間古戦場まつり」
開催日は毎年6月第1土曜日・翌第1日曜日で、主催は桶狭間古戦場まつり実行委員会、共催は豊明市および豊明市観光協会である。土曜日には、国の史跡戦人塚（北緯35度3分25.1秒 東経136度59分43.7秒 / 北緯35.056972度 東経136.995472度）において戦人塚供養祭、桶狭間古戦場伝説地において今川義元の墓前祭、香華山高徳院において今川義元の霊前祭が行われる。日曜日には、市民参加による武者行列が豊明市栄町内を練り歩き、その後香華山高徳院で合戦の様子を再現した寸劇が披露されるほか、火縄銃の発砲実演や棒の手演技、芸能発表、ハイキング大会、フリーマーケットなど、数々の催しが繰り広げられる。
かつて、義元の死を悼み供養するという義元まつりであったが、義元だけでなく織田信長の偉業も讃えなければ義理が悪いのではないかという土川元夫（かつての名古屋鉄道株式会社取締役社長）の提案により、以来古戦場まつりとなったという。

#### 名古屋市緑区の「桶狭間古戦場まつり」
開催日は桶狭間の戦いが勃発した5月19日の直前にあたる5月中の日曜日で、主催は桶狭間学区区政協力委員会、桶狭間古戦場保存会、共催は有松商工会、有松桶狭間刊行振興協議会、桶狭間消防団、有松・桶狭間・南陵子ども会、和光山長福寺、桶狭間神明社などである。桶狭間古戦場公園において桶狭間の戦いの戦死者に向けた慰霊式典が行われる。ほかに、公園では古武道演舞の奉納、芸能発表、和光山長福寺では歴史講演会の開催、和光山長福寺駐車場では屋台が建ち並んで飲食が可能となっている。史跡巡りのツアー、スタンプラリーなども同時に開催される。夕刻になると、大池の周囲で3,500本のろうそくが灯される万灯会が行われる。

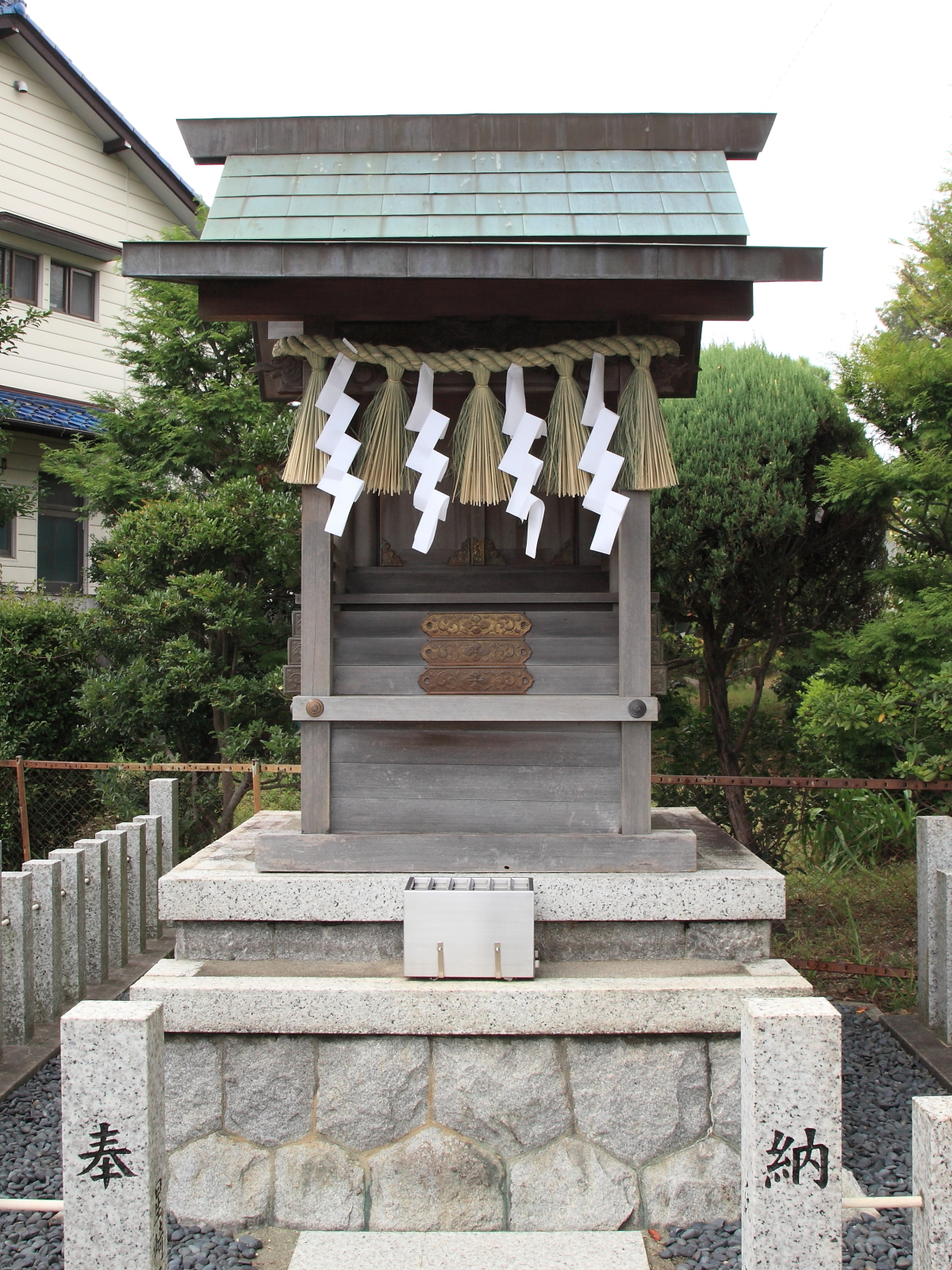
桶狭間区の氏神である桶狭間神社（2012年（平成24年）10月）。

### 桶狭間区
桶狭間区（おけはざまく）は、豊明市に存在する行政区である。桶狭間区はさらに桶狭間1、桶狭間2、桶狭間3、桶狭間4に分かれるが、全体の範囲は、おおむね豊明市栄町南舘のうち豊明市道大脇舘線の東側、ホシザキ株式会社本社敷地周辺、および豊明市栄町山ノ神とする。1960年（昭和35年）4月1日に当時の愛知郡豊明町が行政区の再編を行い第7区のひとつとして桶狭間を設置、1972年（昭和42年）4月2日の再編により単独の桶狭間区に昇格している。2013年（平成25年）4月1日現在の人口は2,238、世帯数は969を数えている。

### 桶狭間神社
桶狭間神社（おけはざまじんじゃ）は、豊明市栄町字山ノ神にある神社である（北緯35度3分28.4秒 東経136度58分59.1秒 / 北緯35.057889度 東経136.983083度）。正式には神明社（しんめいしゃ）といい、1947年（昭和22年）に創建、祭神として鎮宅霊神を祀る。地名にあるように元は山の神を祀っていたが、後年桶狭間区の氏神となり、神明社に改号している。